# Art roman

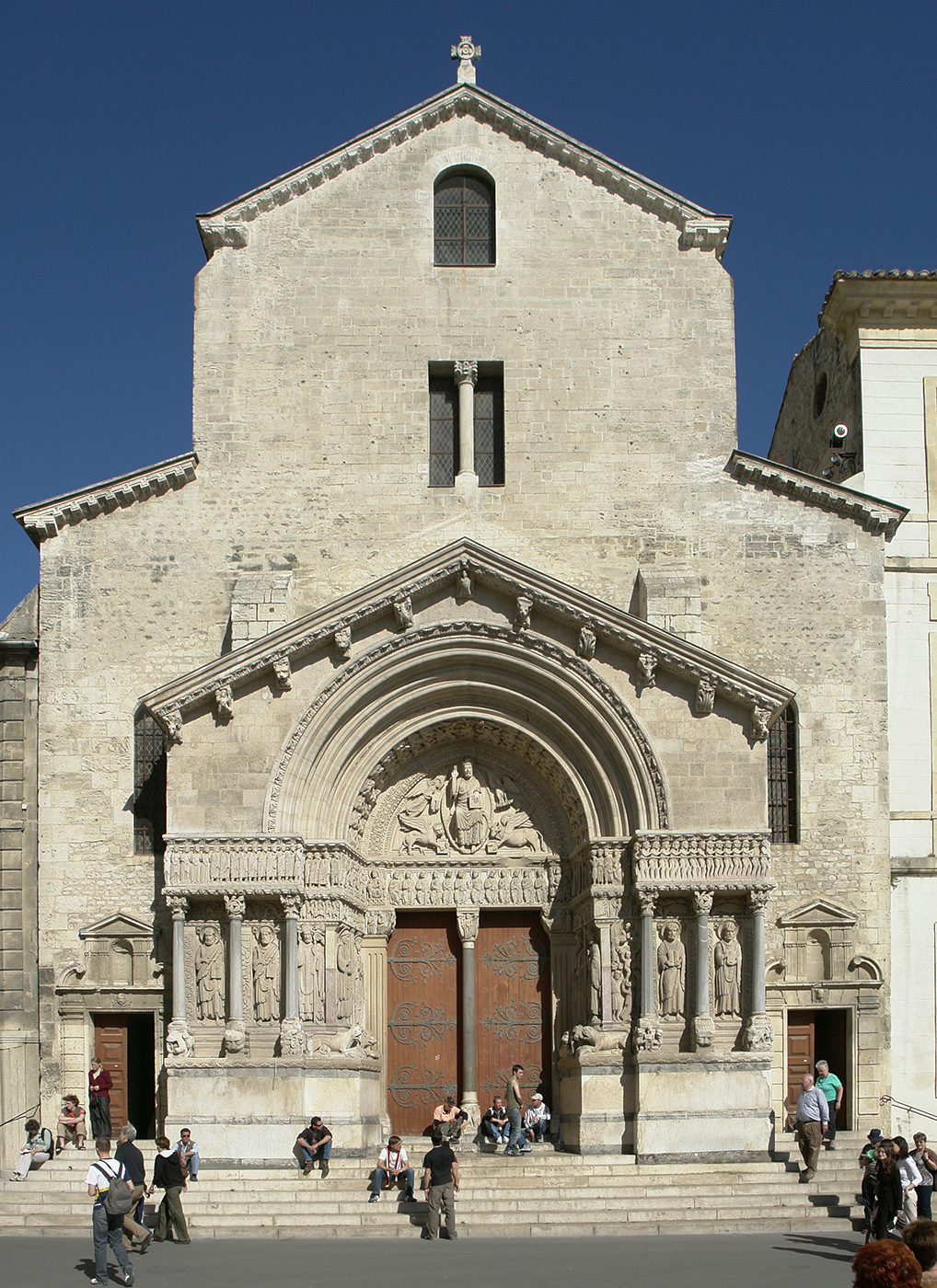
Façade de la cathédrale Saint-Trophime d'Arles.

Pour les articles homonymes, voir Roman.
En histoire de l'art, la période de l'art roman est celle qui s'étend du début du XIe siècle à la seconde moitié du XIIe siècle, entre l'art préroman et l'art gothique, en Europe. L'expression « art roman » est forgée en 1818 par l'archéologue français Charles de Gerville et passe dans l'usage courant à partir de 1835.
L'art roman regroupe aussi bien l'architecture romane que la sculpture, la peinture ou la statuaire romane de la même époque.
Se développant lors d'une période d'expansion économique, il n'a pas été le produit d'une seule nationalité ou d'une seule région, mais est apparu progressivement et presque simultanément dans plusieurs régions d'Europe occidentale. Dans chacune d'elles, il a des caractéristiques propres (par exemple : l'utilisation de pierres différentes dans chaque région), bien qu'avec une unité suffisante pour être considéré comme le premier style international, avec un cadre européen. Son domaine d'expression est essentiellement religieux avec notamment l'adoption du plan basilical pour les églises et la généralisation de l'emploi de la voûte en berceau.

## Origine et diffusion du terme
L'inventeur de l'adjectif « roman » appliqué à l'art médiéval est l'érudit normand Charles de Gerville qui, après un séjour en Angleterre, s'aperçoit que les « antiquaires » anglais appellent « saxon » le style architectural qui domine dans ce pays, avant sa conquête par les Normands en 1066, et « norman » le style depuis la conquête jusqu'à la fin du XIIe siècle. En France, les savants appliquent, pour les œuvres architecturales de cette période, les dénominations de « normand », « lombard » , « byzantin », parfois précédées de l'appellation « gothique » (dans le sens initial péjoratif d' « art des Goths »), ou la dénomination de gothique ancien. Animé d'une volonté d'unification et de classification universelle propre aux érudits du XIXe siècle, Gerville recherche une dénomination commune. Selon la tradition historiographique, il invente l'expression « architecture romane » dans une lettre adressée le 18 décembre 1818 à son confrère et ami Auguste Le Prévost. Il justifie le choix de ce terme pour désigner l'architecture chrétienne d'Occident allant du règne de Charlemagne jusqu'à la fin du XIe siècle ou au commencement du XIIe siècle, d'une part par analogie aux langues romanes, d'autre part afin de souligner sa supposée filiation avec l'architecture romaine, établissant — à tort — une relation entre l'aire de diffusion de cette architecture et celle des langues romanes.
La dénomination d'« art roman » est vulgarisée au XIXe siècle. En France, le père de l'archéologie médiévale Arcisse de Caumont, et des auteurs comme Victor Hugo, Stendhal ou Mérimée l'imposent après 1860 au détriment de « saxon », « normand », « lombard », « byzantin ». Comme Gerville, ces archéologues et écrivains de la génération romantique qui cherchent à réhabiliter le Moyen Âge, voient dans l'art roman une « dégénération » de l'art romain en raison de la dégradation des traditions et de l'effondrement de la civilisation antique, et différencient l'art gothique laïc caractérisé par son élan vertical, de l'art roman monastique chez qui l'horizontalité l'emporte, et dont les édifices ont des affinités avec l'art antique qui a exalté la puissance des empereurs romains. Jules Quicherat en restreint fort justement l'acception aux édifices du XIe au XIIe siècle.
Le parcours terminologique du terme « roman » dans divers pays européens, permet de « constater que la grande diversité du paysage monumental d'Occident médiéval crée dans les différentes contrées des décalages épistémologiques considérables, souvent caractérisés par une vision géographiquement limitée et parfois teintés d'idéologie ». Les termes romanisch en Allemagne, Romanesque art en Grande-Bretagne, Arte románico en Espagne, Arte romanica en Italie, ont fait comme en France « l'objet de diverses polémiques dans leur propre culture linguistique, avant de s'imposer définitivement dans l'historiographie ».

## Historiographie

### Roman et gothique: rupture ou transition?
| |  |  |
| Les photos en noir et blanc de la collection « La Nuit des temps » des Éditions Zodiaque ont contribué à faire connaître l'art roman à un large public, mais lui ont donné l'image fausse d'un art dépouillé et privé de couleur. Les chapiteaux, colonnes et murs dans l'église Saint-Austremoine d'Issoire, rehaussés d'une vive polychromie, donnent une bonne idée de ce que fut l'architecture romane polychrome. |  |  |

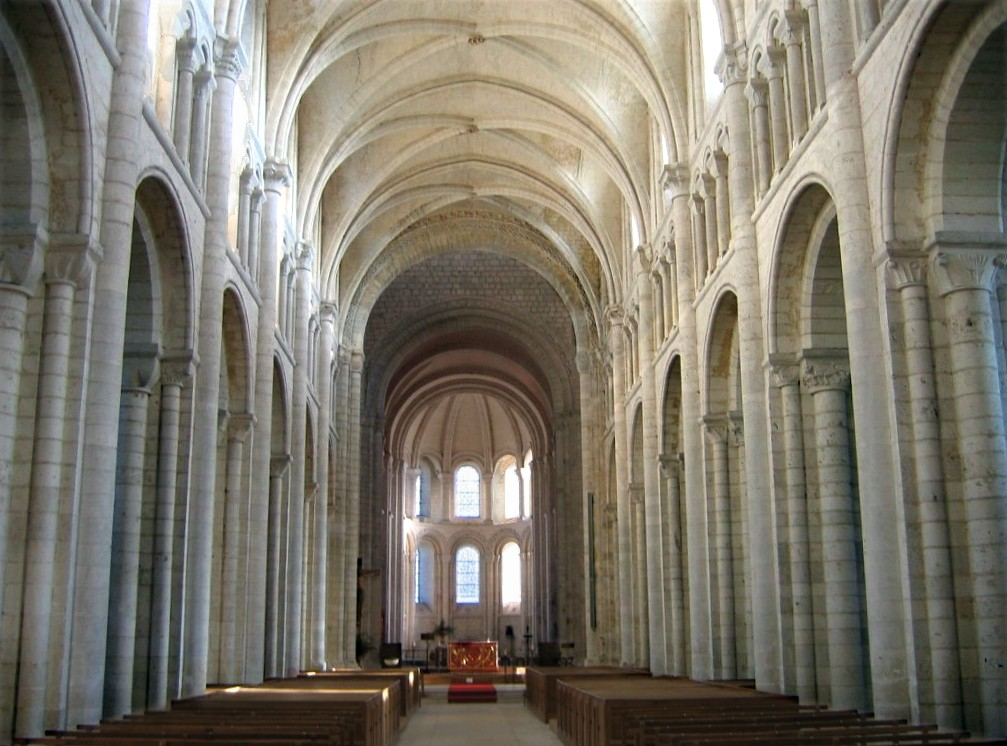
Un des nombreux clichés romantiques auxquels les réminiscences scolaires et littéraires ont été sensibles, veut que l'église romane soit petite, basse, maladroitement construite, massive en raison de ses murs épais percés de petites fenêtres pour supporter sa lourde voûte, ce qui la rend humide et sombre. L'exemple de l'abbaye Saint-Georges de Boscherville montre que cette architecture romane ne se résume pas à ce type d'édifice.

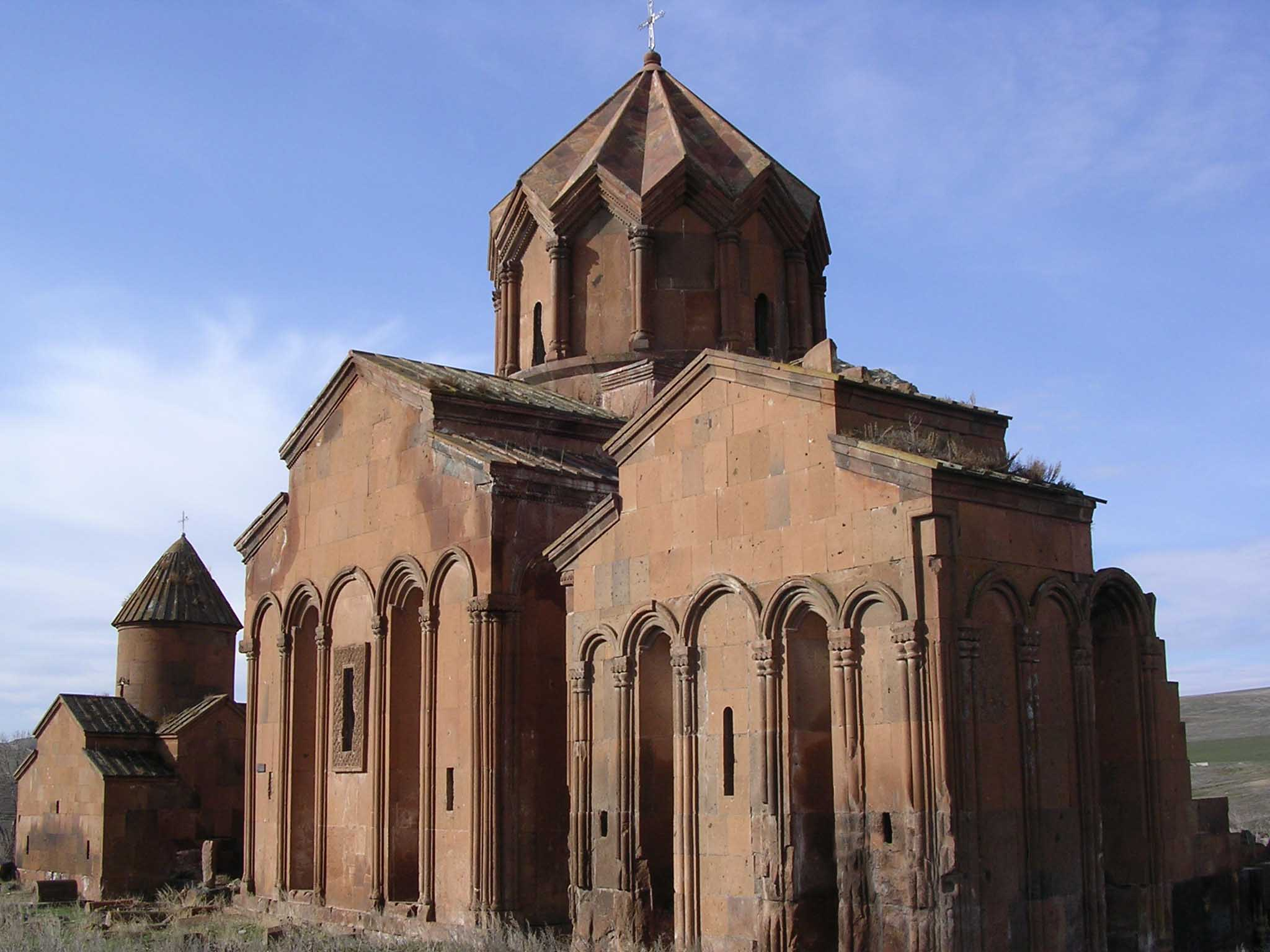
Complexe monastique de Marmashen (Xe siècle). L'architecture romane aurait peut-être été influencée par l'architecture arménienne.

Les historiens de l'art ont longtemps opposé l'art roman, produit d'une société soumise à un Dieu effrayant, et l'art gothique empreint d'un optimisme triomphant d'une société glorifiant le Créateur. Ils ont également longuement réduit le premier à une architecture religieuse d'église qui a laissé de nombreux témoins dans un état de bonne conservation alors que les vestiges artistiques civils ou militaires sont plus rares, que la peinture ou la sculpture sont moins bien conservées, et que les manuscrits conservés dans l'abri des réserves sont plus difficilement accessibles. Ils l'ont associé à un art de moines, savant et religieux, ou un art issu de l'expression populaire de milieux villageois rassemblés autour de leur projet d'église rurale construite par une main-d'œuvre modeste, locale et anonyme, aidée par les corvées bénévoles de la paroisse. Certains ont diffusé l'opposition entre une architecture romane austère (absence de couleurs et de décors sculptés ou peints) monastique et rurale, et une architecture gothique laïque, urbaine et riche. Les historiens romantiques Augustin Thierry et Jules Michelet qui ont fortement contribué à la construction du roman national, voient dans l'art roman un héritage du Moyen Âge sombre confisqué par un clergé conservateur, auquel succède « le temps des grandes cathédrales gothiques, œuvres sublimes relevant du génie national et d'une société libre où domine l'élément laïque. Ce Moyen Âge dualiste devait s'imposer à de nombreux auteurs jusqu'au début du XXe siècle, depuis Viollet-le-Duc jusqu'à Louis Gonse ». Les études ont depuis fortement nuancé cette idée reçue voulant que l'art roman se caractérise par le rejet la couleur et le dépouillement de ses sanctuaires qu'il n'a pas connus à ce point au moment de son plein épanouissement.
De même, une idée par trop simplificatrice, héritée d'une historiographie dépassée[non neutre], voudrait que le style roman soit reconnaissable par la forme de ses arcs, son élévation modeste et sa voûte en berceau. Or de nombreux édifices de l'époque romane adoptent très tôt la croisée d'ogives et l’observation attentive des bâtiments dément la thèse de la rupture :
- au XIIe siècle, pendant la phase de naissance et d'expérimentation du style gothique, des éléments romans subsistent dans les nouvelles cathédrales.
- au sud de l'Europe, le roman se perpétue au XIIIe siècle ; par exemple, la cathédrale d'Albi présente une silhouette très massive et peu de vitraux tandis que les cathédrales du Nord connaissent l'élan gothique ; Colette Deremble évoque plutôt une « mutation du roman en gothique »[21].
- en Angleterre, l'art gothique arrive de France dès la fin du XIIe siècle. Dans l'est de l'Europe, des formes romanes persistent jusqu'au XVe siècle.
- d'autre part, les premiers édifices gothiques apparaissent vers 1130-1150 en Île-de-France. Les contemporains les qualifient d'« art d'origine française » ou d'« art français » (en latin : francigenum opus). Le mot « gothique » est une expression due aux Italiens de la Renaissance (voir architecture gothique). Le qualificatif choisi pour cette architecture comporte une allusion de retour en arrière, avec une nuance plutôt péjorative : l'art gothique est l'art des Goths, autrement dit des « barbares », c'est-à-dire de ceux qui méprisent et oublient les techniques et les canons romains antiques. Un certain nombre d'historiens de l'art[Qui ?] réfutent aujourd'hui ce jugement et montrent que l'architecture gothique n'est pas en rupture avec l'architecture romane mais en est une importante évolution[réf. nécessaire].

### Périodisation

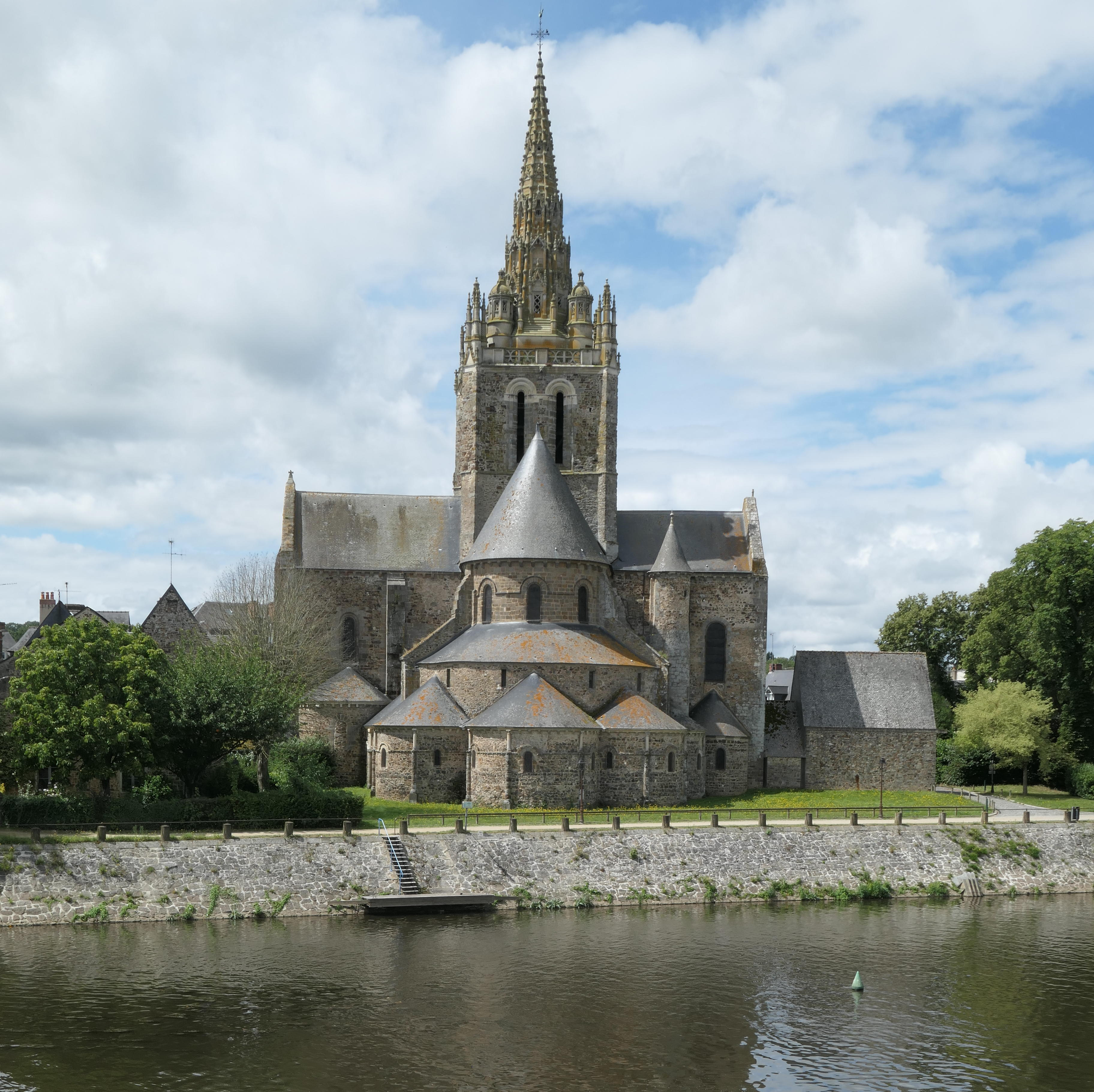
La basilique Notre-Dame d'Avesnières, à Laval, 1040–1170, représentative du deuxième art roman.

La périodisation de l'époque romane, basée sur son architecture (la périodisation des autres formes d'arts romans se heurtant à de lourdes difficultés), s'est construite selon des critères esthétiques ou artistiques qui ont une part d'arbitraire. L'histoire de l'art a pris conscience des apories liées à ce processus nécessaire de classement qui s'appuie sur la chronologie permettant d'organiser le temps de façon intelligible. Cette construction imaginaire a longtemps reposé implicitement sur l'idée d'un progrès des arts, fruit d'une interprétation évolutionniste fondée sur l'idée anthropomorphe qu'il y aurait une jeunesse ou enfance (période d'expérimentations), une maturité (apogée de cet art, moment où les typologies monumentales semblent s'être fixées) puis une vieillesse ou un déclin des arts.

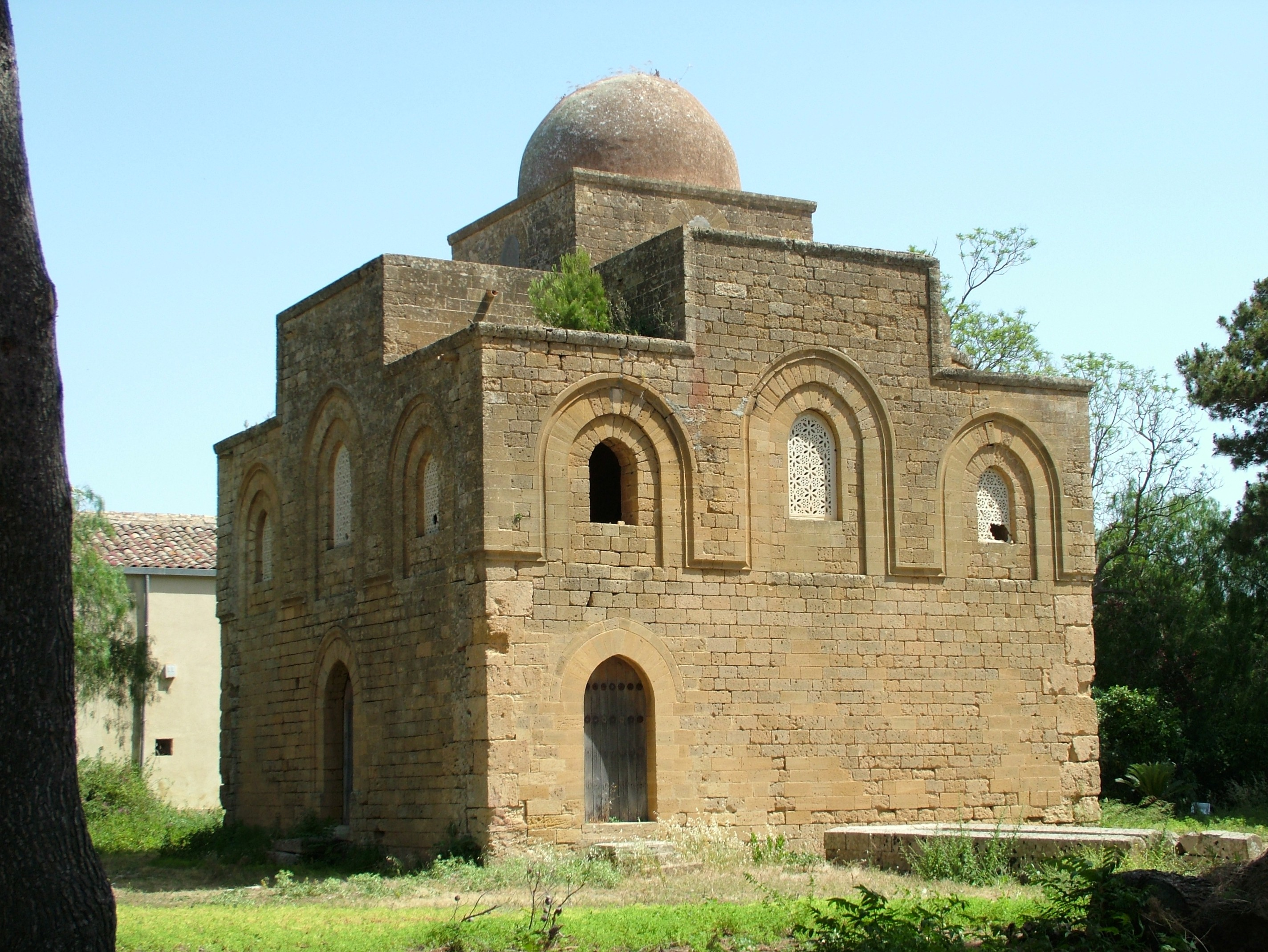
Santissima Trinità di Delia en Sicile, 1140–1160, arcs brisés d'origine arabe.

Cette interprétation, « venue d'un XVIIIe siècle qui découvrait à la fois les âges de l'art antique et la fragilité des civilisations, a été supplantée par d'autres cadres théoriques. Toutefois, il en a subsisté une prégnance : si cette vision des choses n'a aucune consistance appliquée au long terme, à l'échelle d'une génération, en revanche, les phénomènes concrets de rejet, d'assimilation ou d'interprétation, propres à l'expérience humaine, décrivent assez bien le passage d'une phase à une autre, dans des moments et des géographies donnés. Or, non seulement les périodes stylistiques se chevauchent (la nef de Paray-le-Monial est contemporaine de Notre-Dame de Paris) mais le choix et la pérennité de tel parti pris décoratif dépend largement de la réalité culturelle de l'aire géographique : le roman antiquisant perdure en Italie ou en Provence jusqu'au début du XIIIe siècle, voire plus tard en Italie du Sud sous l'empereur Frédéric II ». D'autre part quelques formes gothiques dans le Sud de l'Italie ont appliqué prématures ou parallel, comme éléments de l'architecture arabo-normande.

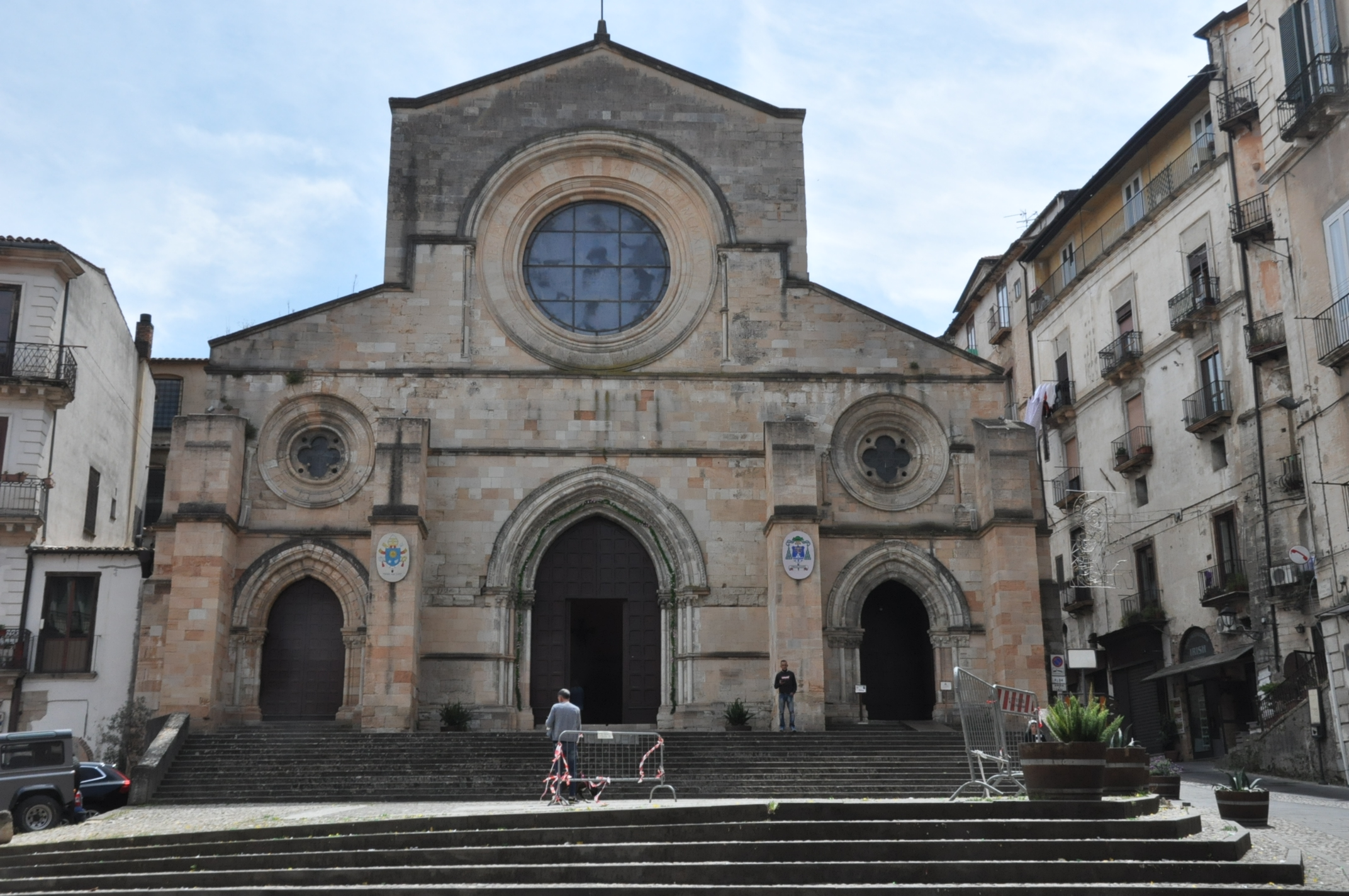
Cathédrale de Cosenza, consacrée en 1220 en présence de l'Empereur Frédéric II.

Les historiens ont ainsi proposé plusieurs périodisations, imaginant la plupart du temps un premier art roman (phase expérimentale), puis des phases stylistiques successives jusqu'à un art roman tardif. La plupart ont subdivisé l'époque en trois époques stylistiques (premier art roman, art roman central ou roman florissant, et roman tardif). Selon Henri Focillon, il y a un art préroman (premier art roman), un art roman classique (deuxième art roman), un art roman baroque (troisième art roman). D'autres plus récemment ont proposé deux âges romans, périodisation qui est loin de faire l'unanimité chez les historiens de l'art.
De plus, la périodisation de l'époque romane signifie en fixer le début et la fin. « Traditionnellement, les historiens d'art anglophones et allemands regroupent l'art monumental des temps carolingien et roman dans une seule et même séquence chronologique. Dans le domaine francophone, il ne manque désormais pas de spécialistes pour soutenir, sur la base d'études à long terme de la morphologie des édifices et de l'évolution des formes fonctionnelles, qu'aucune révolution majeure ne permet de justifier la césure chronologique faisant naître un art monumental nouveau aux alentours de l'an Mil ».
Ce type de périodisation qui privilégie la chronologie à la diachronie reste un instrument pédagogique de premier choix mais manque de pertinence selon beaucoup d'historiens de l'art car cette construction reste sujette à débats et soumise à des découpages variables. Aussi, ces derniers « utilisent des termes stylistiques et recourent aux périodes canoniques dans l'enseignement mais s'en émancipent dans la recherche ». L'historiographie du dernier tiers du XXe siècle a ainsi failli faire disparaître la dénomination d'art roman « au profit d'une simple classification par siècle et décennie. En rétablissant le lien étroit entre création artistique et culture médiévale (arts, lettres, musique, structures socioculturelles…), le XXIe siècle tend à replacer l'expression traditionnelle d'« art roman » dans sa dimension éminemment culturelle ».

## Contexte historique
Vers l'an mille, les conditions d'un renouveau de l'art sont réunies en Europe de l'ouest. L'observation d'une carte situant l'émergence du roman, indique cependant que ce style y est plus largement représenté qu'ailleurs. On pourrait d'ailleurs y voir un effet d'irradiation vers l'international.

### Essor de l'Occident

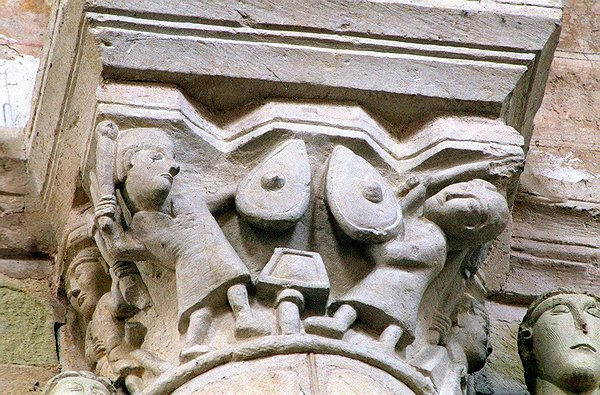
Chapiteau de l'église abbatiale d'Airvault, Deux-Sèvres. La représentation de guerriers témoigne du contexte de violence de l'époque romane.

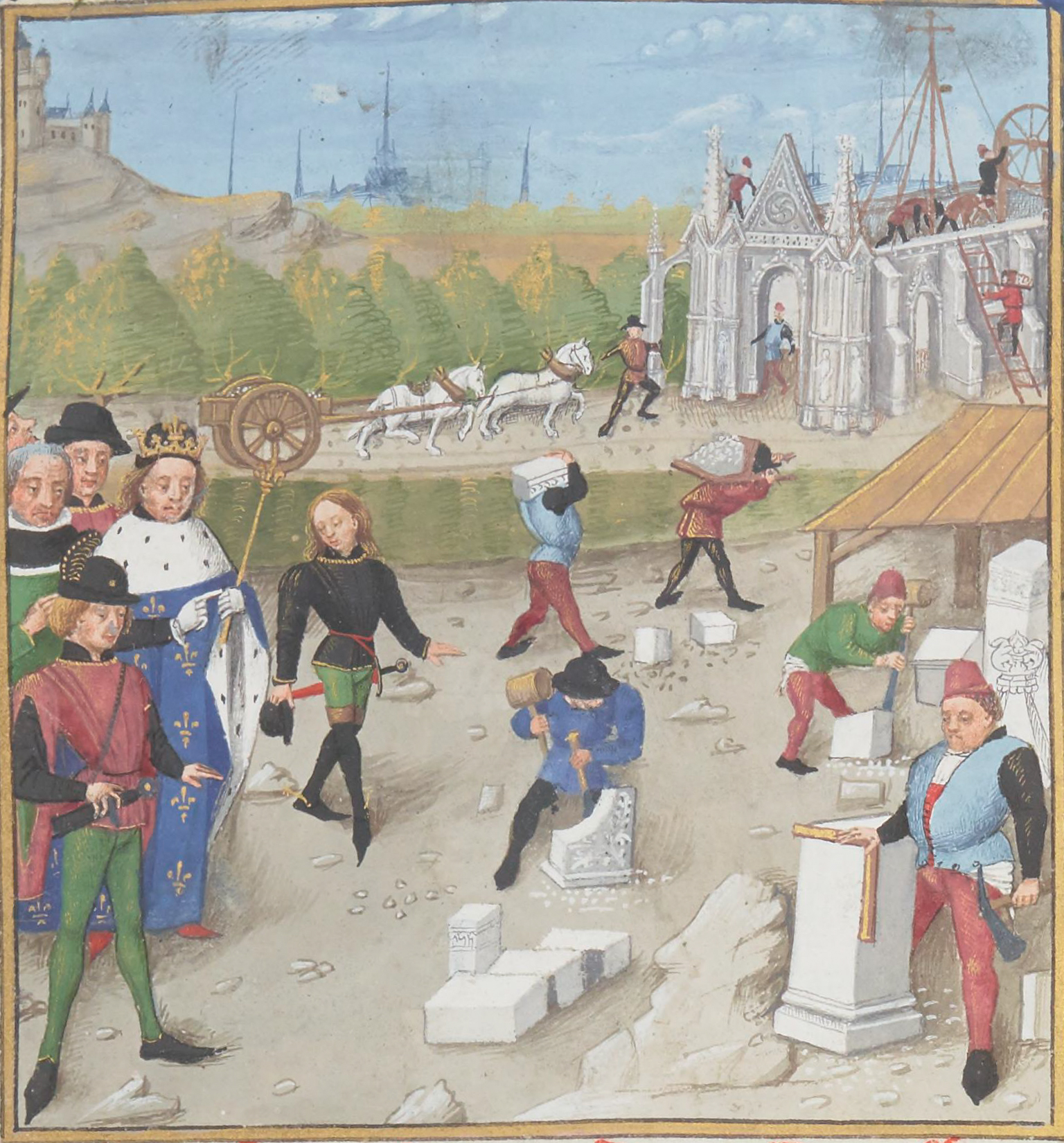
Le mythe du blanc manteau d'églises de Raoul Glaber (propageant l'idée fausse de la blancheur des sanctuaires) s'est développé plus d'un siècle après le vif débat ayant opposé « chromophiles » et « chromophobes ».

La fin du Xe siècle est marquée par une série de changements qui affectent l'ensemble de la société et de l'économie occidentales :
- l'arrêt des incursions scandinaves et sarrasines et le mouvement de la paix de Dieu permettent de limiter la violence des seigneurs et de relancer les échanges commerciaux ;
- les grands défrichements et la diffusion progressive de nouvelles techniques (collier d'épaule, etc.) améliorent lentement la vie rurale et favorisent la croissance démographique. Cette augmentation de la population nécessite une multiplication ou un agrandissement des lieux de culte ;
- l'obligation de la dîme depuis le VIIIe siècle dans l'Église occidentale chrétienne, dont une part doit être affectée au lieu de culte, et sa perception locale structurent la société féodale du haut Moyen Âge et permettent le financement des constructions et des reconstructions des lieux de cultes dans les paroisses naissantes puis celle des abbatiales et des cathédrales[32];
- la réouverture d'anciennes routes commerciales entraîne le développement des échanges et des pèlerinages[note 1].

L'Europe correspondant à l'aire d'influence de la chrétienté évangélisée par l'Église romaine, est envahie par un engouement pour la construction, stimulé par les progrès techniques et l'émulation qui pousse chaque communauté chrétienne à avoir une église plus belle (les cathédrales bénéficiant autant, si ce n'est plus, que les abbatiales ou les collégiales, de cet engouement), comme l'écrit le moine clunisien Raoul Glaber dans ses Histoires au XIe siècle : dans la troisième année après l'an Mil, toute la chrétienté se couvre « d'un blanc manteau d'églises », image éculée « que ressassent ad nauseam tous les manuels d'histoire et d'histoire de l'art au chapitre de la naissance de l'art roman ».

### Réforme de l'Église
La situation de l'Église à la fin du Xe siècle est affectée par de nombreuses difficultés, la simonie à tous les niveaux du clergé, le défaut d'instruction du bas clergé, le nicolaisme et les spoliations des seigneurs laïques. Elle subit l'emprise de la société féodale et l'autorité des dynasties carolingiennes et ottoniennes en particulier pour l'investiture du pape et des évêques. La réforme grégorienne débutée au milieu du XIe siècle retire l'investiture du pape, des évêques et du clergé  aux autorités féodales, interdit la possession de biens religieux par les laïcs (la spoliation peut être punie d'excommunication). Les rétrocessions des biens fonciers et des dîmes profitent aux évêchés et surtout aux ordres monastiques. La réforme, outre le renforcement de l'autorité du pape de Rome permet le rayonnement de l'église d'occident qui s'appuie sur le développement des ordres monastiques. Elle restitue aussi un financement pour les grands édifices religieux cathédrales et monastères. Elle bénéficie du soutien des ordres religieux :
- l'abbaye de Cluny, en Bourgogne, revient à l'esprit de la règle édictée par saint Benoît au VIe siècle qui prône la prière, le travail et la pauvreté. Le renouveau et la diffusion de ces règles dans toute l'Europe vont opérer un retournement des mentalités et favoriser la construction de nombreux monastères et abbayes clunisiens.
- au XIe siècle, Robert de Molesme fonde l'ordre de Cîteaux qui renforce la règle de pauvreté (pas de décoration dans les églises, vie très stricte, règle du silence) et la solitude (monastères isolés).
- à côté de ces deux principaux ordres monastiques apparaissent de nouveaux ordres : érémitiques (Chartreux) et militaires (Templiers).

### Le cadre spirituel et culturel

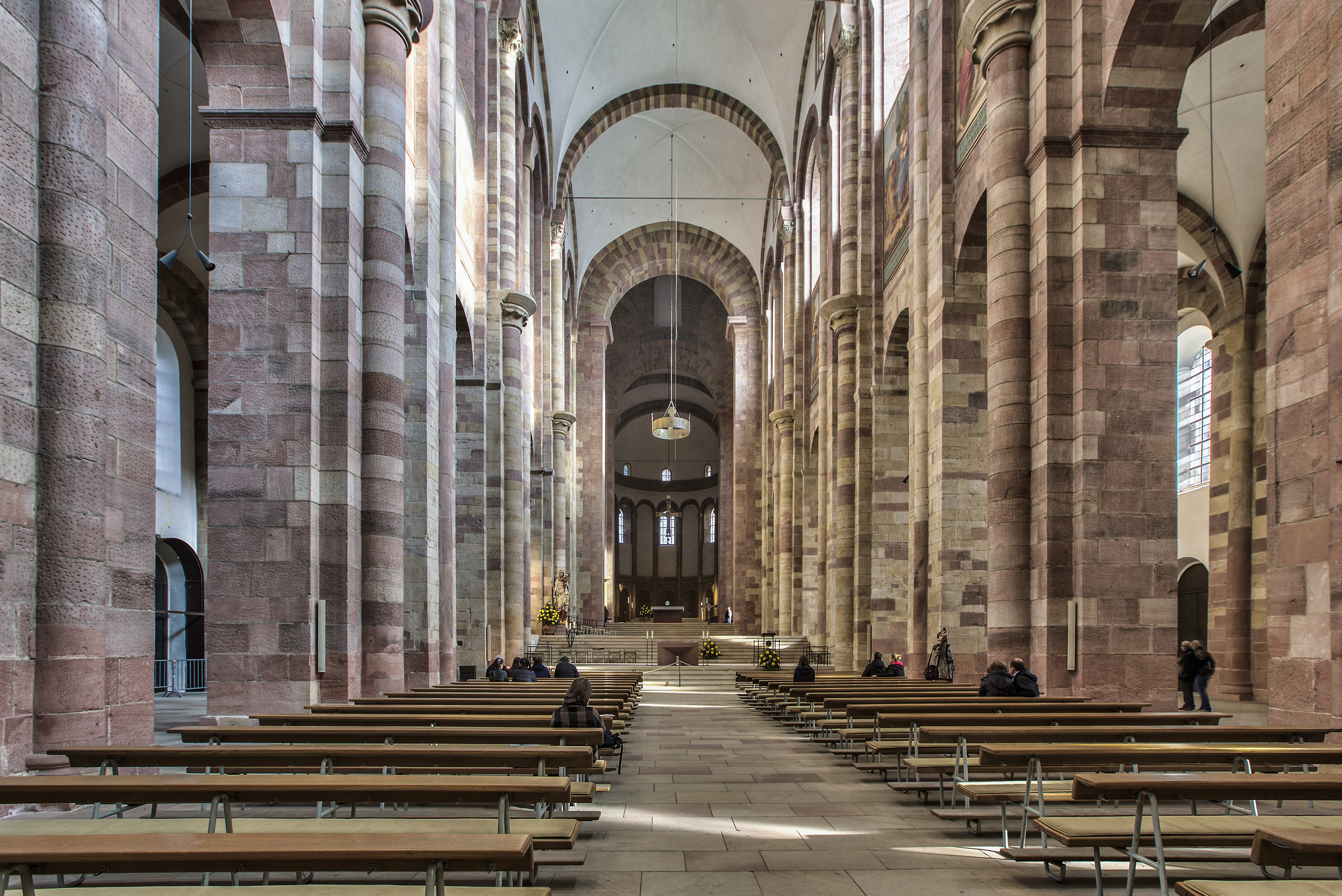
Cathédrale de Spire (Rhénanie-Palatinat) (vers 1060). Voûte tunnel avec arcs-doubleaux. Cette cathédrale romane est le fruit de l'influence entre la tradition de l'architecture ottonienne (deux importants massifs, le chœur et le corps occidental, qui s'opposent) et de l'art roman lombard (lésènes, arcades, arcatures, galeries, loggias).

La fin du Xe siècle est marquée par des violences, des famines et des épidémies qui entretiennent un esprit eschatologique : on redoute la colère divine et la fin des Temps.
Seul le Saint-Empire romain germanique constitue un foyer de création littéraire et artistique actif[réf. nécessaire]. L'idée d'empire, qui s'était éteinte au début du Xe siècle, est ressuscitée par le couronnement impérial d'Othon Ier le 2 février 962. En 982, Othon II, son fils prend le titre d'Imperator Romanorum (« empereur des Romains »).
Le culte des reliques connaît un essor à partir de l'an mille : les pèlerins sont de plus en plus nombreux sur les routes et s'arrêtent dans les églises disposant de reliques célèbres. De ce fait, des églises plus grandes sont édifiées sur les chemins des pèlerinages (par exemple : pèlerinage de Saint-Jacques-de-Compostelle).

### Les arts d'avant l'an mille
L'art roman prend ses sources dans l'Antiquité tardive et s'inspire des œuvres carolingiennes et ottoniennes :
- art carolingien : dans le courant du VIIIe siècle, une série d'événements historiques permettent un premier renouvellement et une expansion de la culture européenne : la montée au trône de France des Carolingiens, la consolidation et la diffusion du christianisme, le début de la Reconquête dans la Péninsule Ibérique et, comme fondement, la naissance des langues romanes ;
- art ottonien, dont architecture ottonienne ;
- art anglo-saxon ;
- art roman en Angleterre ;
- art roman provençal ;
- art roman en Saône-et-Loire.

## Généralités sur l'architecture romane

### Les éléments de l'architecture romane

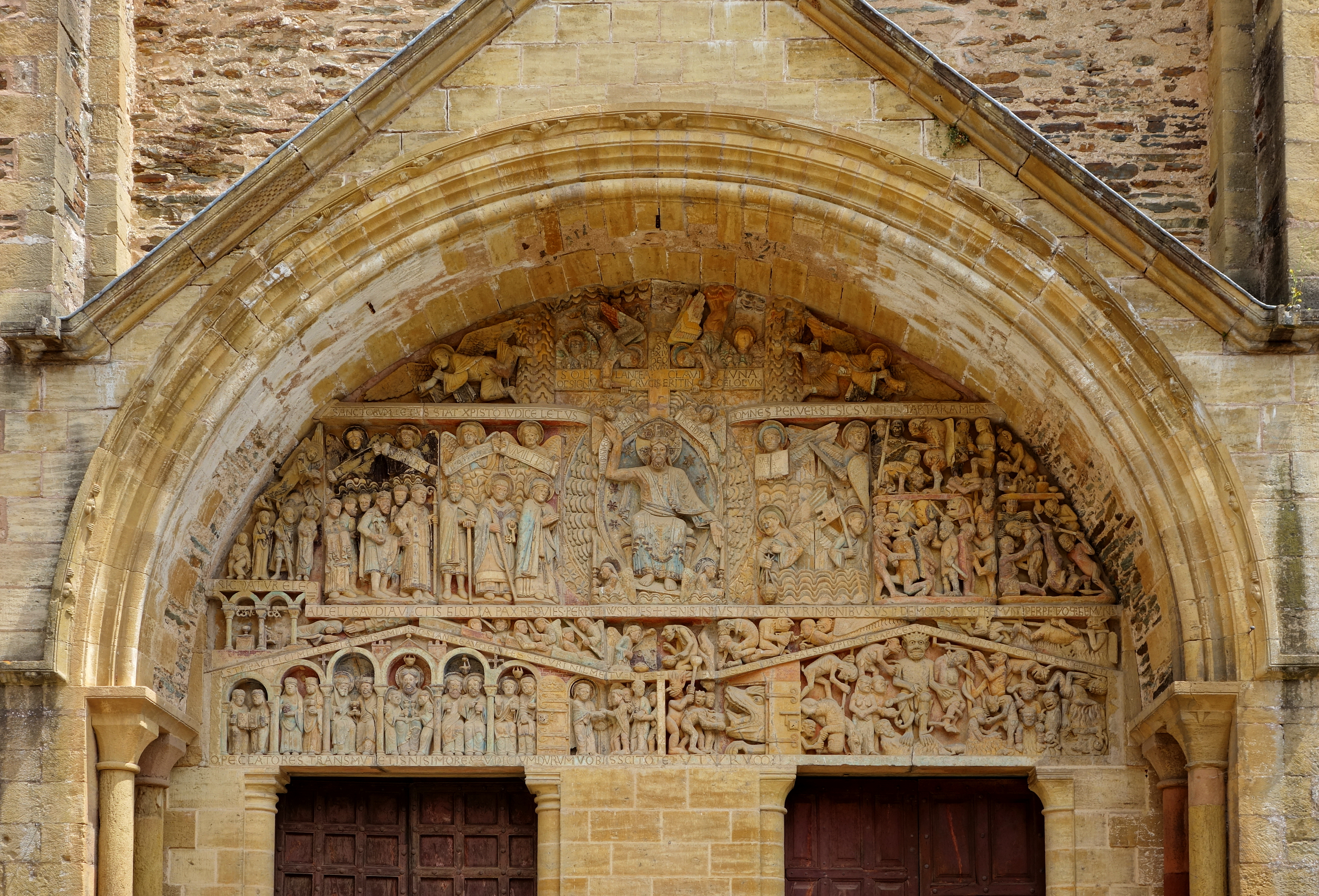
Abbatiale Sainte-Foy de Conques. Le tympan représentant le Jugement dernier (entre 1150 et 1250).

L'art roman est un art essentiellement religieux dont les constructions obéissent à des plans dits centrés ou à des plans dits basilicaux. On trouve dans ces derniers les éléments suivants :
- en entrée, le tympan. Très simple sur les premiers édifices romans, cet élément devient de plus en plus décoré à la fois pour magnifier la maison de Dieu et participer à l'instruction religieuse en reprenant des scènes de livres liturgiques ; parmi les thèmes représentés, on retrouve par exemple celui du tétramorphe (allusion à l'Apocalypse et symbole des quatre Évangélistes), celui du Jugement dernier, etc.
- la nef à plusieurs travées, avec la voûte dite plein cintre (voûte tunnel ou avec arcs-doubleaux), en berceau brisé, en voûte d'arêtes, à file de coupoles (coupole à pans ou hémisphérique) ;
- un transept en général simple avec ou non des chapelles échelonnées ; on trouve cependant des églises sans transept dans le cas des constructions les plus humbles ou avec deux transepts, en particulier en Allemagne où s'est développée l'architecture ottonienne.
- un chœur ;
- une abside avec ou non des chapelles rayonnantes, appelées également chapelles absidiales, et une voûte en cul-de-four (voûte quart sphérique).

À l'extérieur du bâtiment, figurent des éléments décoratifs initialement très simples comme la bande lombarde (sous le premier art roman), puis plus riches avec de nombreuses sculptures (sous le second art roman).
À la fin du premier art roman apparaissent les déambulatoires dont le développement s'explique par l'explosion du culte des reliques et des pèlerinages.
La structure de ce plan, très simple dans le premier art roman, se complexifie à l'apogée de l'art clunisien notamment dans l'organisation de la partie Est des constructions (transept, chœur, abside) ; en réaction à cette richesse architecturale ostentatoire, les cisterciens prônent un retour à la simplicité et, sur le plan architectural et plus général artistique, à une esthétique épurée qui constitue l'art cistercien.

### Les périodes principales

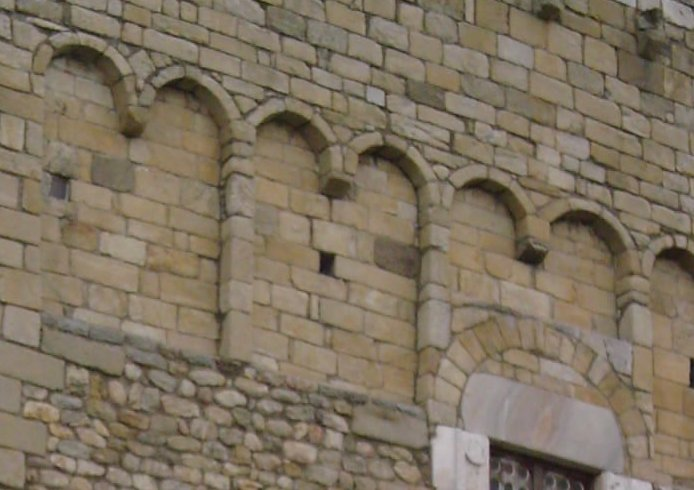
Bandes lombardes, appelés aussi festons lombards, sur la façade de l'église de Saint-André de Sorède (Pyrénées-Orientales) datée du XIe siècle.

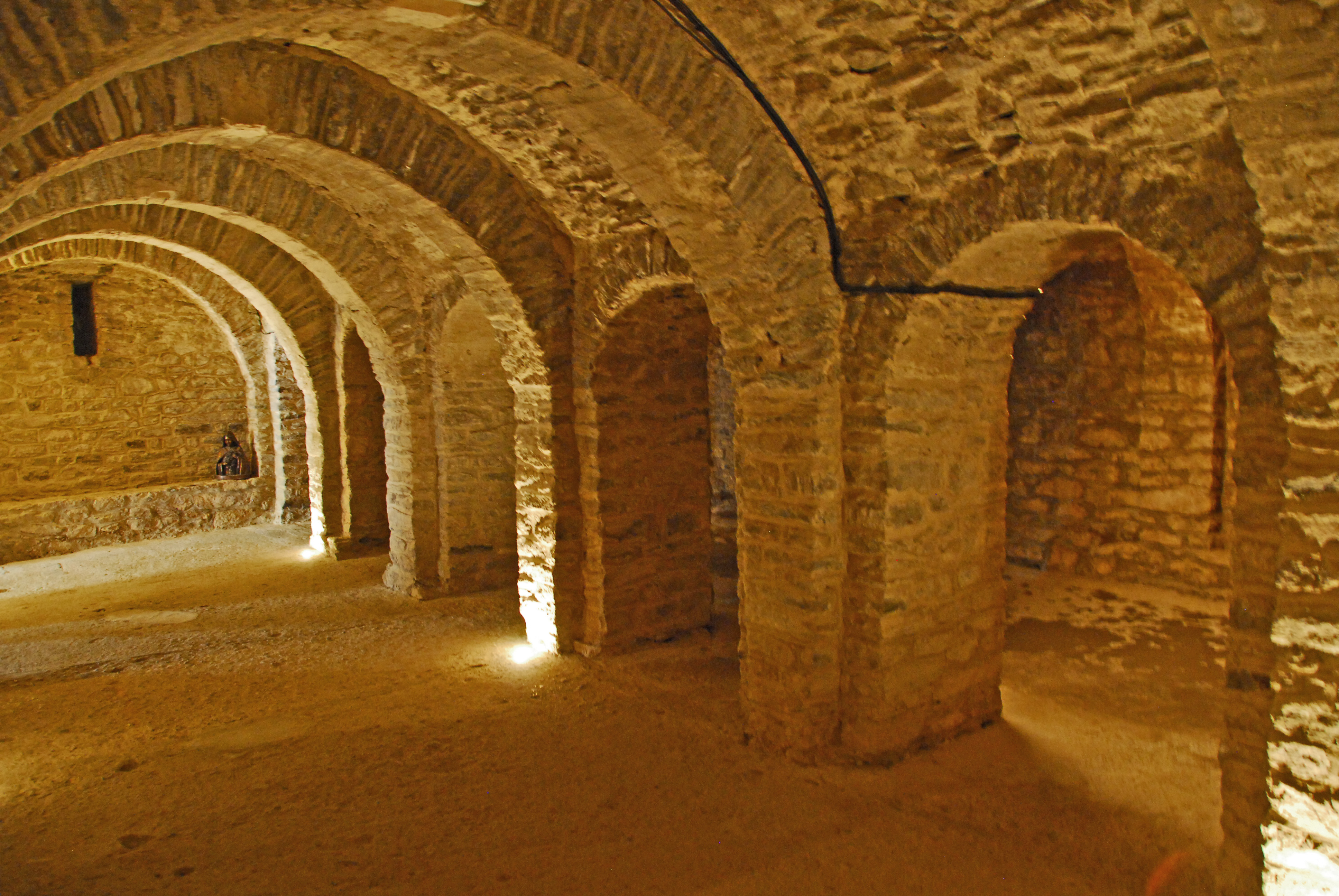
L'abandon des colonnes au profit des massifs piliers cruciformes qui soutiennent les retombées des arcs doubleaux et formerets, va permettre aux églises romanes d'élever les voûtes qui se substitueront rapidement aux plafonds en charpentes (abbaye Saint-Martin du Canigou, début du XIe siècle).

#### Premier âge roman
Cette époque est caractérisée, selon Le premier art roman de Puig i Cadafalch publié en 1928, par des édifices charpentés ou présentant une diversité de voûtements (voûte d'arête sur crypte, bas-côté et croisillon, coupole sur trompes à la croisée, cul-de-four sur abside, tentatives de voûte en berceau en plein cintre sur la nef principale), par un appareil rustique de petits moellons cassés au marteau, par de petites fenêtres à simple ébrasement, par l'amplification des chevets (avec des cryptes) et des transepts (avec des tours), par l'absence de statuaire et par la place modeste réservée à la sculpture ornementale (décor mural externe limité à des niches et des bandes lombardes). L'historien de l’art catalan a tenté d'expliquer que cet art a pour origine la région lombarde, qu'il s'est diffusé sur le pourtour méditerranéen, en Catalogne et vers le Nord de l'Europe (notamment une partie de la Bourgogne et de la Hollande). La diffusion de cet art rustique par l'émigration de maçons lombards (maestri comacini) se déplaçant au gré des commandes, via les vallées du Rhône, de la Saône, de la Moselle et du Rhin, est aujourd'hui une thèse invalidée avec la découverte dans ces régions de réseaux aristocratiques et ecclésiastiques sensibles aux modèles architecturaux lombards mais qui font appel à une main d'œuvre locale, les maçons lombards pouvant former une main d'œuvre subalterne chargée uniquement de l'habillage décoratif mural.
Les édifices en Germanie, en Italie du Nord et dans certains foyers français illustrent des traditions architecturales différentes, si bien qu'Henri Focillon puis Louis Grodecki suggèrent de « limiter l'emploi de cette expression à l'architecture du Midi et d'opposer au « premier art roman méridional » un « premier art roman septentrional », deux variantes d'un même style appelé autrefois lombard dans le Sud, ottonien dans le Nord ». Ce découpage n'est plus utilisé par les historiens actuels qui remettent en cause l'unité stylistique propre à ces deux vastes zones géographiques.

##### Architecture générale
- importance de la crypte,
- premières voûtes,
- chevets de plein-cintre (que l'on appelle aussi en berceau) ornés avec petits arcs et des bandeaux géométriquement disposés,
- temples couverts et terminés en voûte en cul de four,
- usage des piliers comme sustentation, en remplacement des colonnes,
- nefs plus vastes et importantes, au moins en comparaison avec d'anciens bâtiments préromans,
- premiers déambulatoires (Saint-Étienne de Vérone, cathédrale d'Ivrée).

##### Décoration
- pierre ajustée, mais non polie,
- frises d’arcatures aveugles,
- peu de figuration sculptée,
- décoration des murs extérieurs : pilastres extérieurs, lésènes, festons lombards.

#### Deuxième âge roman
L'apogée du style — par sa qualité et sa beauté — est atteint entre 1050 et 1150. En provenance de la France, il se transmet principalement autour des chemins de pèlerinage de Saint-Jacques-de-Compostelle. Le deuxième art roman s'exporte en Terre sainte grâce aux Croisades.

##### Architecture générale

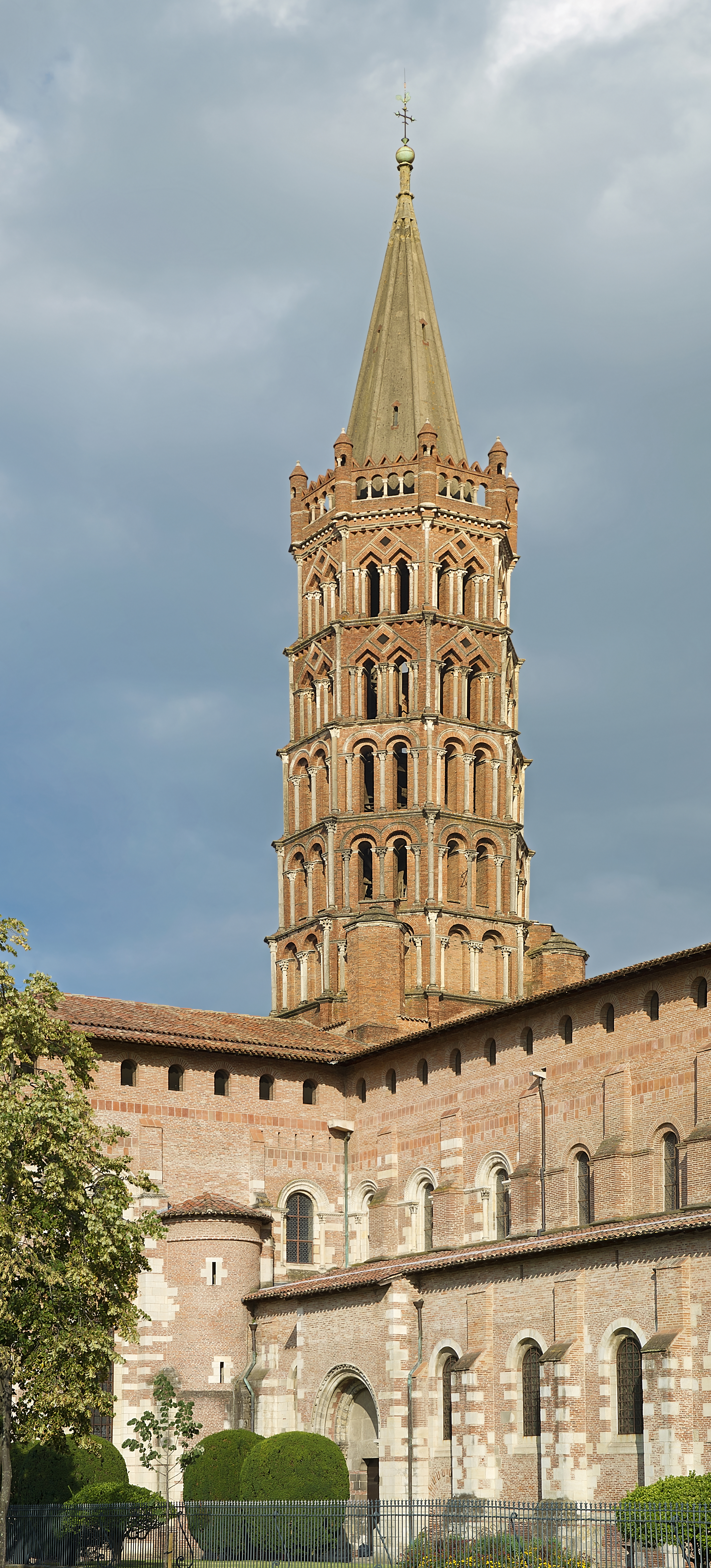
Basilique Saint-Sernin, Toulouse.

- les nefs deviennent plus amples afin d'accueillir les pèlerins toujours plus nombreux : la cathedrale de Spire a un longueur de 134 mètres, la basilique Saint-Sernin de Toulouse 115 mètres, et en Bourgogne, les sections romanes des églises abbatiales de Saint-Bénigne de Dijon et de Cluny III dépassent les 100 mètres;
- la circulation des pèlerins et l'accès aux reliques ou à la crypte sont facilités par de nouveaux aménagements : larges déambulatoires et bas-côtés, tribunes (Normandie), chapelles rayonnantes sur le transept ;
- les édifices gagnent en hauteur : la tour de la basilique Saint-Sernin à Toulouse mesure 64 mètres ; les tours de la façade de l'abbatiale Saint-Étienne de Caen s'élancent à 80 mètres ;
- les murs sont renforcés à l'extérieur par des contreforts massifs ;
- les recherches sur le voûtement progressent : les voûtes à charpente sont remplacées par la pierre dans les grands édifices, dans le Sud et en Bourgogne par exemple. Les absides sont souvent en cul-de-four, les collatéraux en voûtes d'arêtes. Dans le Sud-Ouest de la France et en Auvergne, on utilise encore la coupole. Les premières voûtes en berceau brisé sont édifiées (Brancion en Saône-et-Loire) et les premières voûtes en croisée d'ogives apparaissent dans le monde anglo-normand au début du XIIe siècle.

##### Décoration

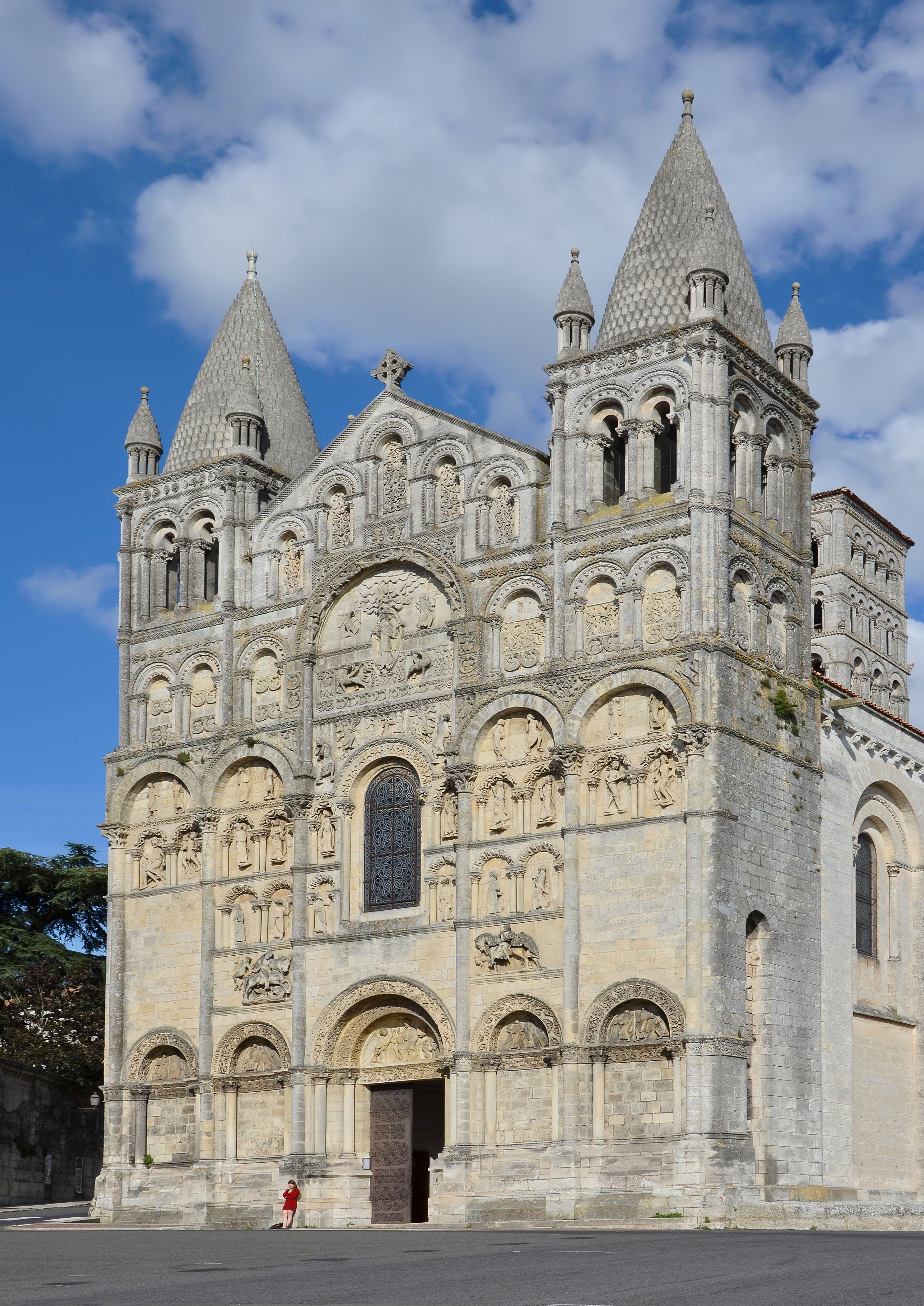
Façade de la cathédrale Saint-Pierre, Angoulême.

- le développement du culte des saints entraîne un développement de la sculpture monumentale et bas reliefs ;
- la sculpture envahit les façades (cathédrale d'Angoulême), les modillons, le tour des fenêtres et les tympans ;
- décor inspiré de l'Antiquité sur les colonnes et les chapiteaux (cathédrale d'Autun, Cluny III, Saint-Benoît-sur-Loire, etc.).

Cet art architectural atteint son apogée sur le plan des richesses et de la grandeur à l'époque de Cluny, dont la cathédrale, dite de Cluny III, restera le plus grand bâtiment de la chrétienté jusqu'au XVIe siècle.
Pendant le XIIIe siècle, au fur et à mesure que les solutions architecturales sont renforcées et s'améliorent, l'art roman tardif se développe, conjointement avec un début spontané de l'art gothique.

#### L'idéal de dépouillement dans l'architecture monastique

##### Les Clunisiens

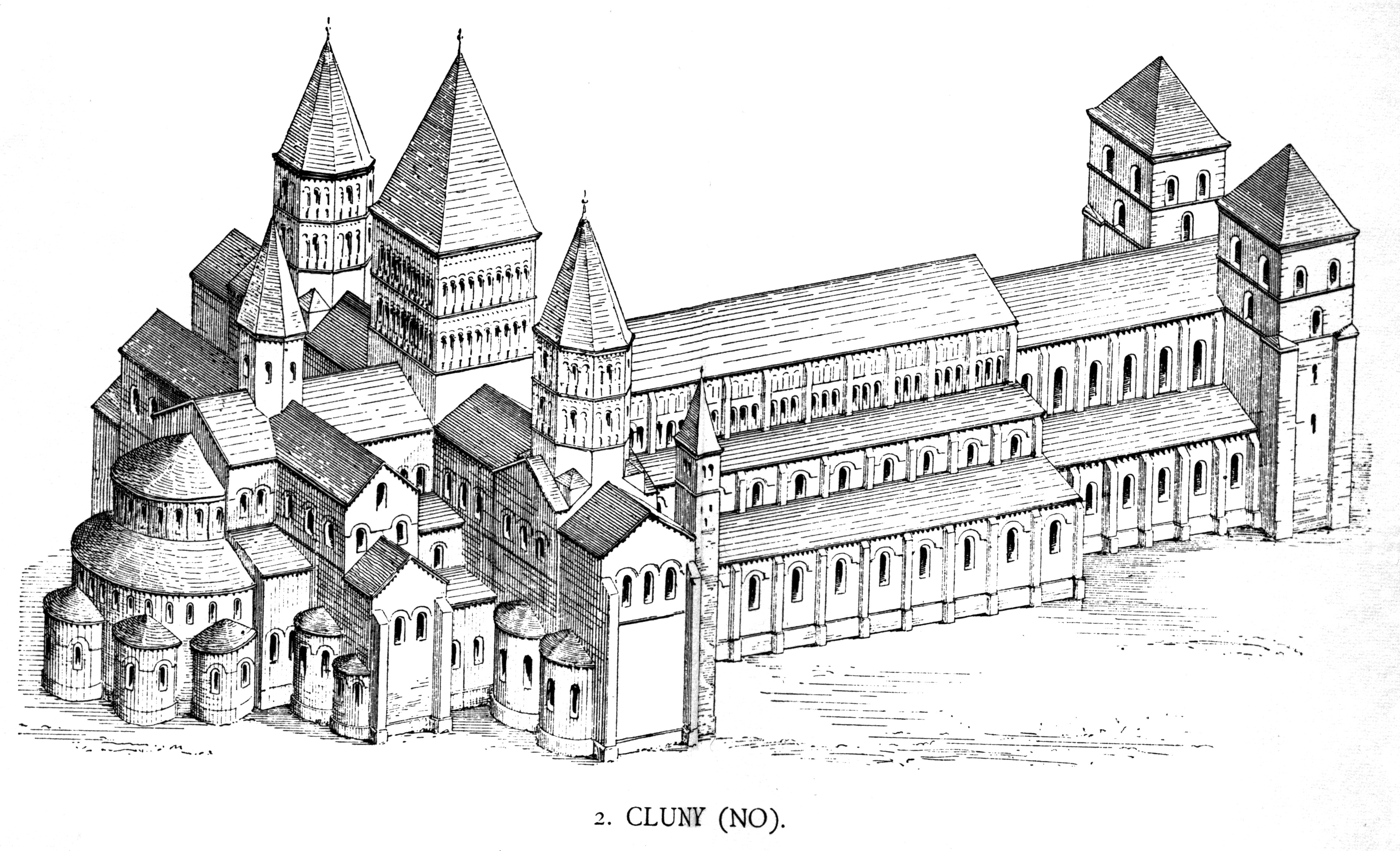
Reconstitution de l'abbatiale Cluny III.

Un des premiers ordres réformateurs est celui de Cluny. Il tire son nom du petit village de Cluny, près de Mâcon, où une abbaye bénédictine réformée est fondée en 909 par Guillaume Ier, duc d'Aquitaine et comte d'Auvergne, qui l'a placée sous la direction de Bernon, abbé de Baume. Odon, souvent décrit comme le fondateur de l'ordre, lui succède.
La renommée de Cluny se propage loin au-delà du monastère d'origine. Sa règle rigide est adoptée par un grand nombre de vieilles abbayes bénédictines qui ne sont plus affiliées à la maison mère, et les nouveaux monastères qui, de plus en plus nombreux, désirent tous se rattacher à Cluny. À la fin du XIIe siècle, le nombre de monastères affiliés à Cluny en Europe occidentale atteint 2 000.
L'établissement de Cluny est l'un des plus grands de France. On peut se faire une bonne idée de ses dimensions en référence au nombre de personnes hébergées lors de la visite du pape Innocent IV. Celui-ci visite Cluny accompagné de douze cardinaux, d'un patriarche, de trois archevêques, des deux généraux des Cartusiens et des Cisterciens, du Roi Saint-Louis et de trois de ses fils, de la reine-mère, du comte de Flandre, de l'empereur de Constantinople, du duc de Bourgogne et de six lords. Toutes ces personnes logent au sein du monastère avec leurs suites, sans causer le moindre dérangement aux moines. À la fin du XVIIIe siècle, la quasi-totalité des bâtiments de l'abbaye, y compris l'église monumentale, sont vendus comme biens nationaux, puis détruits.
À Cluny, l'abbatiale et le plan général de l'ensemble ressemblent de manière frappante à la cathédrale de Lincoln. L'abbatiale Cluny III est très vaste : plus de 141 m de long sur 65 m de large. Le chœur se termine par une abside semi-circulaire entourée de cinq chapelles également semi-circulaires. L'entrée ouest est constituée du narthex flanqué de deux tours. Au sud de l'abbatiale se trouve la cour du cloître immense, placée beaucoup plus à l'ouest qu'à l'accoutumée. Au sud du cloître s'ouvre le réfectoire, un bâtiment imposant d'environ 30 mètres sur 20, rempli de six rangées de tables en longueur et de trois en travers. Il est orné des portraits des bienfaiteurs de l'abbaye et d'objets scripturaux. Le mur du fond est agrémenté d'une scène peinte représentant le Jugement Dernier. Il n'est néanmoins pas possible d'identifier les autres bâtiments principaux. Restent la maison de l'abbé, encore partiellement debout près de l'entrée, l'hospice et la très vaste boulangerie.
Les ateliers de sculpteurs romans formés au chantier de Cluny eurent une vaste influence, grâce à l'ampleur de son réseau de prieuré, et même au delà dans le monde bénédictin. Encore au XIIe siècle la sculpture romane du sud-ouest de la France, mais aussi d'Espagne, montre des liens avec les créations bourguignonnes, comme aux monastères d'Ona ou de Cardena.
Toutes les maisons rattachées à Cluny sont des dépendances françaises dirigées par des prieurs de cette nationalité. Elles ne reprennent leur indépendance que sous le règne d'Henri VI.
Malgré son éclat, le renouveau clunisien est de courte durée : réputation et célébrité sont à l'origine de son déclin. Après une croissance considérable de leur ordre, les moines clunisiens deviennent aussi riches et peu disciplinés que leurs prédécesseurs. Une nouvelle réforme est alors devenue nécessaire.

##### Les Cisterciens

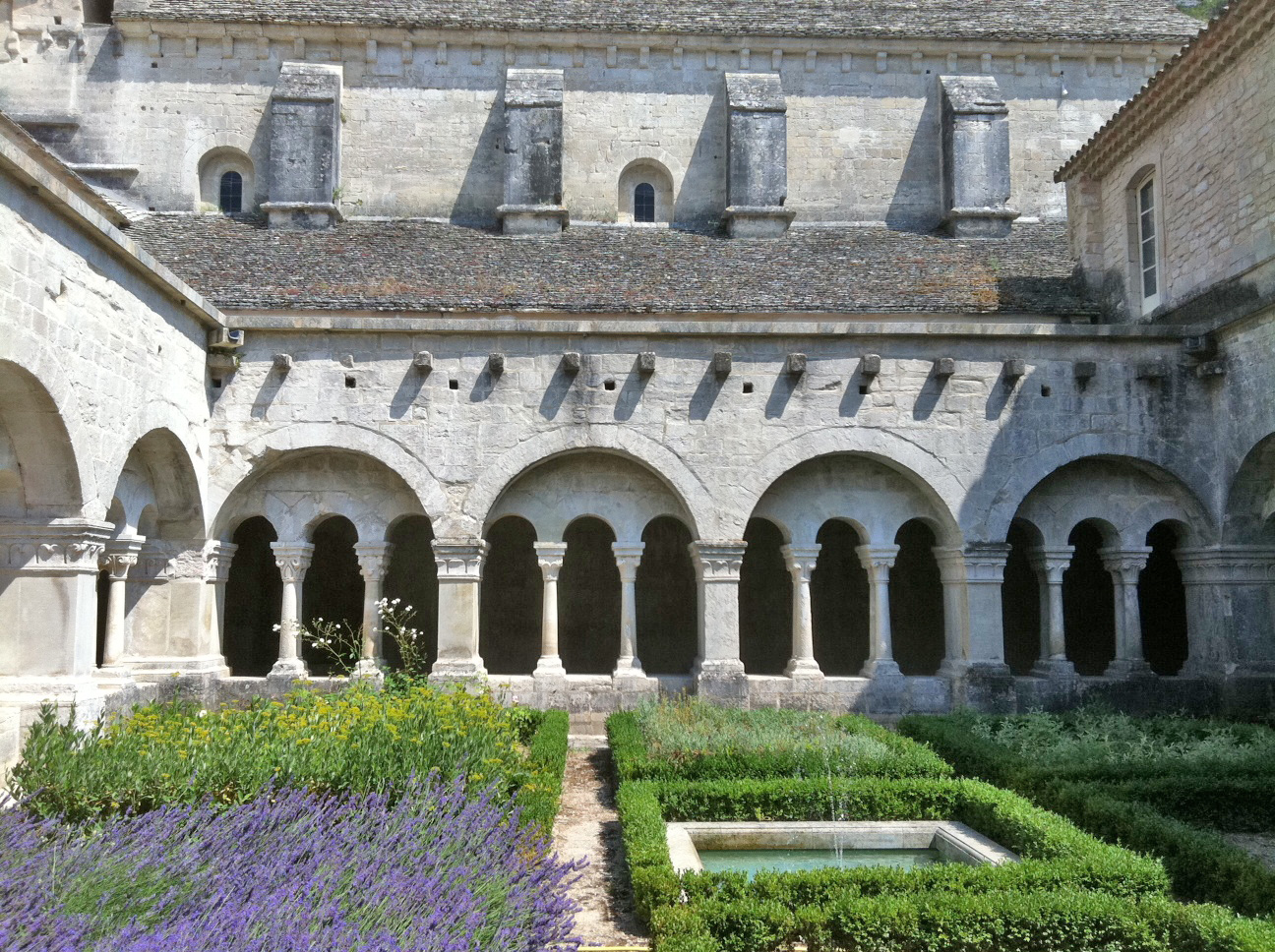
Cloître et église cistercienne de Sénanque, Provence, 3e quart du XII.

L’ordre de Cîteaux est fondé par Robert de Molesme et quelques moines en 1098, en Bourgogne. Il considère que l'ordre clunisien s'est fortement écarté de la règle édictée par saint Benoît et prône un retour intégral à cette dernière. Il demande aux moines de respecter des principes radicaux : isolement du monde, travail manuel, silence et pauvreté. Avec saint Bernard, ces règles trouvent un écho dans l'art monastique :
Architecture générale
- isolement dans des endroits retirés : le monastère n’étant pas fait pour les laïcs, il doit s’insérer dans un cadre naturel qu’il respecte (harmonie avec la nature, solitude propice à la prière intérieure et au silence) ;
- clocher aux dimensions modestes (humilité) ;
- voûtes en berceau brisé ;
- lignes et volumes sobres.

Décoration
- décor dépouillé et épuré pour ne pas faire injure aux pauvres : refus de tout élément figuratif (en particulier au niveau des chapiteaux), d'où l'absence de statues ou peintures ; la pierre doit rester nue, sans aucune couleur; il ne faut pas détourner le moine de sa prière ou de son recueillement ;
- vitraux incolores aux motifs abstraits ou fleur de lys (symbole de Marie) ;
- mobilier simple : quelques cierges, pas d’or : encensoirs en cuivre ou en fer, chasubles sans broderies, crucifix ;
- motifs végétaux et géométriques dans les manuscrits peu enluminés : limitation des couleurs avec quasi suppression des couleurs rouge et or, très utilisées par les Clunisiens.

##### Les Chalaisens
Il s'agit d'un petit ordre monastique, proche de l'érémitisme et des Cisterciens, né à Chalais (sud du massif de la Chartreuse) dans les débuts du XIIe siècle. Cet ordre a d'abord essaimé dans la vallée de l'Isère, vers l'ouest (deux petites abbayes : Almeval et Albeval), puis vers le sud : d'abord dans la vallée de la Durance, avec l'abbaye de Boscodon (1140) et, plus tard, l'abbaye de Clausonne, puis davantage vers le sud (abbaye Notre-Dame de Lure, Saint-Étienne-les-Orgues, près de Sisteron, Valbonne, près de Nice, et Pierredon, près d'Arles). L'architecture y est encore plus dépouillée que dans l'ordre cistercien : chevets plats systématiques, absence de clés d'arcs. L'exemple le plus fort et le mieux conservé est l'abbatiale de Boscodon (Hautes-Alpes), d'un dépouillement, d'une pureté et d'une luminosité remarquables.

## Les autres domaines de l'art roman

### L'enluminure des manuscrits
De nombreuses écoles régionales ont convergé pour produire les premiers manuscrits enluminés : l'école d'Angleterre et du nord de la France, « channel school », a été fortement influencée par l'art anglo-saxon tardif, tandis que dans le sud de la France le style s'inscrit plus dans une influence Ibérique ; en Allemagne et vers le sud, l'art ottonien a continué à se développer et conjointement avec les styles byzantins (voir l'acte de mariage de l'impératrice Théophano), a influencé l'Italie. À la fin du XIIe siècle, par leurs influences réciproques, tous ces styles se sont fondus, tout en gardant naturellement des distinctions régionales.
Les focii typiques de l'enluminure romane sont la Bible, où chaque livre peut être préfacé par une grande initiale illustrée, et les psautiers, où des majuscules initiales étaient enluminées de la même façon. Dans les deux cas, des cycles de scènes peuvent être représentés sur des pages entièrement enluminées, parfois avec plusieurs pages par scène, dans des compartiments. Les Bibles avaient en particulier des pages de dimensions importantes et pouvaient être reliées en plusieurs volumes. Par exemple, le psautier de Saint-Alban, le Psautier Hunter, la Bible de Winchester (la « feuille de Morgan » présentée ci-dessous), la Bible de Fécamp (en), la Bible de Stavelot et la Bible de Parc Abbey (en). À la fin de cette période, des ateliers commerciaux de scribes et d'artistes devinrent significatifs, et l'enluminure, et les livres en général, devinrent plus généralement disponibles pour le clergé comme pour les laïcs.

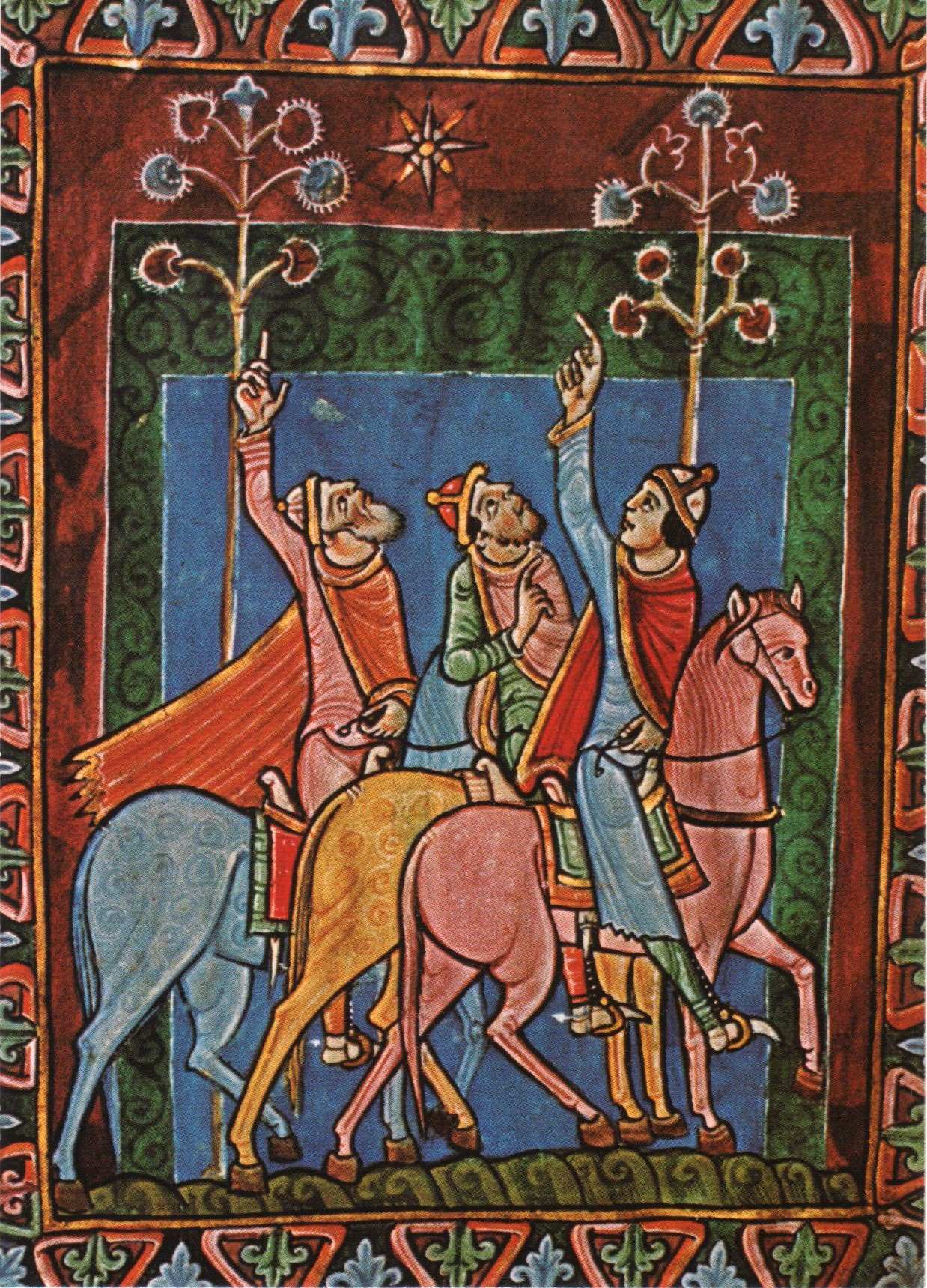
Les trois mages du psautier de Saint-Alban, Angleterre, XIIe siècle.
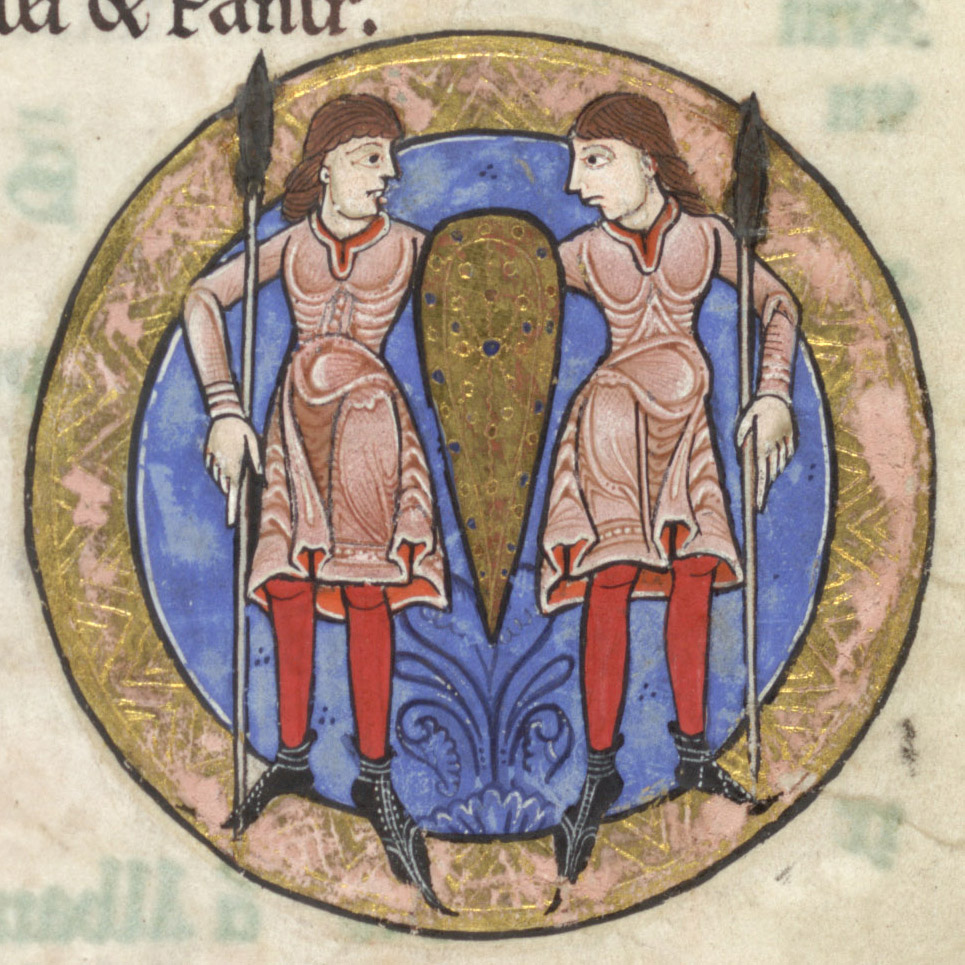
Psautier Hunter conservé au Hunterian Museum and Art Gallery.
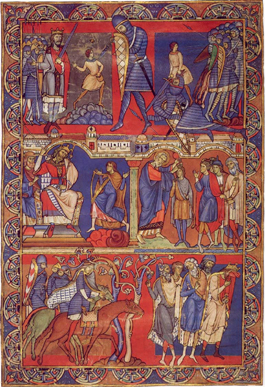
La « feuille de Morgan », détachée de la Bible de Winchester (1160-75). Scènes de la vie de David.

### La peinture romane

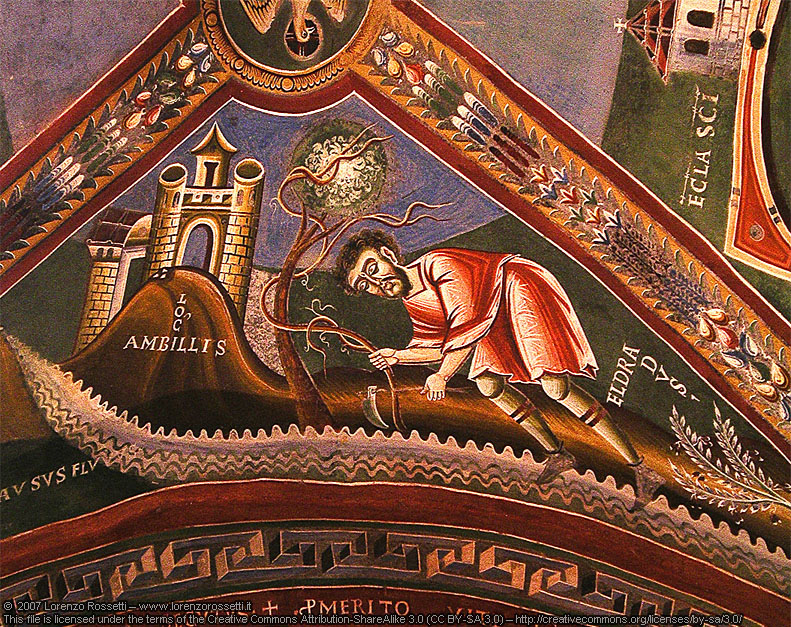
Fresque avec Saint Eldrade, dans l'abbaye de la Novalaise, XIe siècle, Val de Suse, (Italie).

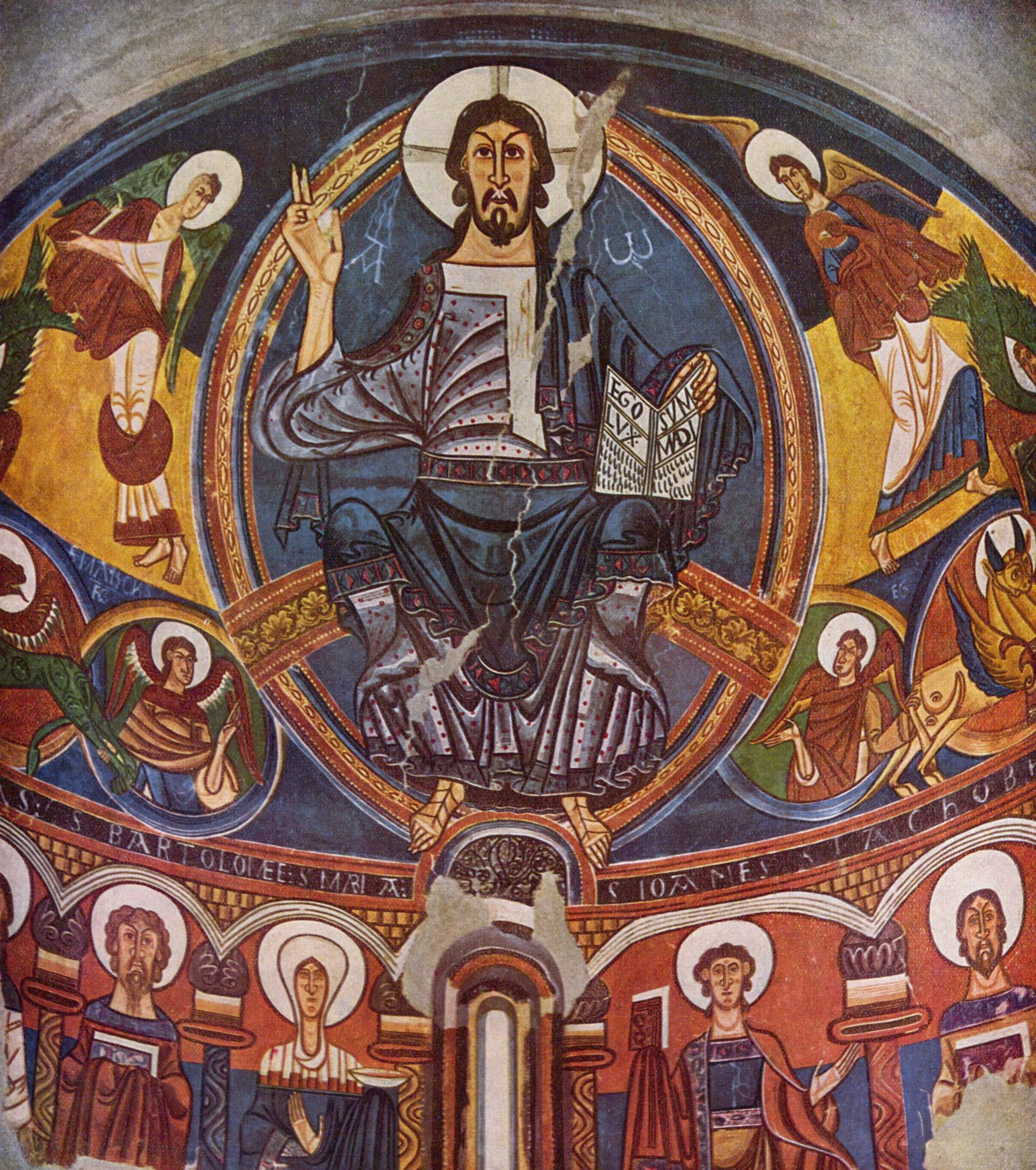
Fresque de Sant Climent de Taüll, actuellement au musée national d'art de Catalogne (Espagne).

Les larges surfaces murées et les voûtes de la période romane se sont prêtées facilement à la décoration murale. Mais de nombreuses peintures initiales ont été détruites soit par des restaurations mal menées, ou par le fait que les murs ont été replâtrés ou repeints. En France, Angleterre et aux Pays-Bas, ces peintures ont été systématiquement détruites ou effacées par l'iconoclasme de la réforme protestante. En Italie, nous avons encore des exemples de chapelles entièrement décorés de fresques romanes, comme la chapelle de Saint Eldrade dans l'abbaye de la Novalaise (Val de Suse) qui contient deux cycles de fresques avec la vie S. Eldrade et S. Nicolas de Bari. Celle dédiée au saint de Myre est une des plus anciennes connues. Les fresques des églises du Danemark et d'autres pays ont été depuis restaurées. Dans d'autres pays, elles ont souffert des guerres, négligences et changement de modes.
La peinture d'une église suit un schéma classique, dérivé d'exemples antérieurs de mosaïques. Son point focal est la voûte en cul-de-four de la nef, ornée d'un Christ en Majesté ou un Christ rédempteur sur son trône et une mandorle encadrée par quatre éléments ailés, symboles des Quatre Évangélistes, en comparaison directe avec les exemples des couvertures ornées ou les enluminures des évangéliaires de l'époque. Si l'église est dédiée à la Vierge Marie, cette dernière peut y figurer à la place du Christ. Sur les murs de l'abside, en dessous, peuvent être représentés les saints et apôtres, incluant des scènes narratives, par exemple le saint auquel est dédicacé le monument. Sur les arches du sanctuaire peuvent figurer les apôtres, prophètes, ou les vingt-quatre vieillards joyeux de l'Apocalypse, regardant le Christ, ou son symbole sous forme d'agneau, au sommet de l'arche. Le mur nord de la nef pourrait présenter des scènes narratives de l'Ancien Testament, et le mur sud le Nouveau Testament. Sur le mur ouest arrière se trouverait le Jugement dernier, avec un Christ sur un trône qui juge à son sommet.
Un des plus beaux exemples intacts est visible dans l'abbaye de Saint-Savin-sur-Gartempe en France. La longue voûte en berceau de la nef fournit une surface idéale pour la fresque, qui présente des scènes de l'Ancien Testament, dont la Création, la vie d'Adam et Ève et d'autres épisodes bibliques dont celle très vivante de l'arche de Noé présentant des personnages apeurés et de nombreuses fenêtres à travers lesquelles on peut voir Noé et sa famille sur le pont supérieur, des oiseaux sur le pont du milieu, et des paires d'animaux sur l'inférieur. Une autre scène présente de façon très vigoureuse la noyade de l'armée de Pharaon dans la mer Rouge. Ce schéma s'étend à d'autres parties de l'église, avec le martyre de saints locaux présentés dans la crypte, l'Apocalypse dans le narthex et un Christ en Majesté. Les palettes de couleurs employées sont limitées au bleu-vert clair, jaune ocre, rouge marron et noir. Des peintures similaires sont présentes en Serbie, Espagne, Allemagne, Italie et ailleurs en France.
Concernant les techniques, les fresques sont faciles à réaliser, mais il faut travailler vite car sur enduit frais. Cette technique peu onéreuse explique que de modestes églises rurales, de simples cures priorales, reçurent de somptueux décors peints. Les couleurs sont vives.
- Exemples :
  - Berzé-la-Ville (Saône-et-Loire) : la chapelle aux Moines
  - église Sant Joan de Boí, église Santa Maria de Taüll, église Sant Climent de Taüll (Catalogne) : peintures du chevet vers 1123
  - abbaye de Saint-Savin-sur-Gartempe (Vienne), vers 1100 : nef en berceau de plein cintre, palette claire, personnages étirés
  - église de Vals (Ariège) : peintures du début du XIIe siècle, d'influence catalane
  - Brinay (Cher) : église Saint-Aignan, mur oriental du chevet
  - Montoire-sur-le-Loir (Loir-et-Cher) : chapelle Saint-Gilles, abside principale
  - cathédrale Saint-Étienne d'Auxerre (Yonne) : crypte
  - Poitiers (Vienne) : église Saint-Hilaire le Grand, cycles de l'Apocalypse
  - Chalivoy-Milon (Cher) : église Saint-Sylvain
  - Les Salles-Lavauguyon (Haute-Vienne) : église Saint-Eutrope
  - Jaleyrac (Cantal) : église Saint-Martin
  - Montfermy (Puy-de-Dôme) : église Saint-Léger

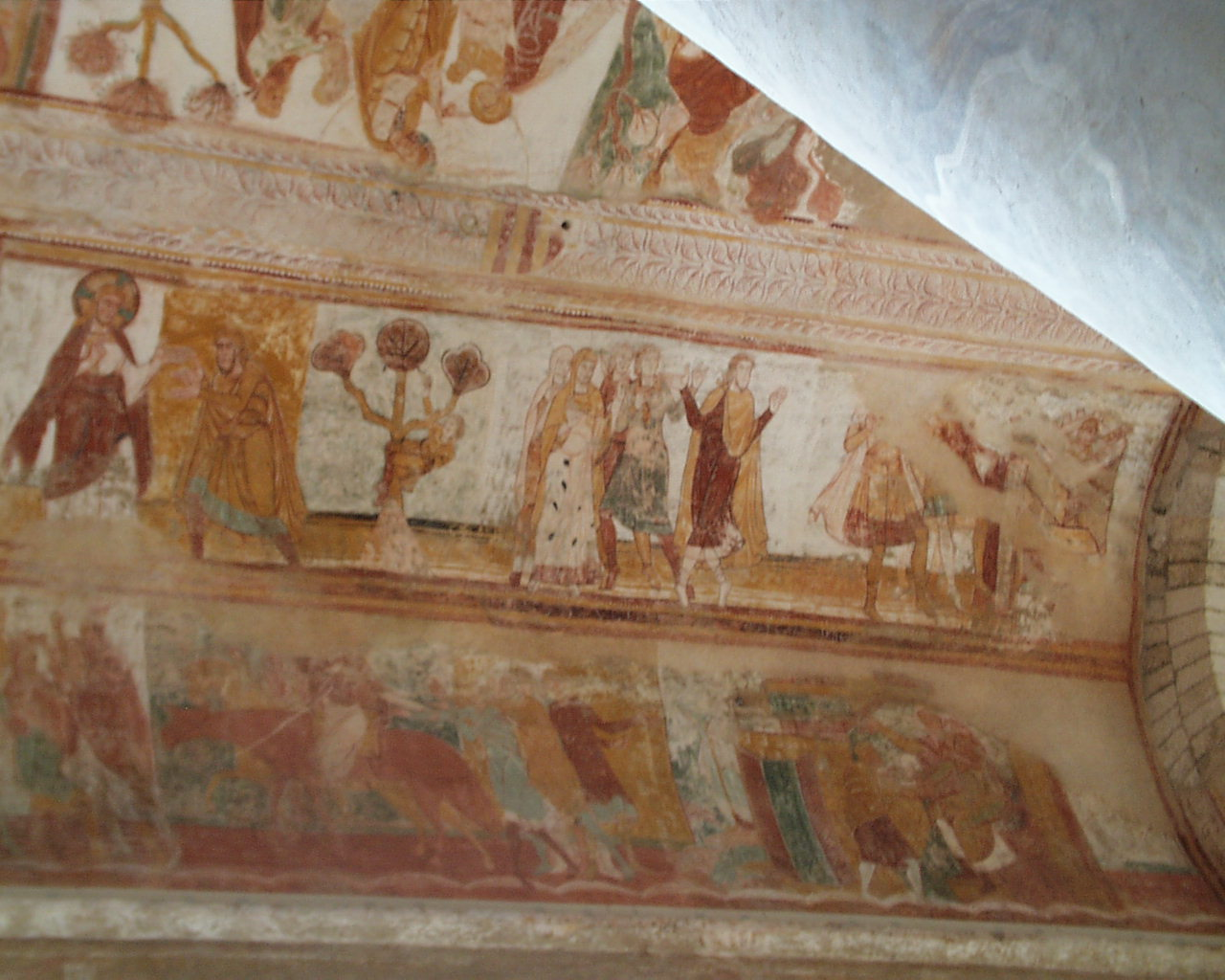
Fresque de la nef de l'abbatiale de Saint-Savin-sur-Gartempe, Vienne.
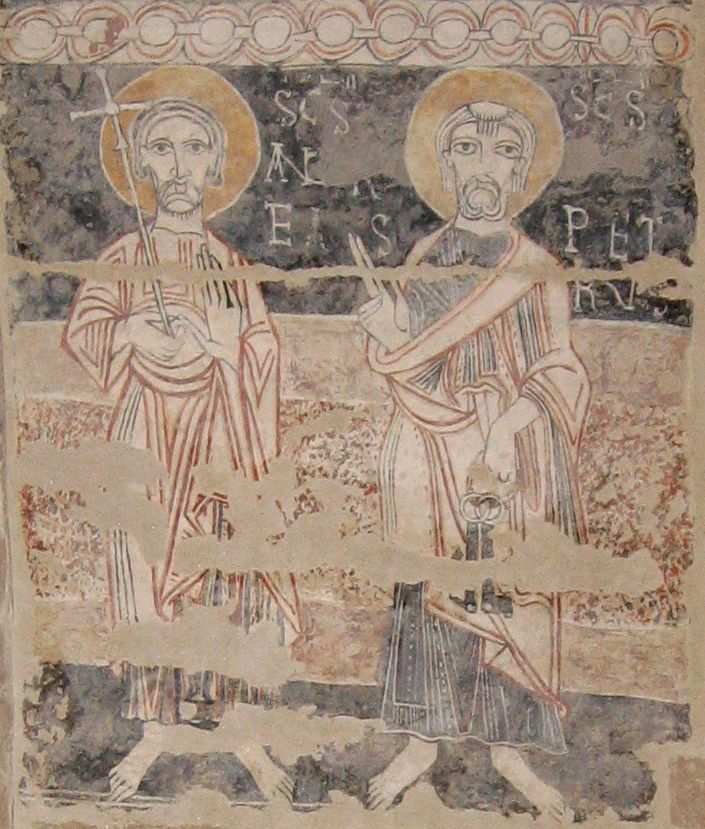
Saint André et saint Pierre en l'église semi-rupestre de Vals, Ariège.
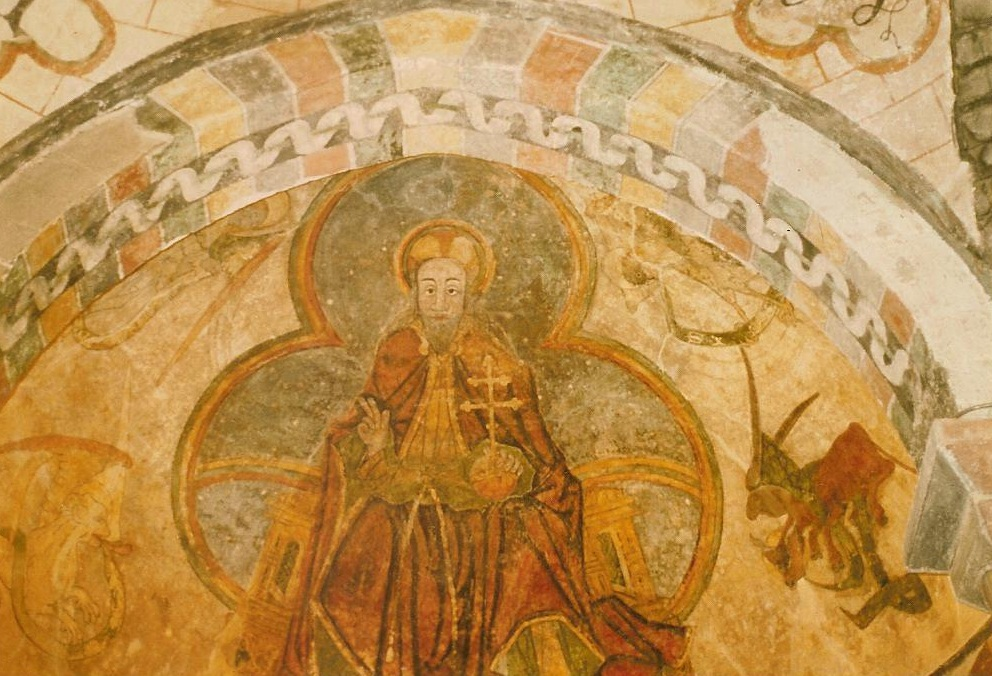
Christ en majesté en l'église de Jaleyrac (Cantal), Auvergne.
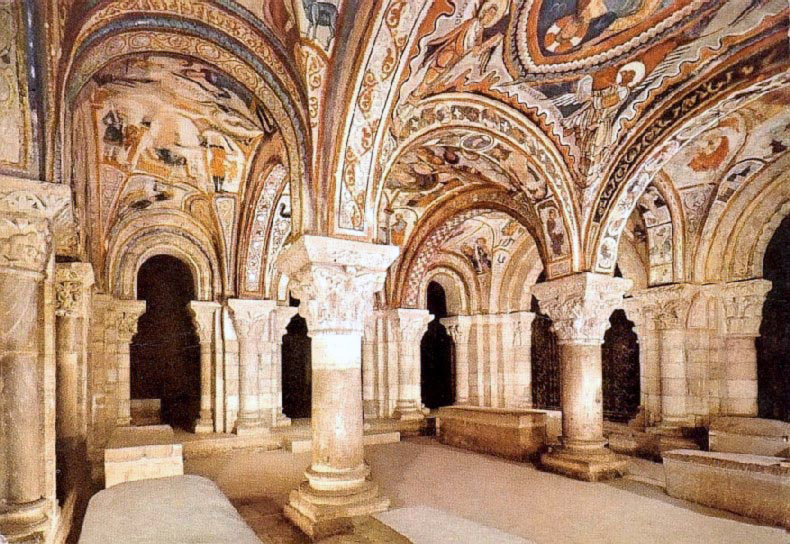
Crypte peinte de la basilique San Isidoro, León.

### L'art du vitrail

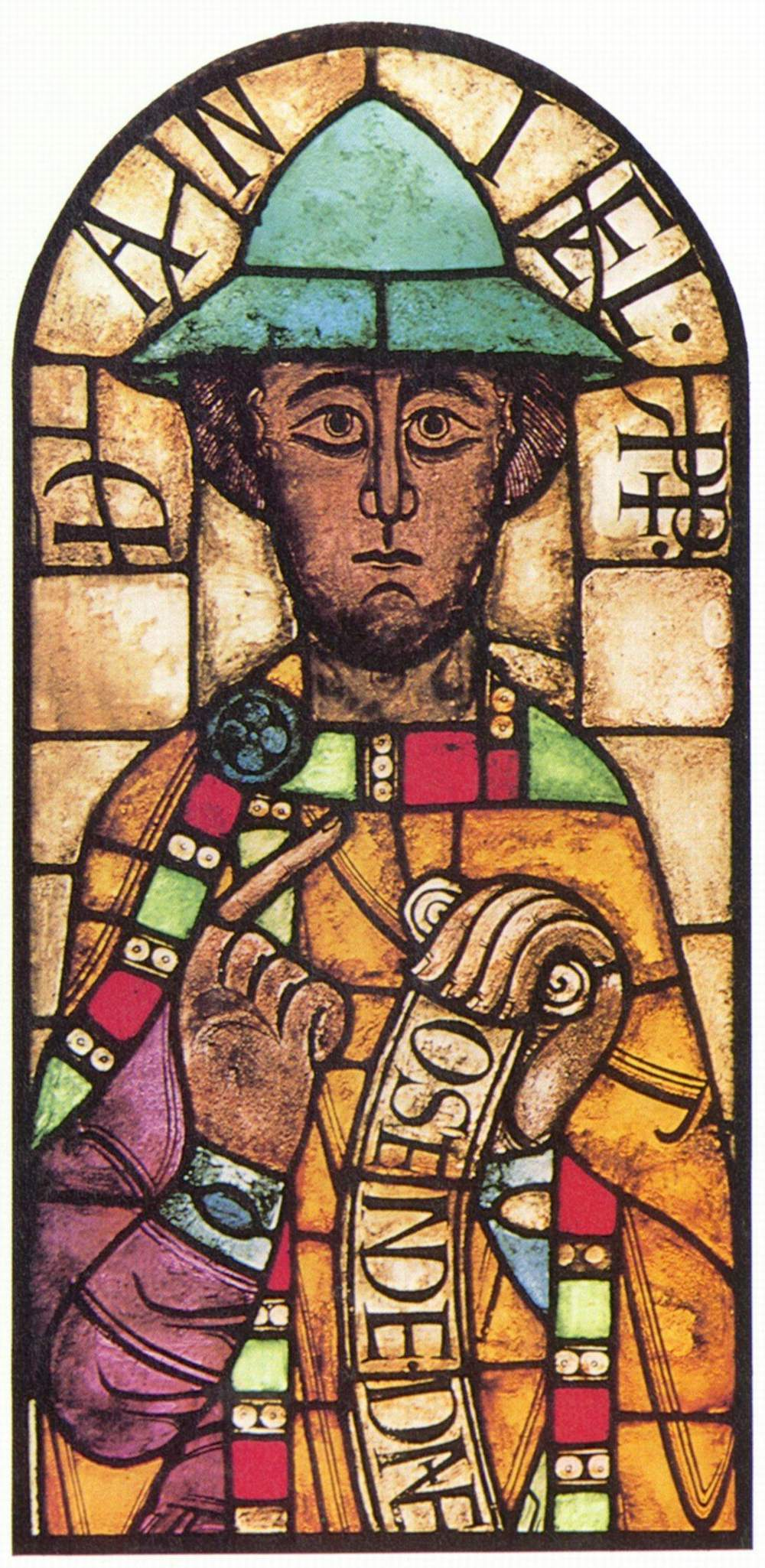
Cathédrale Notre-Dame d'Augsbourg. Vitrail. Le prophète Daniel (fin du XIe siècle).

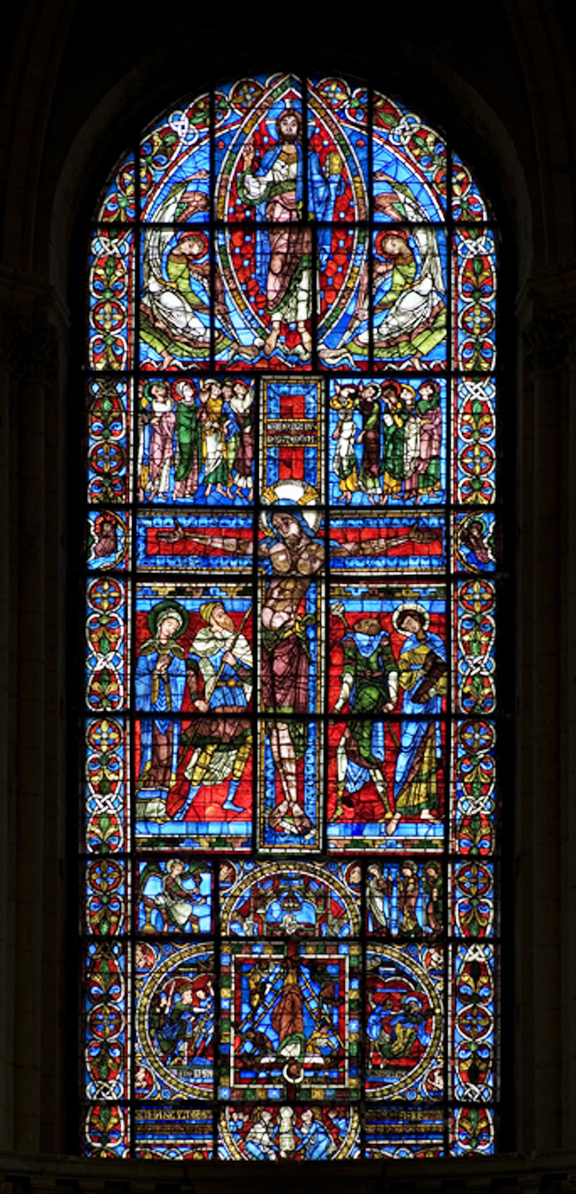
Cathédrale Saint-Pierre de Poitiers, la première église-halle gothique, commencée en 1162. Vitrail de la Crucifixion.

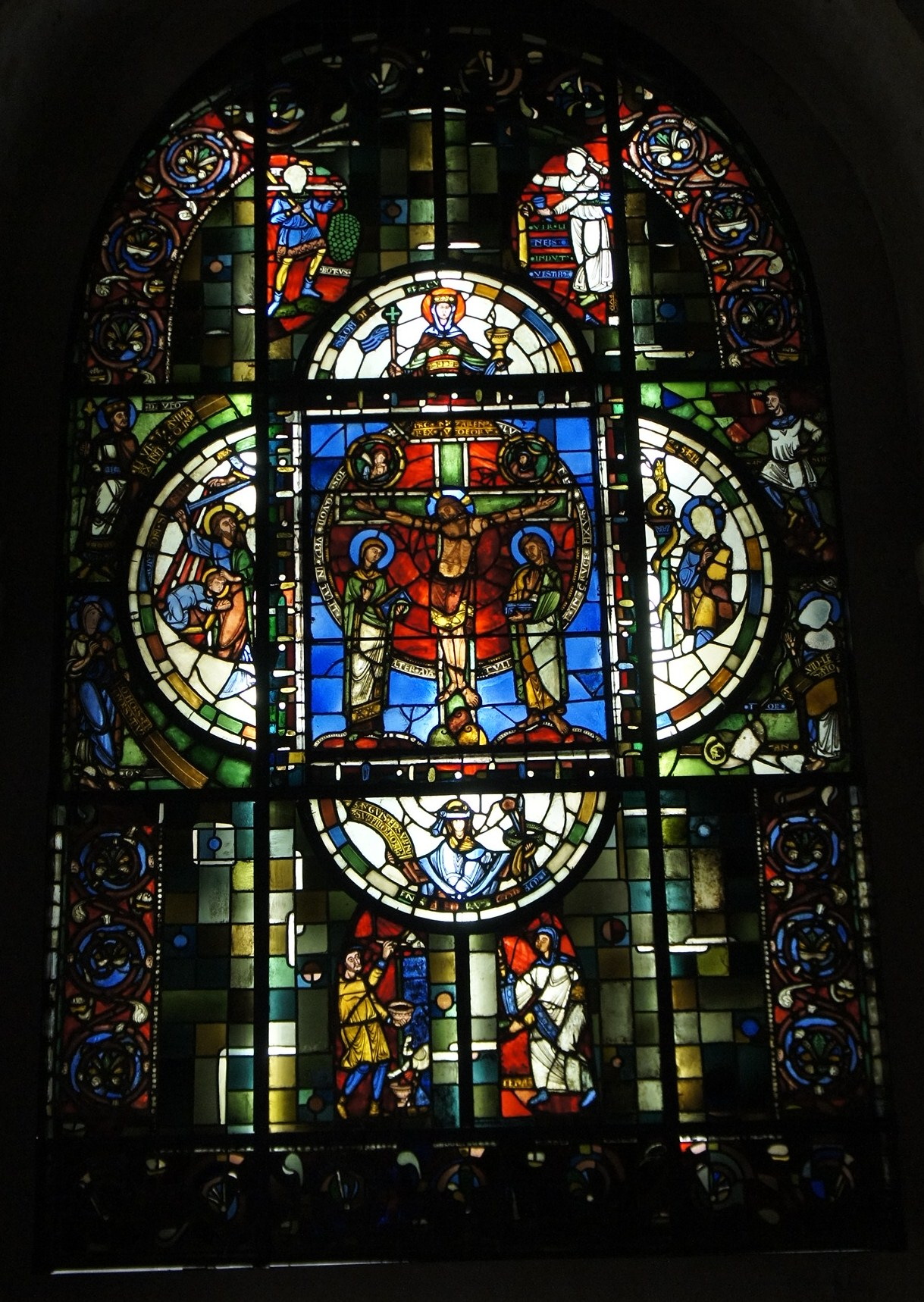
Vitrail de la Rédemption (XIIe siècle) - Trésor de la cathédrale Saint-Étienne de Châlons-en-Champagne.

Les plus anciens fragments connus de vitraux peints médiévaux semblent dater du Xe siècle. Les plus anciens personnages peints intacts sont les cinq prophètes du vitrail d'Augsbourg, daté de la fin du XIe siècle. Les visages, même figés et formalisés, démontrent un dessin très maîtrisé et l'usage fonctionnel du verre montre que ses créateurs étaient très bien entraînés à ce support.
Dans les cathédrales du Mans, de Canterbury et de Chartres, et la basilique Saint-Denis, de nombreux panneaux du XIIe siècle sont encore présents. À Canterbury, ils présentent un personnage d'Adam creusant, et un autre de ses fils, Seth, parmi les ancêtres du Christ. Adam est représenté d'une façon hautement naturelle et vivante, tandis que le portrait de Seth, les vêtements sont utilisés à des fins plus décoratives comme dans les meilleures sculptures sur pierre de l'époque. Les artisans du vitrail ont été plus lents que les architectes à changer leurs styles, et beaucoup de vitraux de la première partie du XIIIe siècle peuvent être considérés comme romans.
Parmi les plus belles œuvres connues, on peut évoquer le vitrail daté de 1200 de la cathédrale de Strasbourg (en partie déposé au musée) et de 1220 environ de l'église Saint-Cunibert de Cologne.
Les plus beaux vitraux de France, dont notoirement ceux de Chartres, datent pour la plupart du XIIIe siècle. Peu de vitraux importants du XIIe siècle sont restés intacts. Parmi ces derniers, celui de la Crucifixion de la cathédrale Saint-Pierre de Poitiers, composition remarquable qui s'étend sur trois étages, le plus bas avec un trèfle à quatre feuilles présentant le martyre de Saint Pierre, le plus grand central où domine la crucifixion et le plus haut l'Ascension du Christ dans une mandorle. Le personnage du Christ crucifié présente déjà des signes de courbes gothiques. Ce vitrail est décrit par George Seddon comme étant d'une « beauté inoubliable ».
Un autre exemple emblématique de l'art du XIIe siècle est le magnifique vitrail de la Rédemption de la cathédrale Saint-Étienne de Châlons, dont la partie centrale, la Crucifixion, est d'origine, ainsi que les figures de l'Ancien Testament qui l'encadrent.
Beaucoup de fragments détachés sont dans des musées, et un vitrail de l'église de Twycross en Angleterre est fait à partir d'importants panneaux de vitraux français récupérés pendant la Révolution française. Le verre était cher et faiblement flexible (en ce sens qu'il pouvait être ajouté (superposé) ou réarrangé) et paraît avoir été souvent réutilisé quand les églises ont été reconstruites en style gothique — le plus ancien vitrail anglais datable, une représentation de l'arbre de Jessé de la cathédrale d'York, date probablement d'avant 1154 et a été réutilisé de cette façon.

### La sculpture romane
Elle décore d'abord les chapiteaux dans les cryptes, les cloîtres et les églises. À la fin du XIe siècle, elle prend place sur la façade des églises, à la manière des antiques arcs de triomphe. La sculpture devient « monumentale ».
La fin du Xe et le XIe siècle sont une période d'expérimentations menées par de nombreux centres artistiques de l'Europe occidentale, comme le nord de l'Espagne, Toulouse, l'Italie, la Loire ... chacun développant un caractère propre, qui rayonnera plus ou moins, se mêlant aux autres influences avant de former un courant plus structuré au siècle suivant, autour de trois grandes catégories de motifs : végétaux et entrelacs, animaux et figures humaines. La constitution de la chronologie des œuvres a soulevé de nombreuses controverses entre historiens de l'art au cours du XXe siècle.
Elle a une vertu pédagogique, celle d'enseigner la vie des apôtres et des saints, d'illustrer des passages de l'Ancien Testament. Elle s'inspire des bas-reliefs et des chapiteaux romains, mais surtout des images placées dans les manuscrits enluminés et sur les objets d'orfèvrerie.

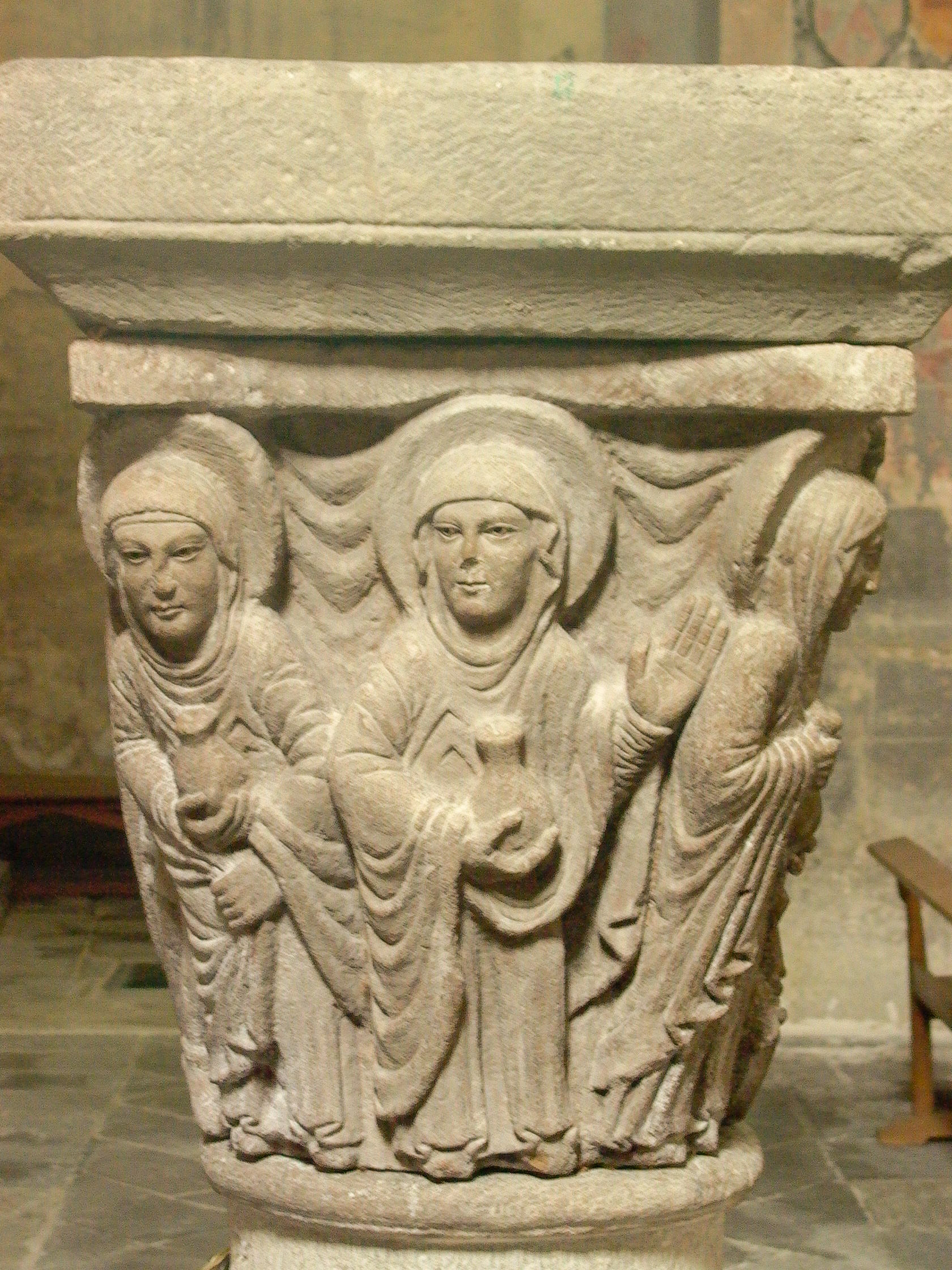
Chapiteau de la Résurrection de l'abbaye de Mozac.

La sculpture sur chapiteau se diffuse à partir de l'an mille, même si ses débuts furent timides : dans les églises italiennes de la première moitié du XIe siècle est repris le modèle corinthien, plus ou moins stylisé (chapiteau à palmettes). D'autres lieux (Bourgogne, Catalogne) expérimentent les chapiteaux à entrelacs et à feuilles d'acanthe. Mais bientôt, les animaux et les figures anthropomorphiques apparaissent, même s'ils restent rares avant 1050 (abbaye de Saint-Benoît-sur-Loire). La basilique Saint-Sernin de Toulouse (deuxième moitié du XIe siècle) conserve 260 chapiteaux romans.
Les sculpteurs de l'époque romane dont on connaît les noms sont :
- en France : Maître de Cabestany, Bernard Gilduin, Gislebert, Unbertus, Gofridus, Gilabertus de Toulouse
- en Italie : Wiligelmo, Niccolo et Antelami

Sculptures et ensembles romans remarquables :
- la façade de l'église Notre-Dame la Grande de Poitiers, considérée comme un chef-d'œuvre de l'art roman
- le linteau de l'abbaye de Saint-Génis-des-Fontaines (Pyrénées-Orientales), la plus ancienne sculpture romane datée
- cathédrale Saint-Trophime d'Arles, (Bouches-du-Rhône), le portail, entre 1180 et 1190
- abbaye de Saint-Benoît-sur-Loire (Loiret), la tour-porche
- abbaye Saint-Pierre de Moissac (Tarn-et-Garonne), portail sud, vers 1120 et cloître en 1100
- cathédrale Saint-Lazare d'Autun (Saône-et-Loire), portail occidental, vers 1135
- cathédrale Sainte-Marie d'Oloron (Pyrénées-Atlantiques), portail ouest, vers 1130
- abbaye de Mozac (Puy-de-Dôme), avec ses quatre-cinq chapiteaux romans de la nef et le chapiteau de l'ancien chœur roman représentant la Résurrection, vers 1130
- abbaye de Charlieu (Loire), portail nord, vers 1170
- cathédrale Saint-Pierre d'Angoulême (Charente), façade, entre 1115 et 1130 ;
- abbaye de Beaulieu-sur-Dordogne (Corrèze), tympan

### Les ivoires

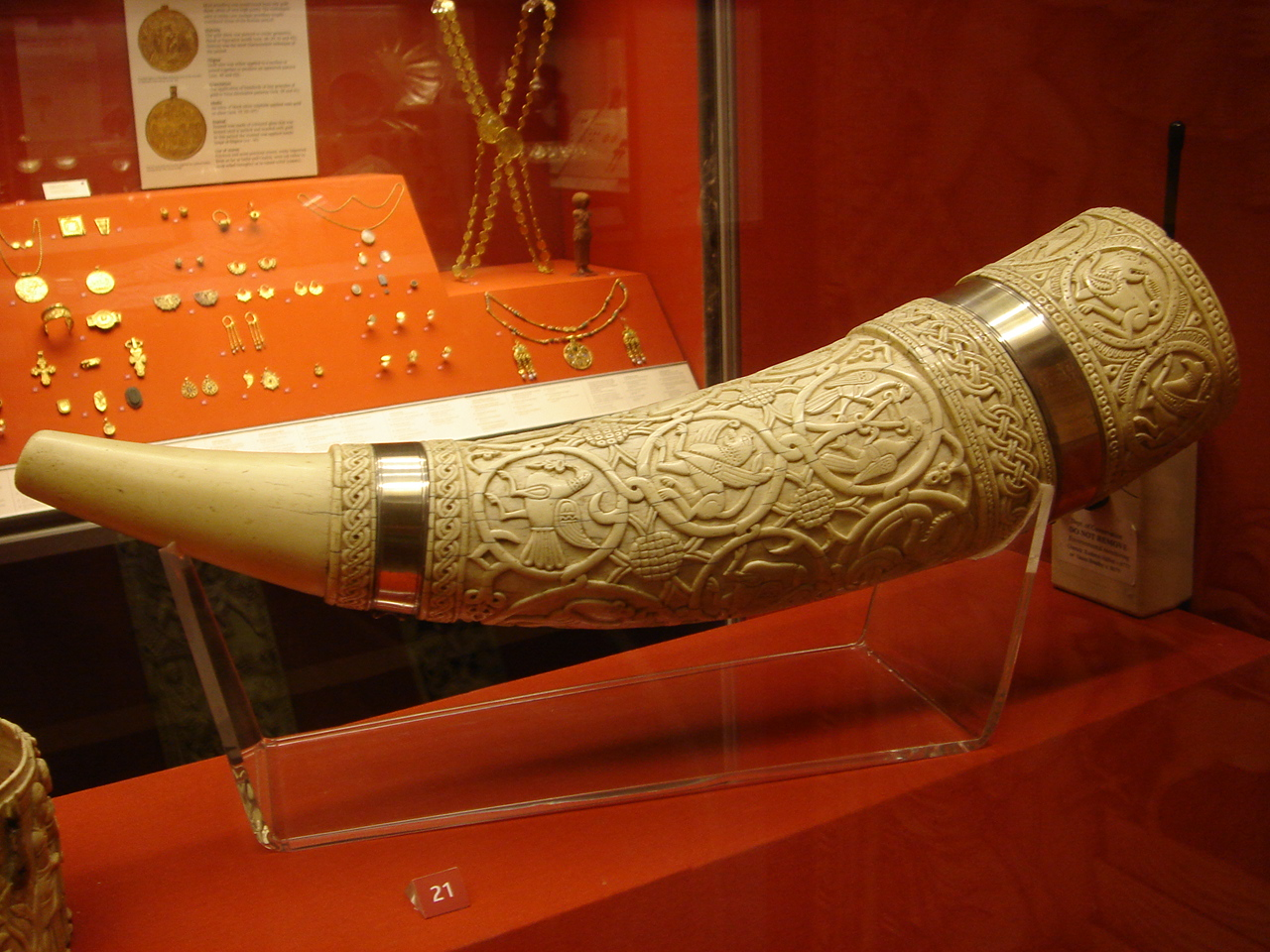
Olifant sculpté dans le sud de l'Italie à l'époque byzantine (British Museum).

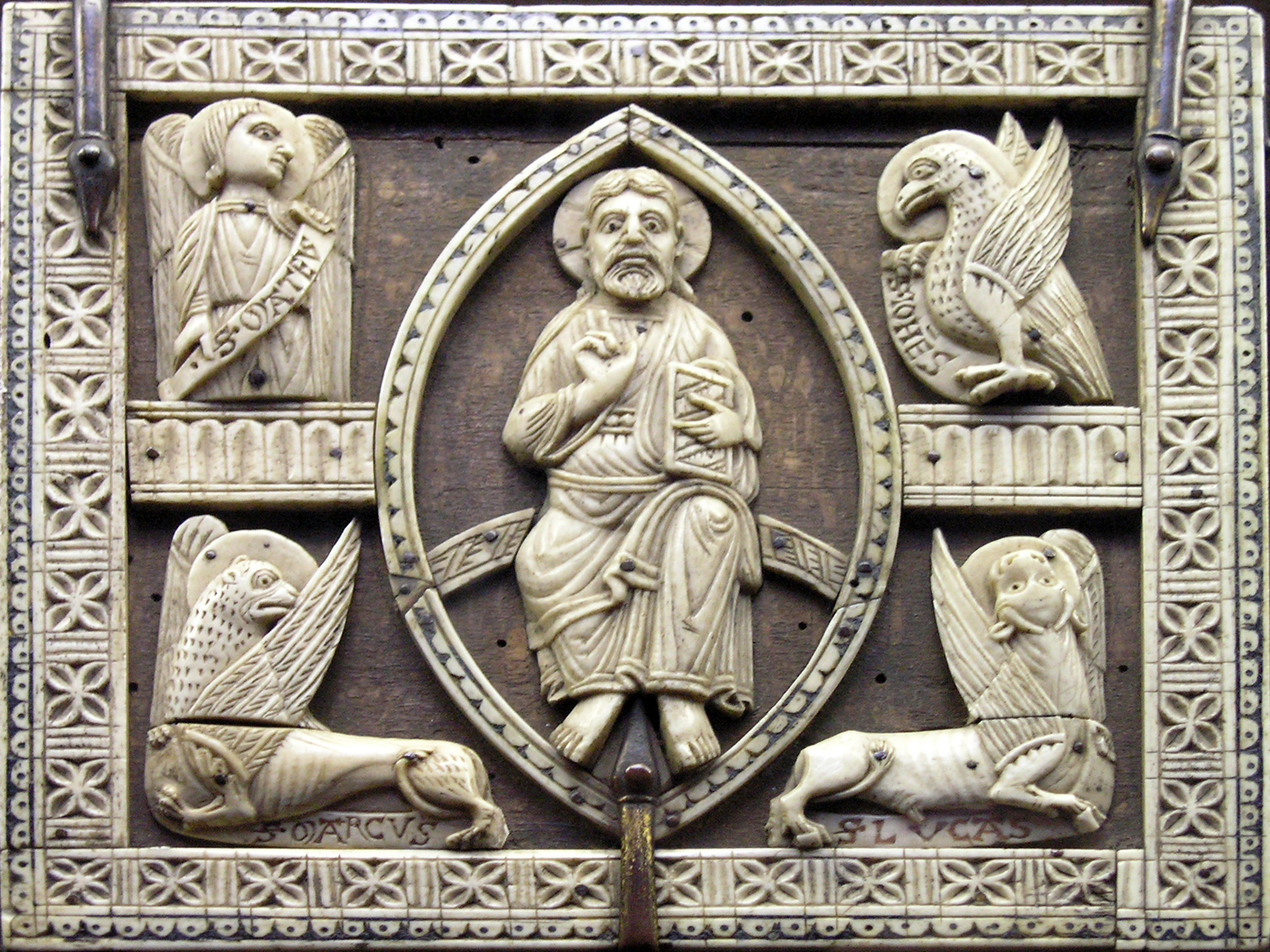
Christ en majesté dans une mandorle, entouré par les emblèmes des évangélistes : plaques d'ivoire sur coffre de bois, Cologne, première moitié du XIII (musée de Cluny).

On trouve de beaux coffrets d’ivoire, dont un de l’époque carolingienne au musée de Cluny ; il est en marqueterie de bois colorés et d’ivoire, avec des entrelacs et des cadres entourant des animaux fantastiques.
Un diptyque est une sorte de tablette double dont les composantes sont réunies à charnière. Ce fut, à l’origine, une sorte de carnet dont les feuilles de bois, d’ivoire ou de métal, enduites de cire, servaient à prendre des notes.
Puis apparurent les diptyques consulaires, sur lesquels les nouveaux fonctionnaires faisaient part de leur nomination à leurs parents et à leurs amis. Ils sont ornés d'un riche décor sculpté et pouvaient faire office de tablette à écrire : il s'agissait d'un objet commémoratif de luxe, commandé par le consul ordinaire et distribué pour marquer son entrée en charge et récompenser les notables qui avaient soutenu sa candidature. Plus tard enfin, l’Église les adopta pour orner ses autels. Consacrés aux saints et aux martyrs, des épisodes religieux étaient sculptés sur les lames d’ivoire qui les formaient.
Les triptyques, avec une forme un peu différente, avaient des usages identiques. Ils se composaient de trois panneaux sculptés ou peints et réunis à charnière. Le panneau central, deux fois plus large que les deux autres formant volets, pouvait être recouvert exactement par eux. Très estimés à Byzance, ils ne pénétrèrent dans l’Europe occidentale qu’après les croisades.
Les olifants, dont le nom dérive étymologiquement d'éléphant, étaient taillés dans l'extrémité de la défense. Leur usage, au Moyen Âge, était varié : instruments de musique, cornes à boire ou réceptacles à reliques.

### L'orfèvrerie

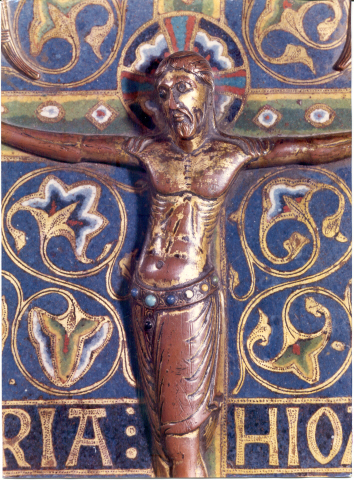
Abbaye de Mozac : Christ sur la châsse de Calmin et de Namadie (XIIe siècle).

À l'époque romane, le renouveau des sacrements et le culte des reliques provoquent un essor de l'orfèvrerie religieuse qui se manifeste par une production de reliquaires et de châsses de grande qualité utilisant la technique de l'émail.
- œuvres à caractère somptuaire,
- thèmes hagiographiques,
- ateliers mosans et de Limoges prépondérants,
- châsses qui reproduisent les églises en miniature.

L'éclairage liturgique – qui a de tout temps constitué un élément fondamental des célébrations religieuses et par conséquent du décor des lieux de culte – adopte la forme de la couronne de lumières.
Ce type de luminaire d'église suspendu, exécuté par des orfèvres-émailleurs en collaboration avec des ferblantiers, plus rarement avec des bronziers, est alors présent dans de nombreuses cathédrales et dans certaines églises abbatiales. Il en existe encore quatre exemplaires datant des XIe et XIIe siècles parmi lesquels celui offert par Frédéric Barberousse à la chapelle palatine d’Aix-la-Chapelle est l'un des plus connus.

## La théorie des écoles régionales
Une idée reçue veut que l'art roman recouvrirait une diversité d'écoles régionales aux caractéristiques stylistiques différenciées, mais qui allient maîtrise technique et audace. À la suite de Villani et Vasari qui ont essayé d'établir la prééminence de l'art florentin en rédigeant aux XIVe et XVIe siècles des biographies d'artistes de cette région, les historiens de l'art ont en effet cherché dans les œuvres régionales l'esprit d'un génie local (genius loci). La théorie française des écoles régionales d'architecture romane, subdivisées en sous-régions régionales, a été émise dès les années 1825 par Arcisse de Caumont qui a appliqué à l'archéologie médiévale la notion d'« écoles » empruntée à l'archéologie classique. Reprise par les historiens et archéologues, cette théorie qui est fortement liée à l'esprit romantique et positiviste du XIXe siècle, « a été portée par les tendances identitaires (nationalistes et régionalistes) de la recherche ». Elle a été fortement amendée par la suite mais a conforté l'idée des monuments-type, en omettant les particularismes, notamment l'originalité des églises rurales romanes caractérisées par un éclectisme stylistique qui tient à l'activité d'ateliers indépendants d'une école régionale à laquelle ils peuvent puiser leur inspiration ou s'en démarquer totalement. Ainsi, si cette théorie reste utile au niveau pédagogique, les chercheurs l'ont abandonnée.

### L'espace espagnol et le Midi pyrénéen
L'Espagne est une référence au niveau de l'art roman : plusieurs apports de ce style ont enrichi le patrimoine artistique espagnol, notamment à Zamora (cathédrale) surnommé « la ville d'art roman ».
Les églises de cette région se sont développées grâce aux chemins de pèlerinage qui mènent au sanctuaire de Saint-Jacques de Compostelle, au nord-ouest de l'Espagne. Les moyens financiers qui affluent permettent aux abbés et aux évêques de bâtir des édifices somptueux. Le modèle architectural est la basilique Saint-Sernin : doubles collatéraux, vaste transept, chevet à déambulatoire desservant des chapelles rayonnantes, dotées de reliques, caractérisent les grandes églises de pèlerinage.
Les Pyrénées centrales connaissent également, à partir de l'an mil, une « floraison artistique romane » comme le souligne l'historien d'art Marcel Durliat. Favorisée par la reprise des échanges commerciaux et la relative stabilité sociale et politique, la circulation des idées entretient dans les Pyrénées une véritable période de création artistique.

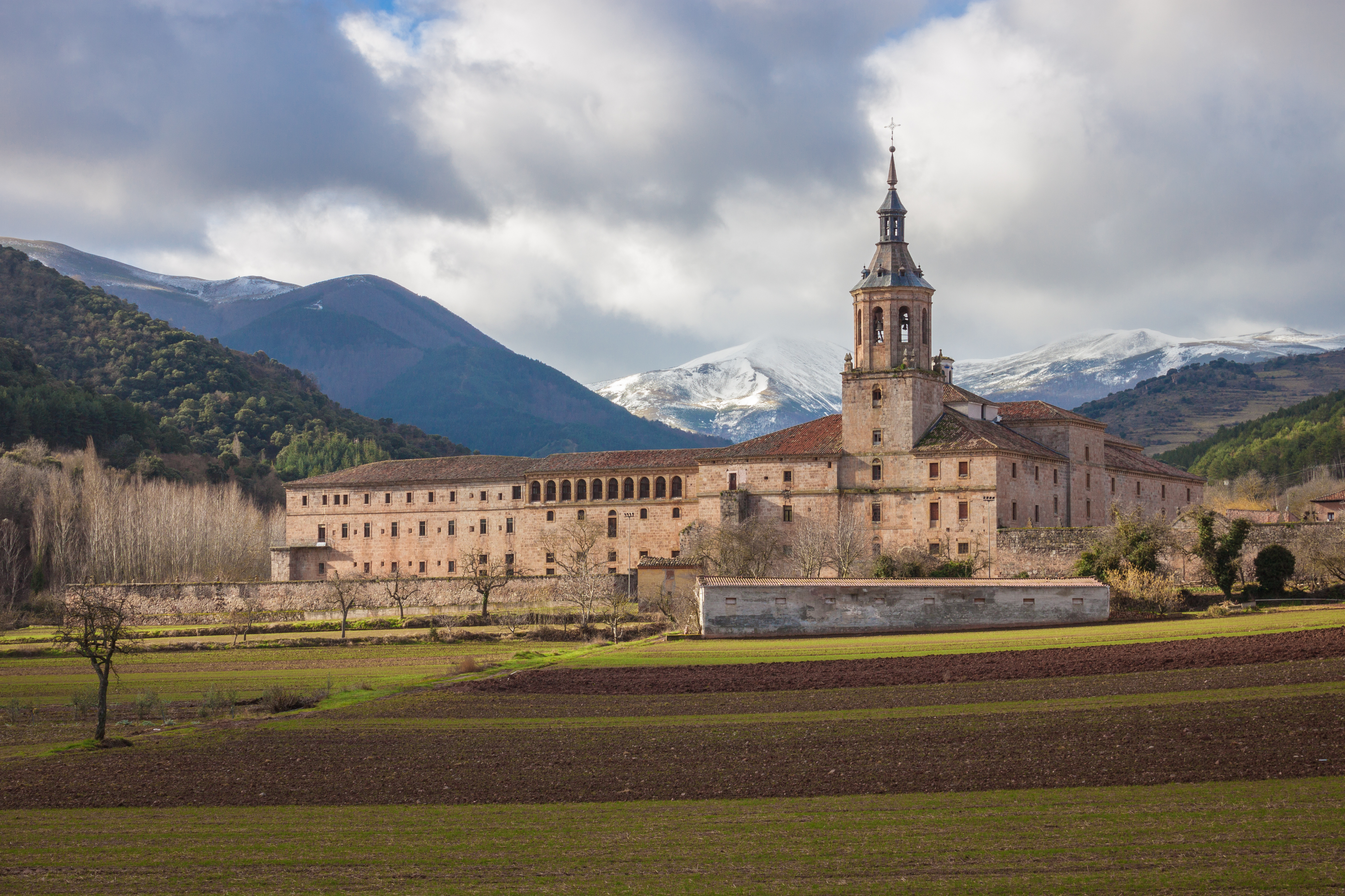
Monastère de San Millán de la Cogolla, (La Rioja).
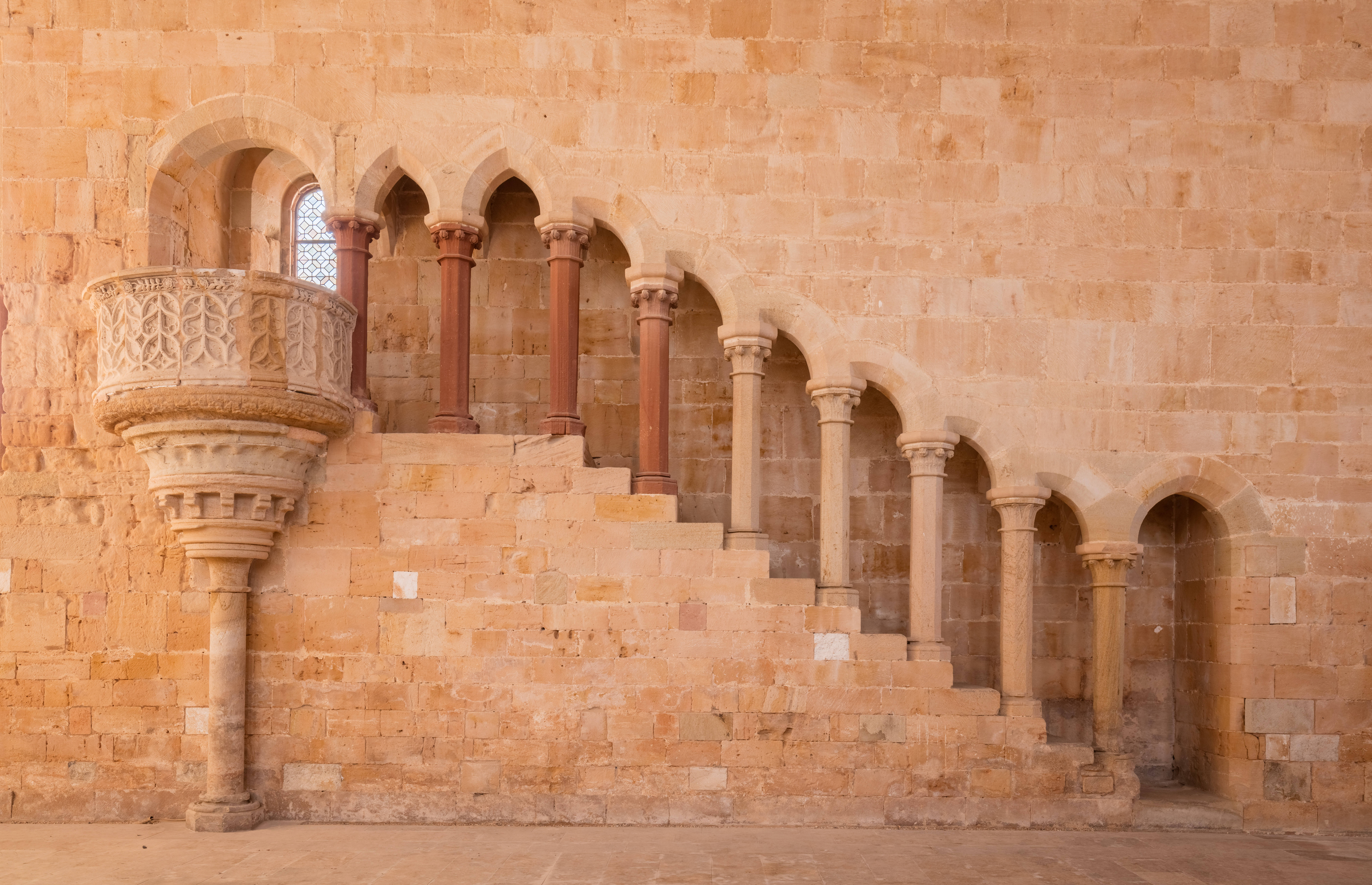
Abbaye de Santa María de Huerta (province de Soria, Castille, Espagne).
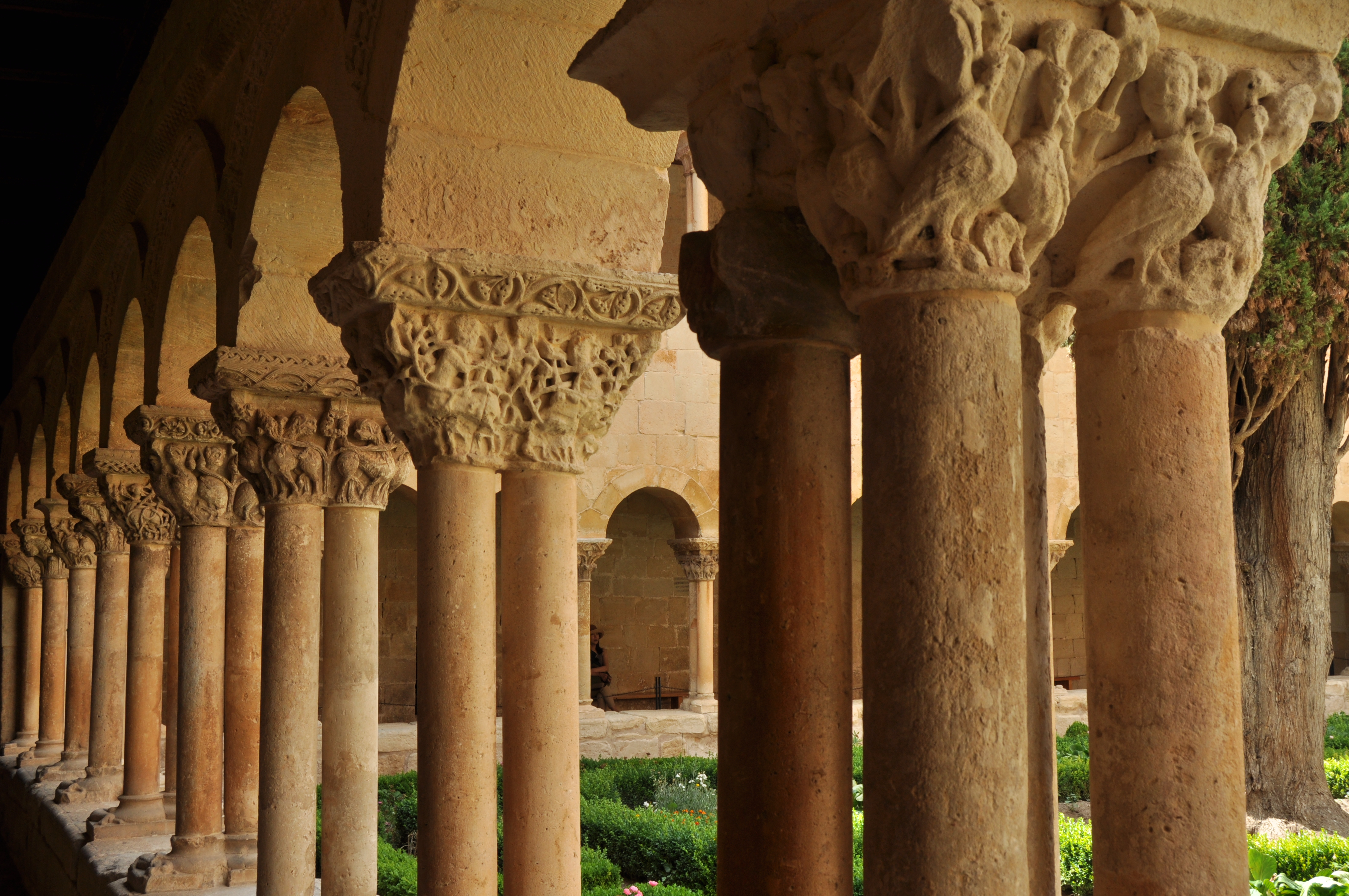
Santo Domingo de Silos (Burgos, Castille), en Espagne.

#### Sites romans
- France :
  - Occitanie
    - abbaye de Saint-Génis-des-Fontaines (Pyrénées-Orientales)
    - Saint-Martin du Canigou à Casteil (Pyrénées-Orientales)
    - cathédrale Saint-Lizier (Ariège)
    - abbaye de Combelongue à Rimont (1138, Ariège)
    - église Notre-Dame de Vic-d'Oust (Ariège)
    - chapelle Saint-Pierre ou du Calvaire à Castillon-en-Couserans (Ariège)
    - Saint-Sernin de Toulouse (vers 1070-1080)
    - collégiale Saint-Pierre à Saint-Gaudens (Haute-Garonne)
    - cathédrale Notre-Dame à Saint-Bertrand-de-Comminges (Haute-Garonne)
    - église Saint-Aventin à Saint-Aventin (Haute-Garonne)
    - église Saint-Benoît-Saint-Privat à Saint-Béat (Haute-Garonne)
    - basilique Saint-Just à Valcabrère (Haute-Garonne)
    - Sainte-Foy de Conques (Aveyron)
    - abbatiale Saint-Pierre de Moissac (Tarn-et-Garonne, dernier quart du XIe siècle; de l'édifice roman seulement le rez-de-chaussée et le premier étage de la tour sont préservés, avec les premières voutes de croisée d'ogives aux arcs brisés de l'architecture chrétienne).

  - Nouvelle Aquitaine
    - Notre-Dame de Lescar (Pyrénées-Atlantiques)
    - Saint-Martial de Limoges
- Espagne du Nord :
  - Catalogne :
    - Glèisa dera Assompcion de Maria à Bossòst (Val d'Aran)
    - Glèisa de Santa Eulàlia à Unha (Val d'Aran)
    - Glèisa de Santa Maria à Arties (Val d'Aran)
    - Glèisa de Sant Pèir à Escunhau (Val d'Aran)
    - monastère de Sant Pere de Rodes à El Port de la Selva (province de Gérone)
    - monastère de Santa Maria à Ripoll (province de Gérone)
    - églises romanes catalanes de la Vall de Boí (province de Lérida, inscrites au patrimoine mondial depuis 2000)

  - Aragon :
    - Santa María de Iguácel (province de Huesca)
    - cathédrale de Jaca (XIe siècle, province de Huesca)

  - Navarre :
    - San Salvador de Leyre (1057)
    - Santa María de Ujué

  - La Rioja :
    - monastère de San Millán de la Cogolla

  - Castille-et-León :
    - Église de Santo Domingo (es) de Soria (c. 1170, église-halle)
    - Abbaye Saint-Dominique de Silos (province de Burgos)
    - Église de Saint-Martin (es) de Frómista (pseudo-basilique du dernier tiers du XIe siècle; province de Palencia)

  - Galice :
    - cathédrale de Saint-Jacques-de-Compostelle

Églises romanes du val d'Aran
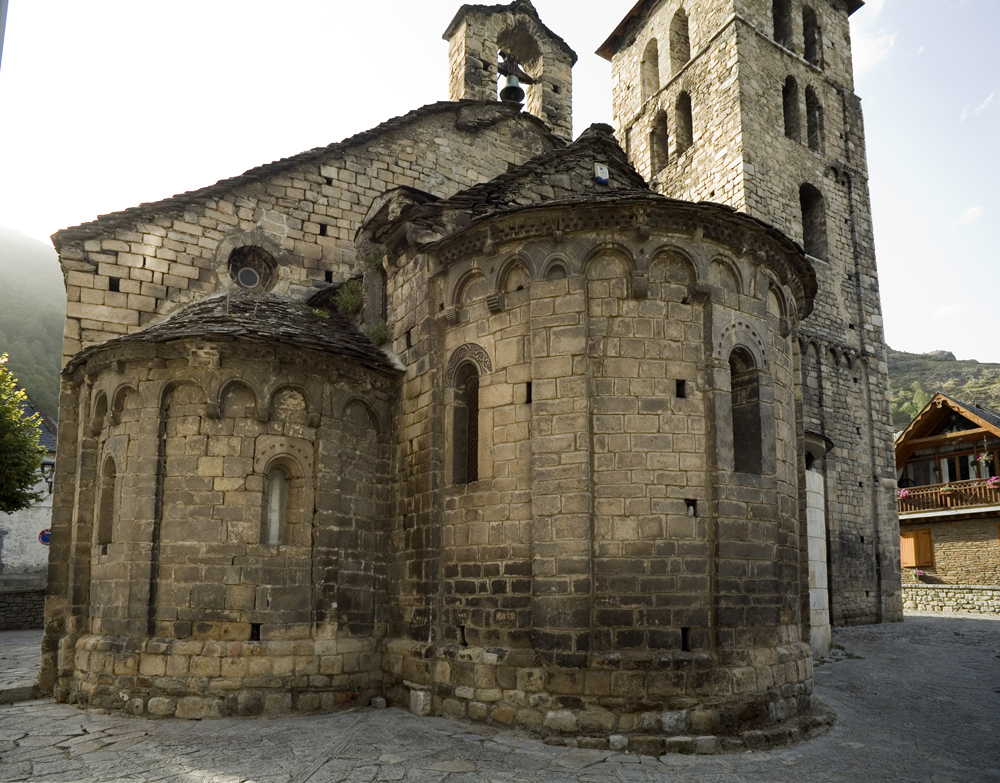
Glèisa dera Assompcion de Maria (Bossòst).
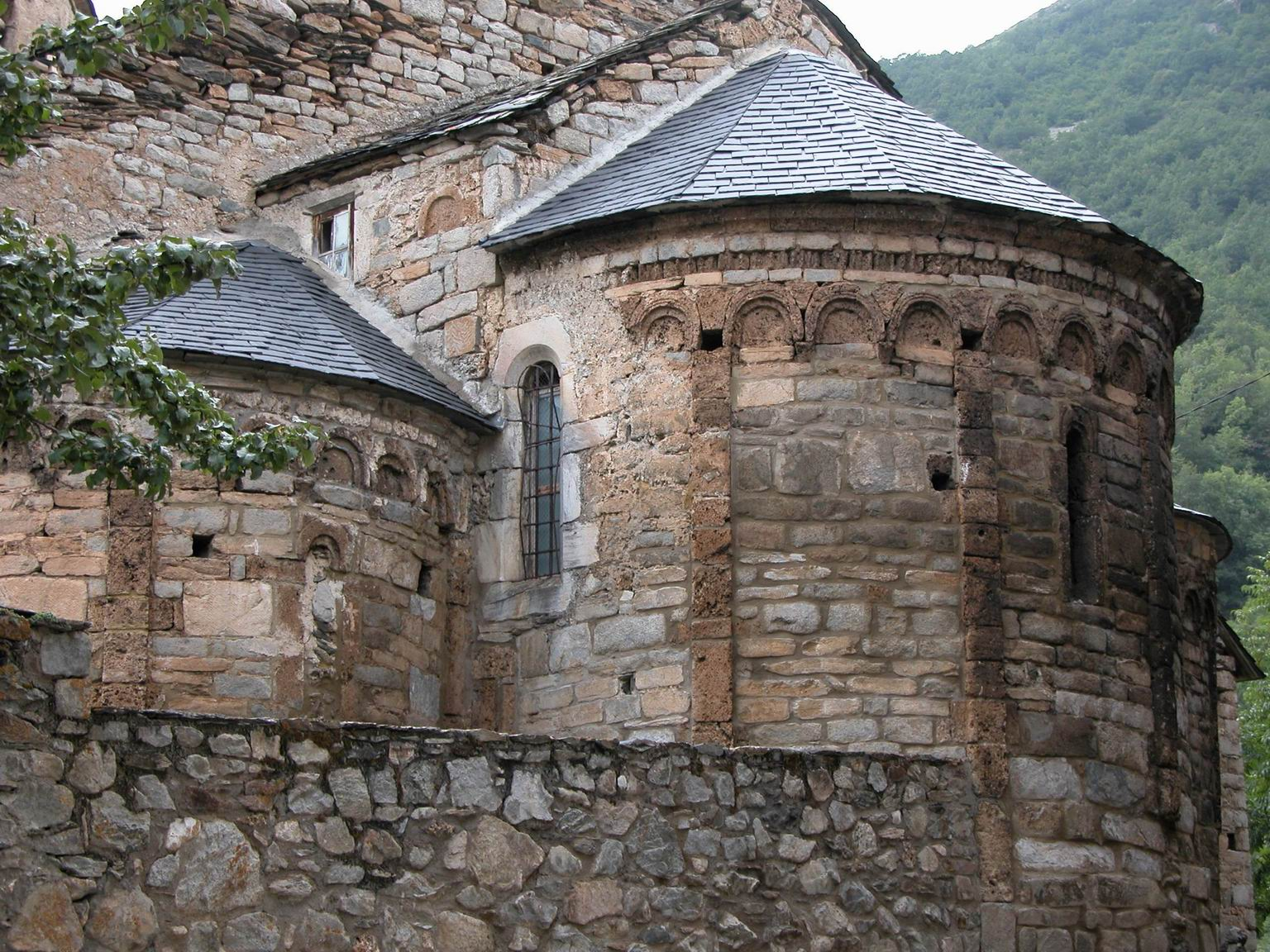
Glèisa de Santa Eulàlia (Unha).
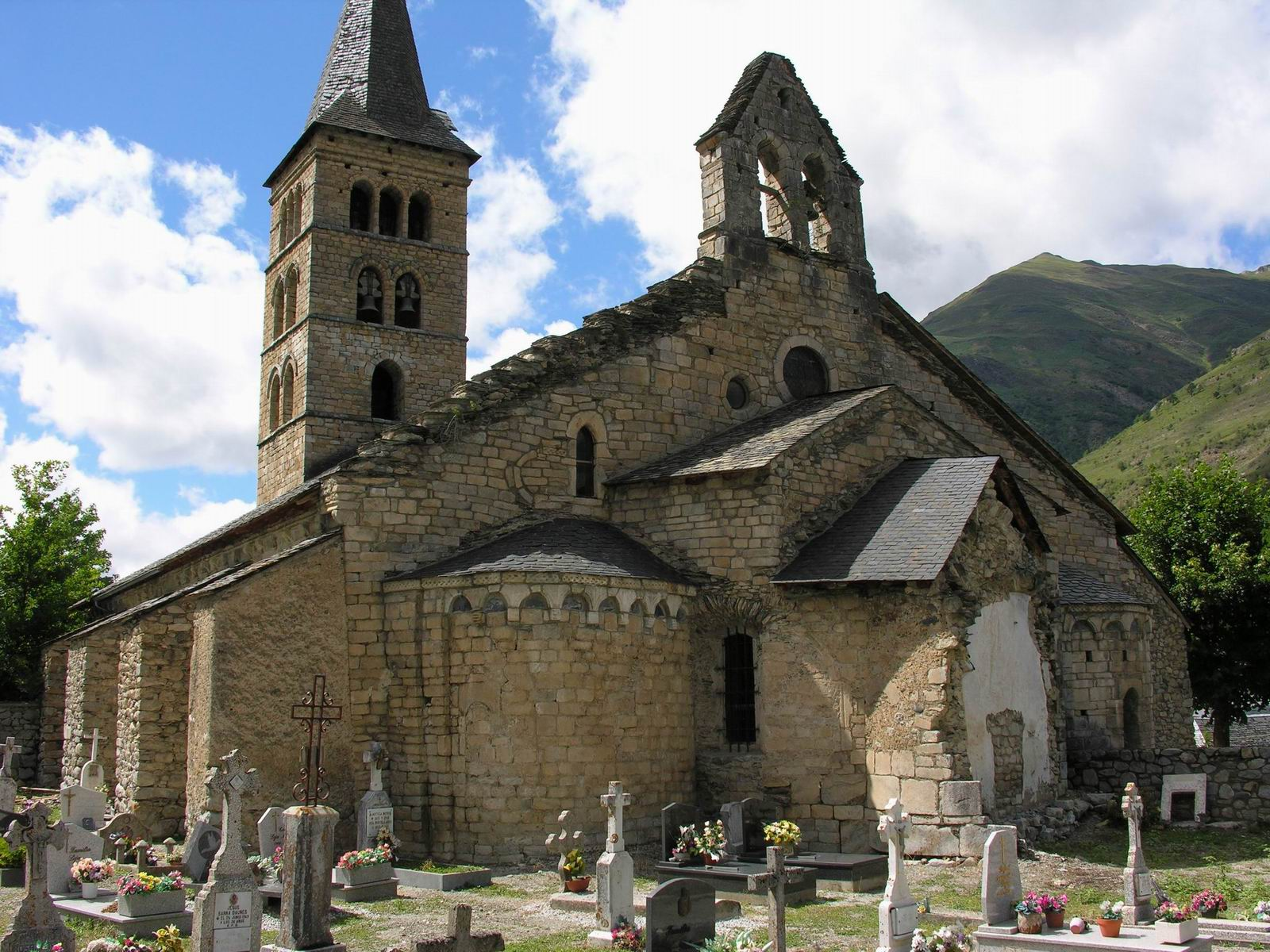
Glèisa de Santa Maria (Arties).
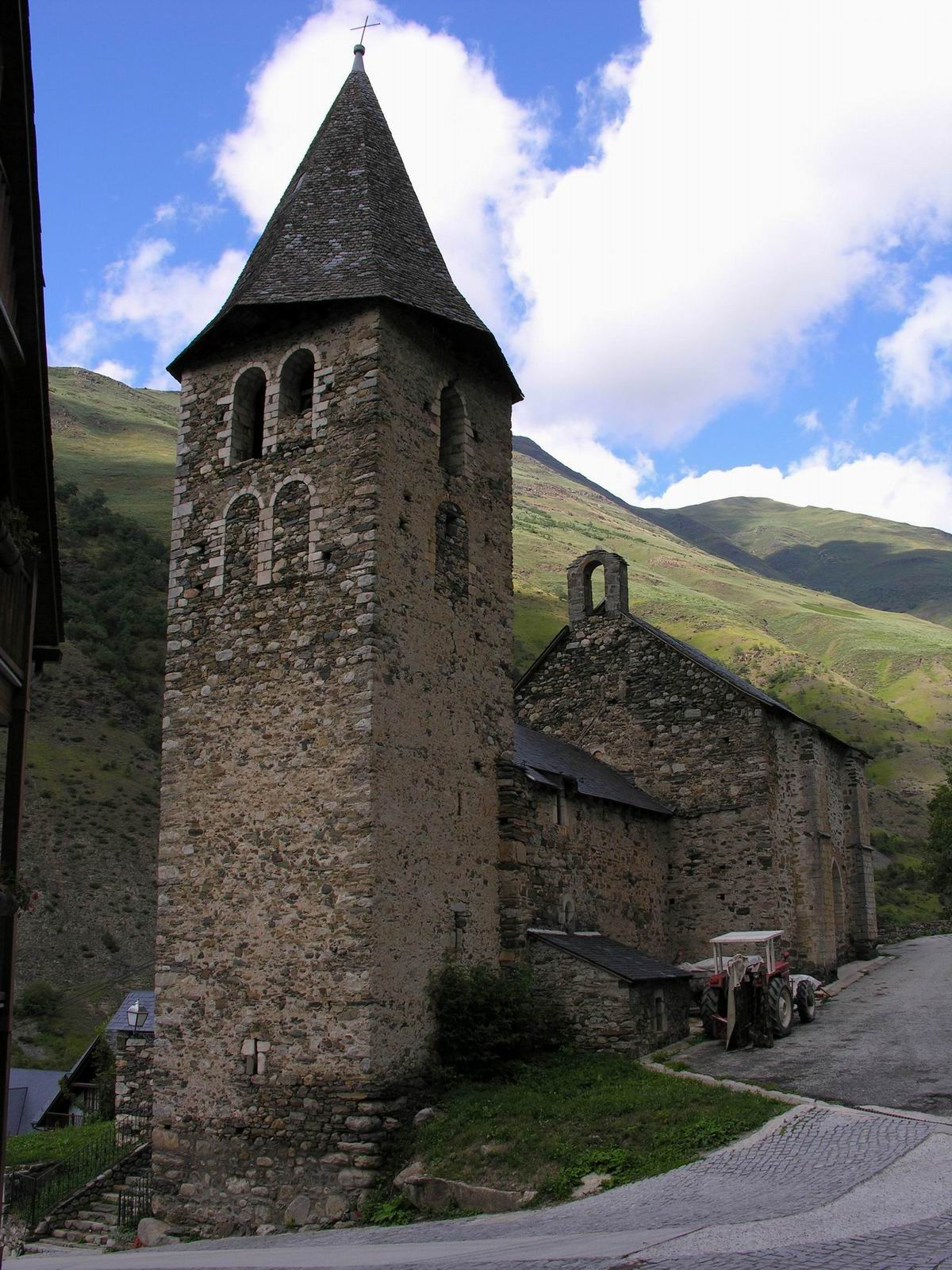
Glèisa de Sant Pèir (Escunhau).

### La Bourgogne

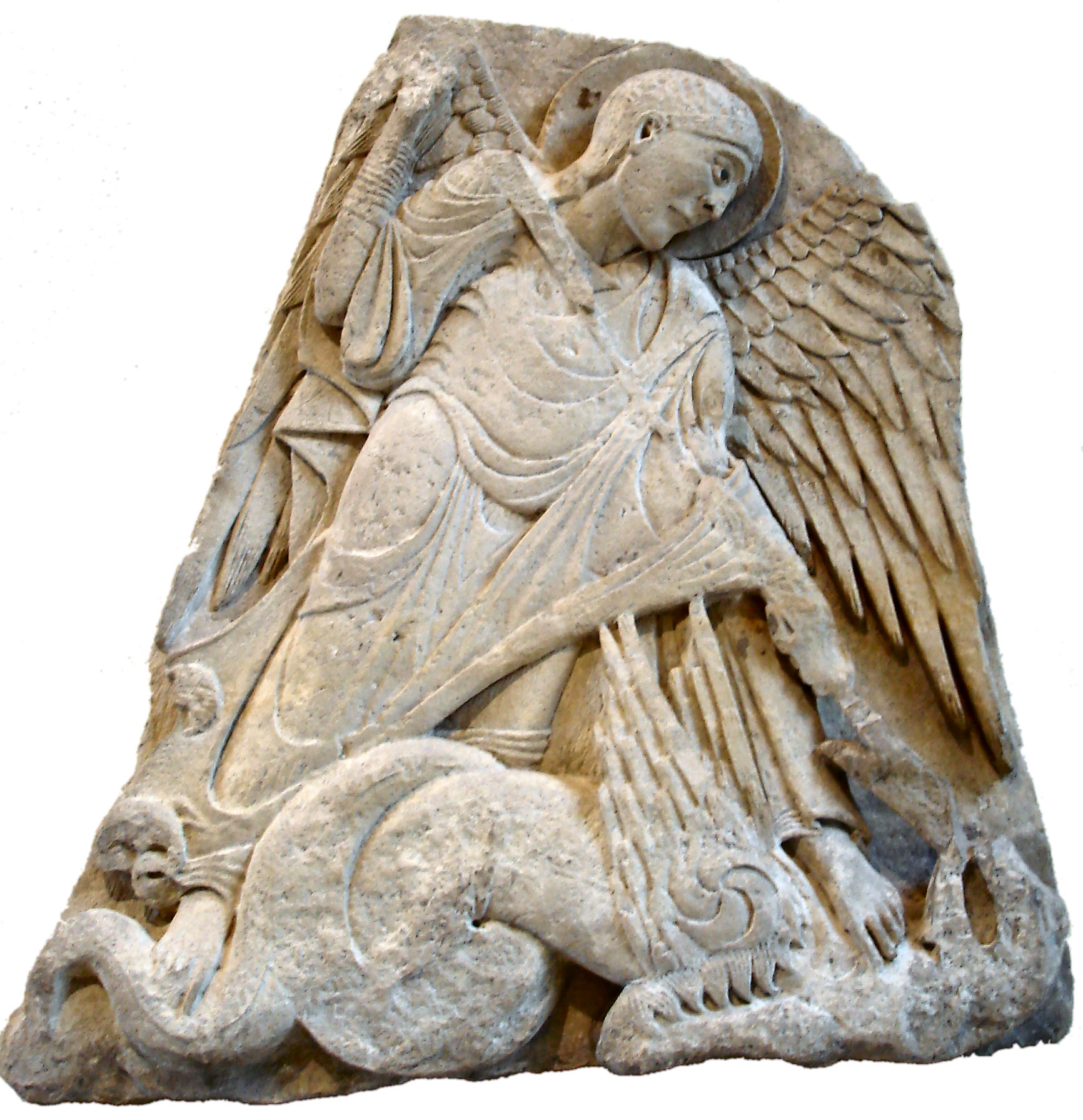
Saint Michel terrassant le dragon, Bourgogne, XIIe siècle, musée du Louvre.

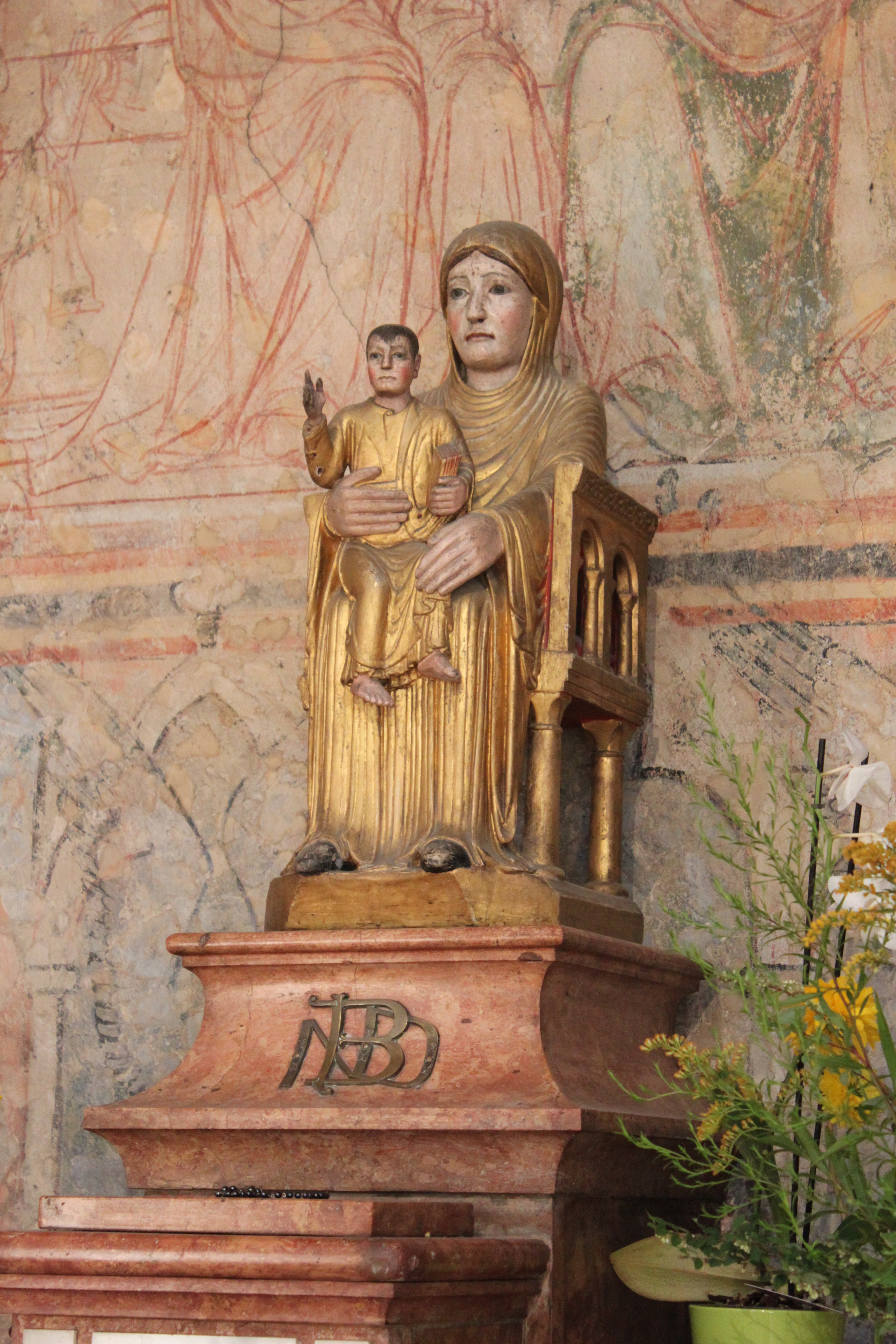
Vierge à l'Enfant, Tournus, abbaye Saint-Philibert.

L'art roman s'est développé en Bourgogne en relation avec l'essor des centres monastiques. Le rôle de Cluny en premier lieu explique le nombre important d'édifices romans dans cette région.
Les cathédrales et les églises abbatiales ont des dimensions importantes. Les bâtiments monastiques ont des plans complexes, surtout à Cluny où l'ensemble est agrandi plusieurs fois par des ajouts successifs. L'abbatiale Cluny II (960-981) a servi de modèle à bien des édifices romans bourguignons.
La décoration murale, le voûtement et la massivité des édifices témoignent d'influences méridionales.
L'abbaye de Cîteaux avait sûrement une phase romane, mais « l'église nouvelle », commencée en 1160, peut déjà avoir été gothique. Les dessins d'Étienne Martellange (1613) et Pierre Brissart (1674) présentent architecture gothique, et le seul édifice d'haute qualité conservé, la bibliothèque, est un œuvre gothique – de brique.
Principaux sites romans :
- cathédrale Saint-Lazare d'Autun
- abbaye Saint-Philibert de Tournus
- abbaye de Cluny
- basilique de Paray-le-Monial
- abbaye Sainte-Marie-Madeleine de Vézelay
- basilique Saint-Andoche de Saulieu
- abbaye de Fontenay
- abbaye Saint-Bénigne de Dijon
- abbaye de Charlieu

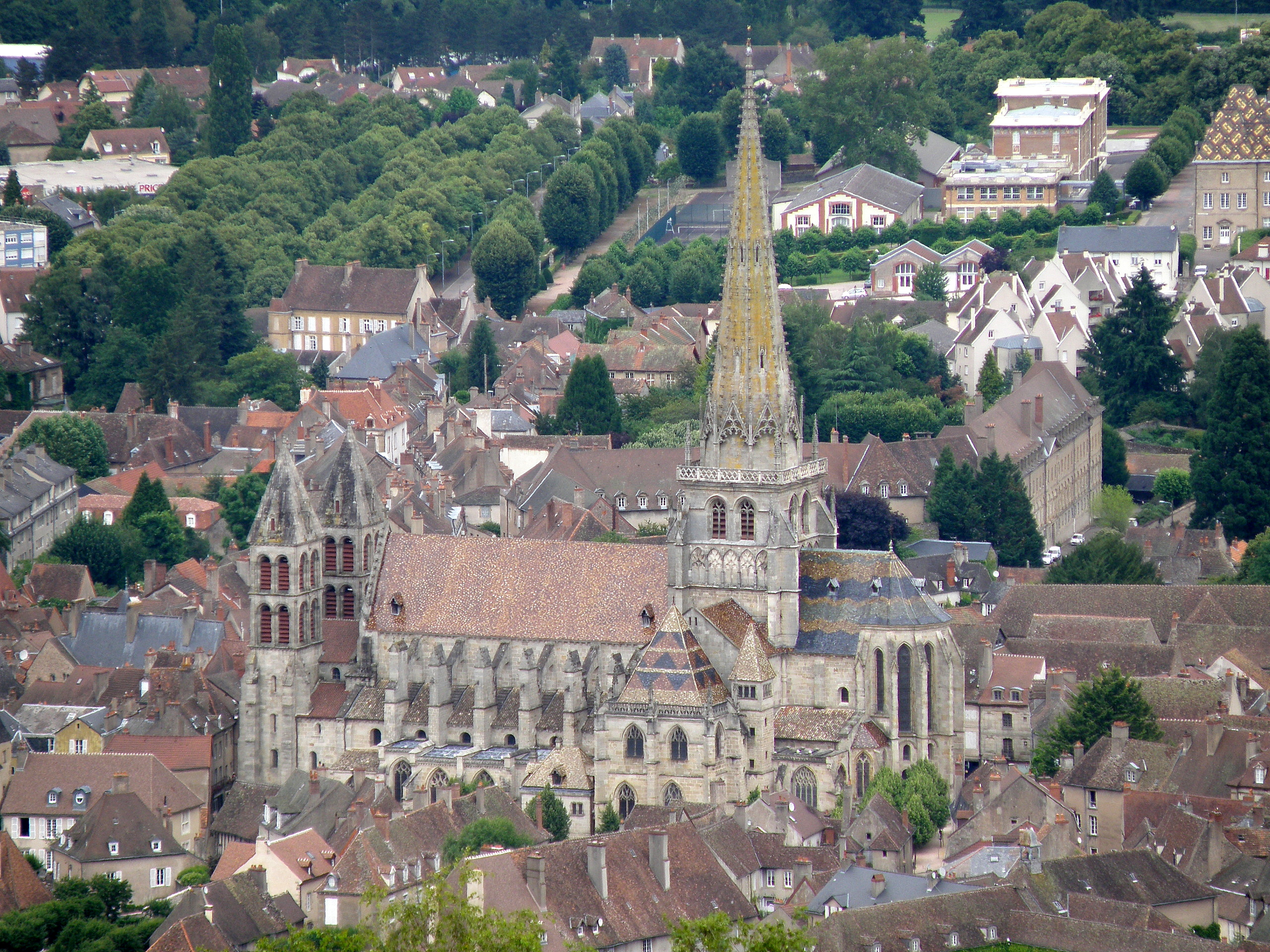
Cathédrale d'Autun, nef romane et additions gothiques (clocher, partie haute du chevet et autres).
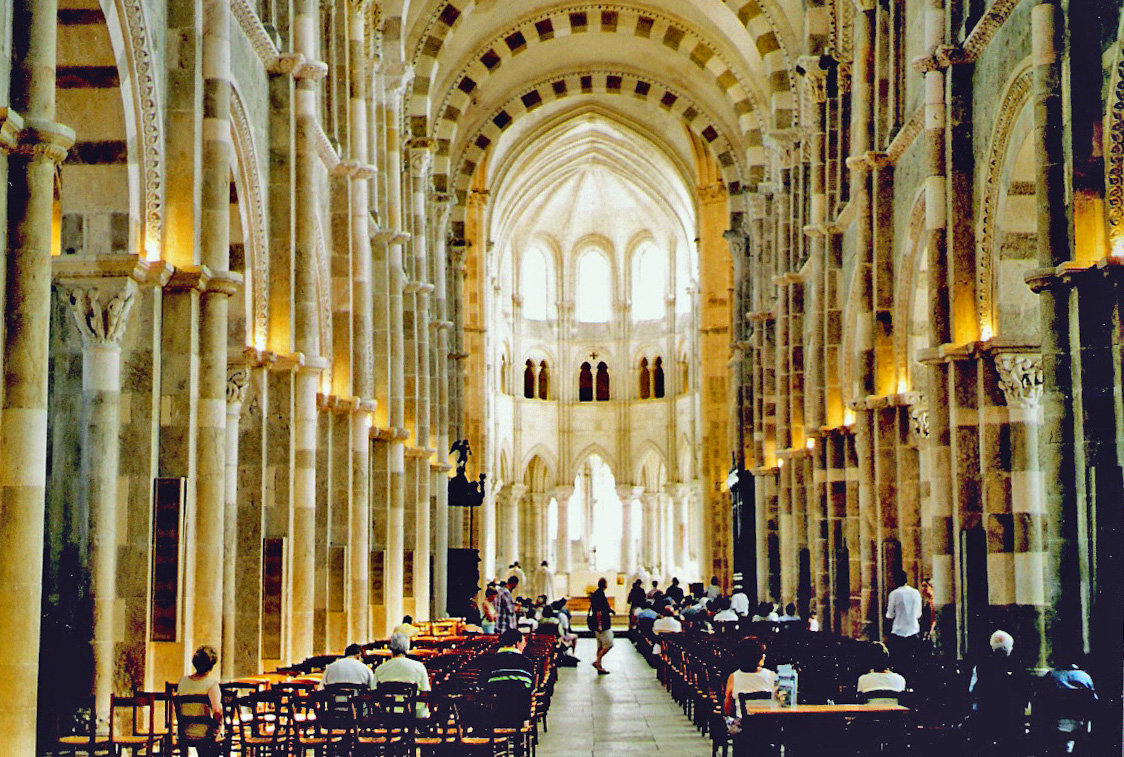
Sainte Madeleine Vézelay, nef et déambulatoire romanes, chœur et transept actuelles 1185–1215 du gothique primitif.
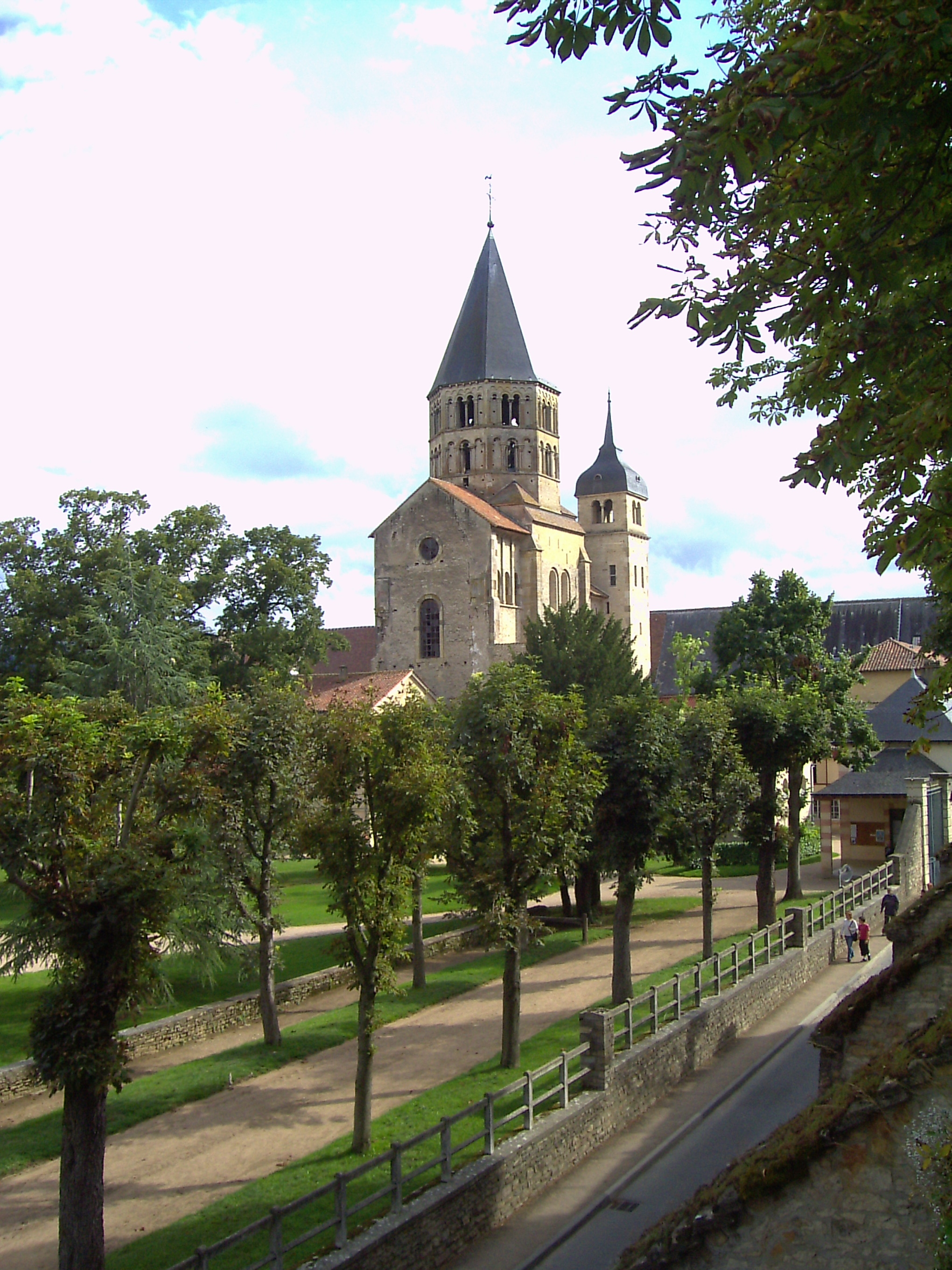
Clocher de Cluny.
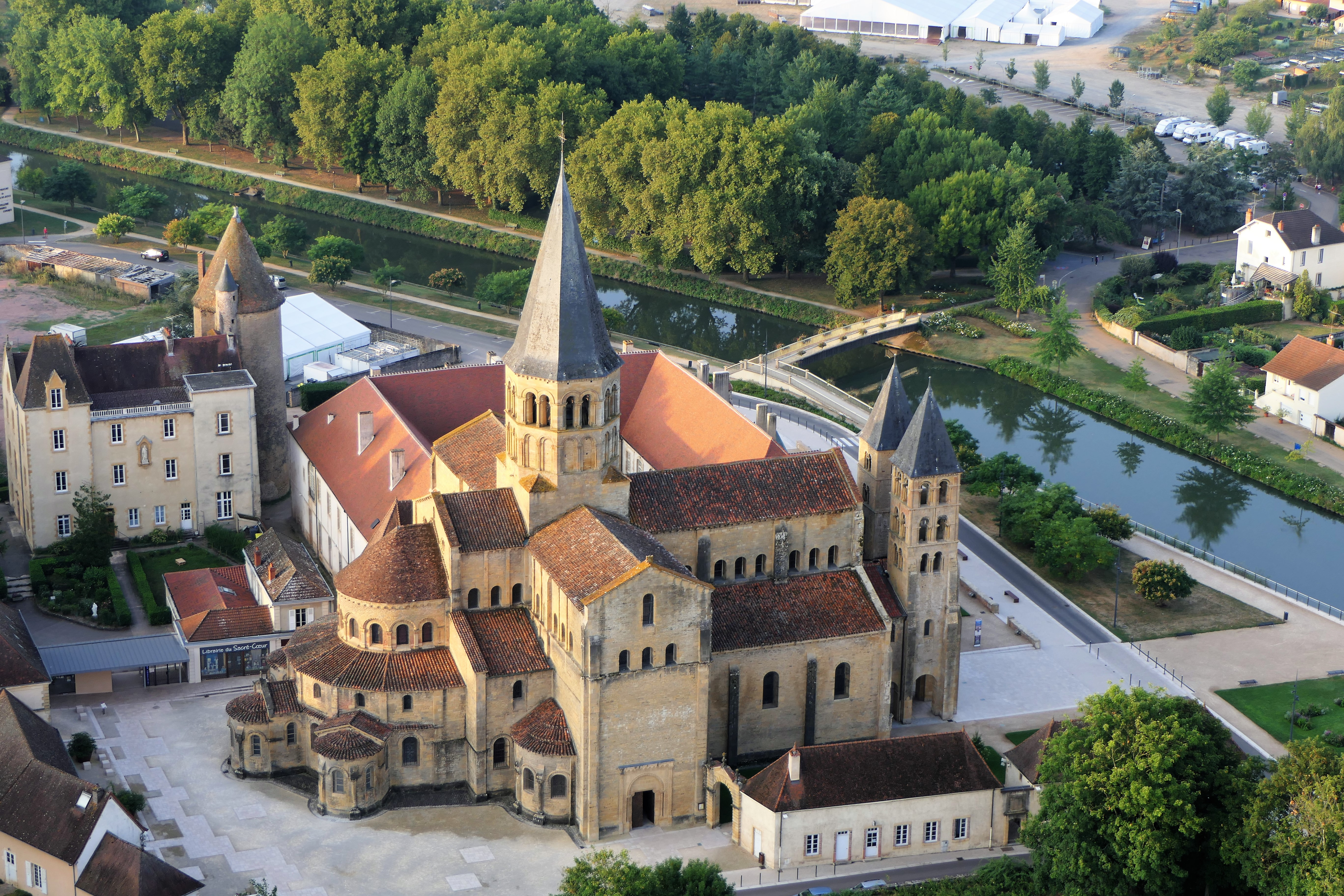
Basilique Paray-le-Monial.

### La Normandie

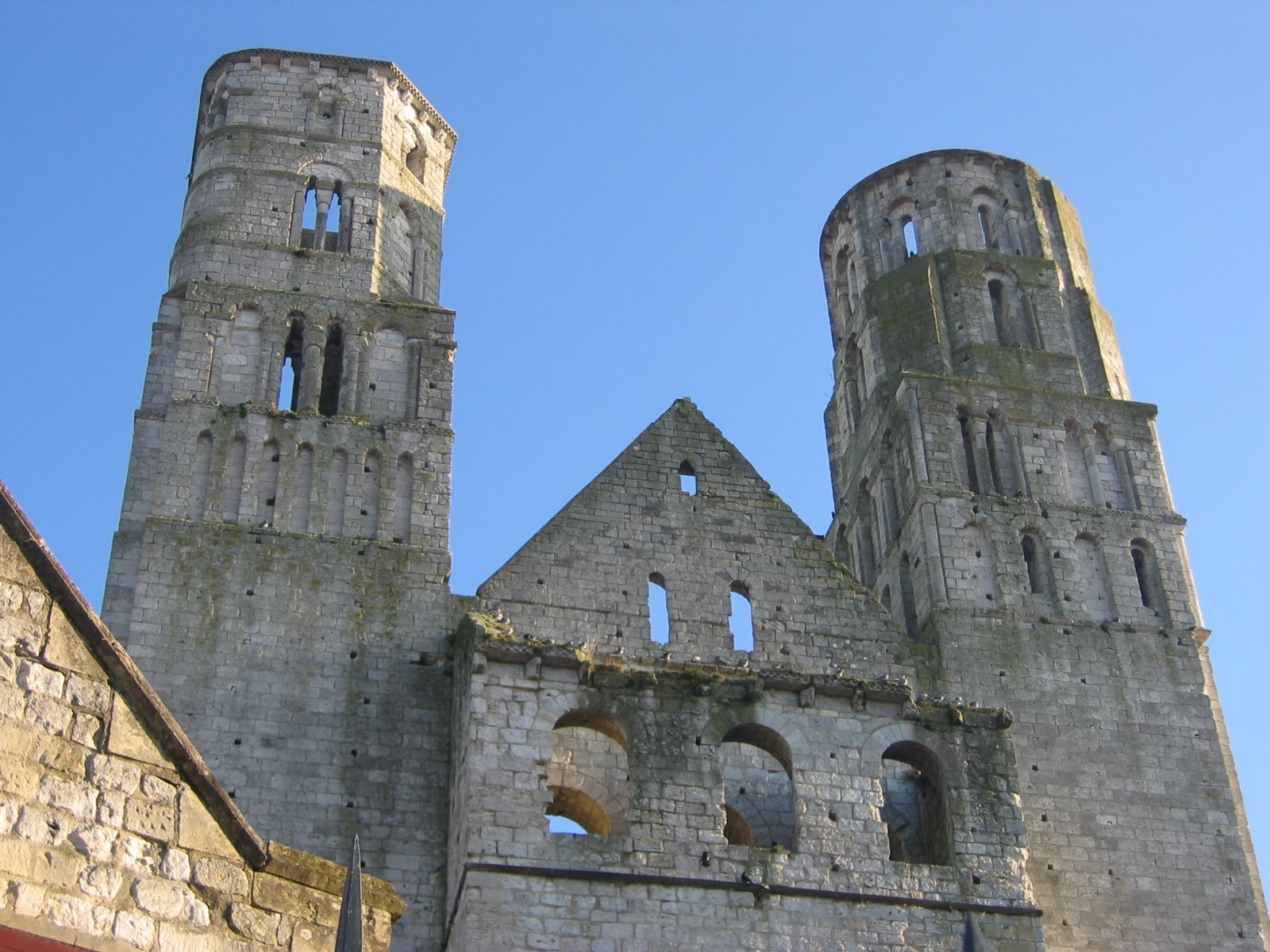
Tours de la façade de l'abbatiale de Jumièges, Seine-Maritime.

Pour le contexte, voir Histoire de la Normandie.
Les principaux sites romans : abbaye Saint-Georges de Boscherville, abbaye aux Hommes (Caen), abbaye aux Dames (Caen), abbaye de Jumièges, nef de l'église abbatiale du Mont-Saint-Michel, abbatiale de Bernay (Eure, l'une des plus anciennes), église Saint-Pierre de Thaon (Calvados).
Le développement de l'art roman en Normandie bénéficie d'un contexte favorable : le duc tient fermement sa principauté et la Normandie ne connaît pas l'anarchie féodale qui règne dans d'autres provinces. La croissance économique et démographique créent les conditions d'un essor architectural fécond et original. Les ducs eux-mêmes favorisent la construction de nouveaux édifices religieux. Ainsi, Richard Ier fait reconstruire l’église abbatiale à Fécamp. Mais c’est Richard II qui fit venir Guillaume de Volpiano pour ranimer la vie de l’abbaye, selon la règle bénédictine. Robert le Magnifique fonda Cerisy en 1032. Guillaume le Conquérant fait élever l'abbaye aux Hommes à Caen (1063-1077). Au XIe siècle, les Normands s'installent en Sicile et exportent leur art qui finit par se mêler à d'autres influences, arabes et byzantines.
Le roman normand se distingue par plusieurs caractéristiques :
- des façades symétriques (façades harmoniques) (abbatiale Saint-Étienne, abbaye aux Dames, abbatiale Saint-Georges de Boscherville) ;
- des tours surmontées de flèches (abbatiale Saint-Étienne, Jumièges, Saint-Georges de Boscherville) ;
- des tours-lanternes se dressent au-dessus de la croisée du transept (Jumièges, abbatiale Saint-Étienne) ;
- des collatéraux en voûtes d'arêtes ;
- une galerie de circulation à la base des fenêtres hautes ;
- le caractère précoce (vers 1100[57]) de l'apparition de la croisée d'ogives, qui annonce le style gothique ;
- aucun tympan historié sur les grands édifices[58] ;
- la sculpture romane normande s'exprime sur les chapiteaux et les modillons ; à partir du début du XIIe siècle, la décoration sculptée n'est que géométrique et abstraite.

Les monastères normands ont produit beaucoup de manuscrits enluminés au cours de la période romane : les principaux centres sont le Mont-Saint-Michel, Fécamp, Jumièges et Le Bec ; les manuscrits reprennent la tradition carolingienne agrémentée d'influences anglo-saxonnes, surtout après la conquête de 1066. La tapisserie de Bayeux a été réalisée en Angleterre par des Anglo-saxons.
Comme les autres régions, l'art normand s'enrichit d'influences diverses (art ottonien, bourguignon, etc.). L'Italien Guillaume de Volpiano dirige le chantier de l'abbaye de Fécamp au début du XIe siècle.

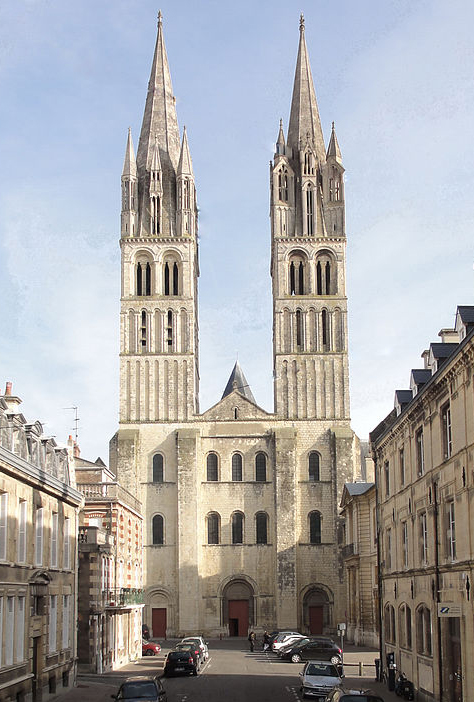
Façade de l'Abbatiale Saint-Étienne de Caen, Calvados.
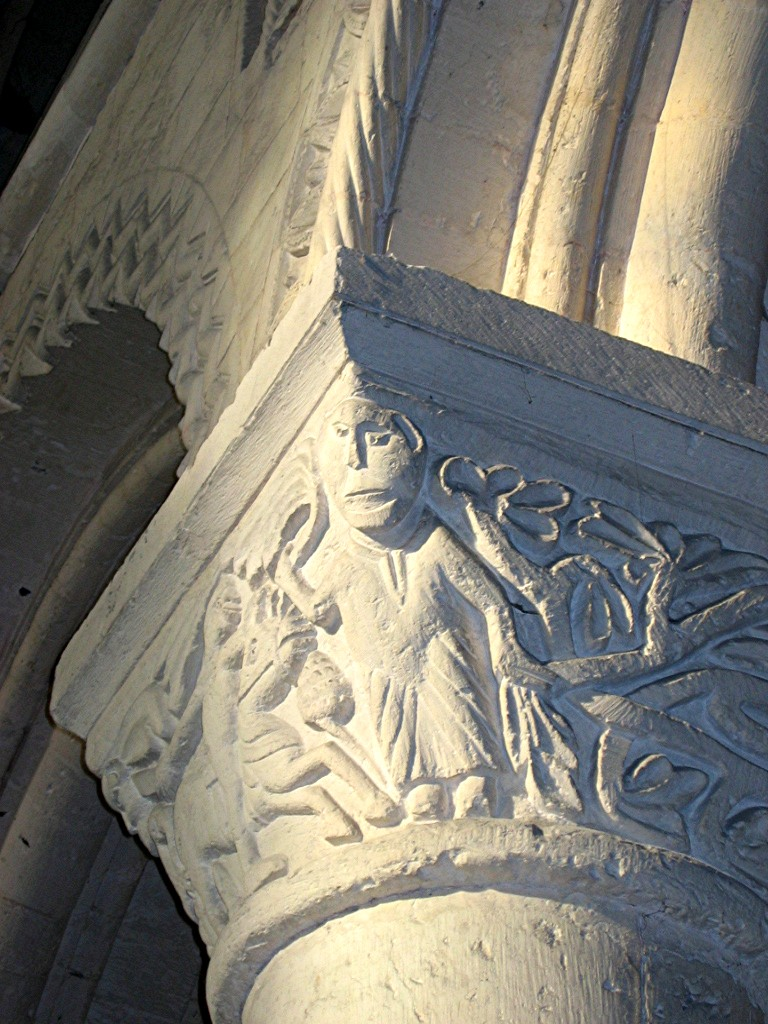
Chapiteau roman de l'abbatiale Saint-Georges de Boscherville, Seine-Maritime.

### L'Auvergne
Sites romans en Auvergne : basilique Notre-Dame-du-Port (Clermont-Ferrand) ; église Saint-Austremoine d'Issoire; église de Saint-Nectaire ; basilique Notre-Dame d'Orcival ; église Notre-Dame de Saint-Saturnin ; abbaye de Mozac (bien que celle-ci ait perdu son massif barlong à la suite de tremblements de terre au XVe siècle, elle est considérée comme une ancienne église romane majeure).
L'architecture de la cathédrale Notre-Dame du Puy est marquée par différentes influences :
- byzantine par les différentes fresques et dans leurs dispositions.
- maure traduite par les mosaïques de pierre (cloître), les arcs outrepassés et les arcs polylobés.
- copte dans les détails décoratifs peints.

Les caractères de Notre-Dame du Puy se retrouvent dans de nombreux édifices religieux régionaux comme l'église Saint-Michel d'Aiguilhe.

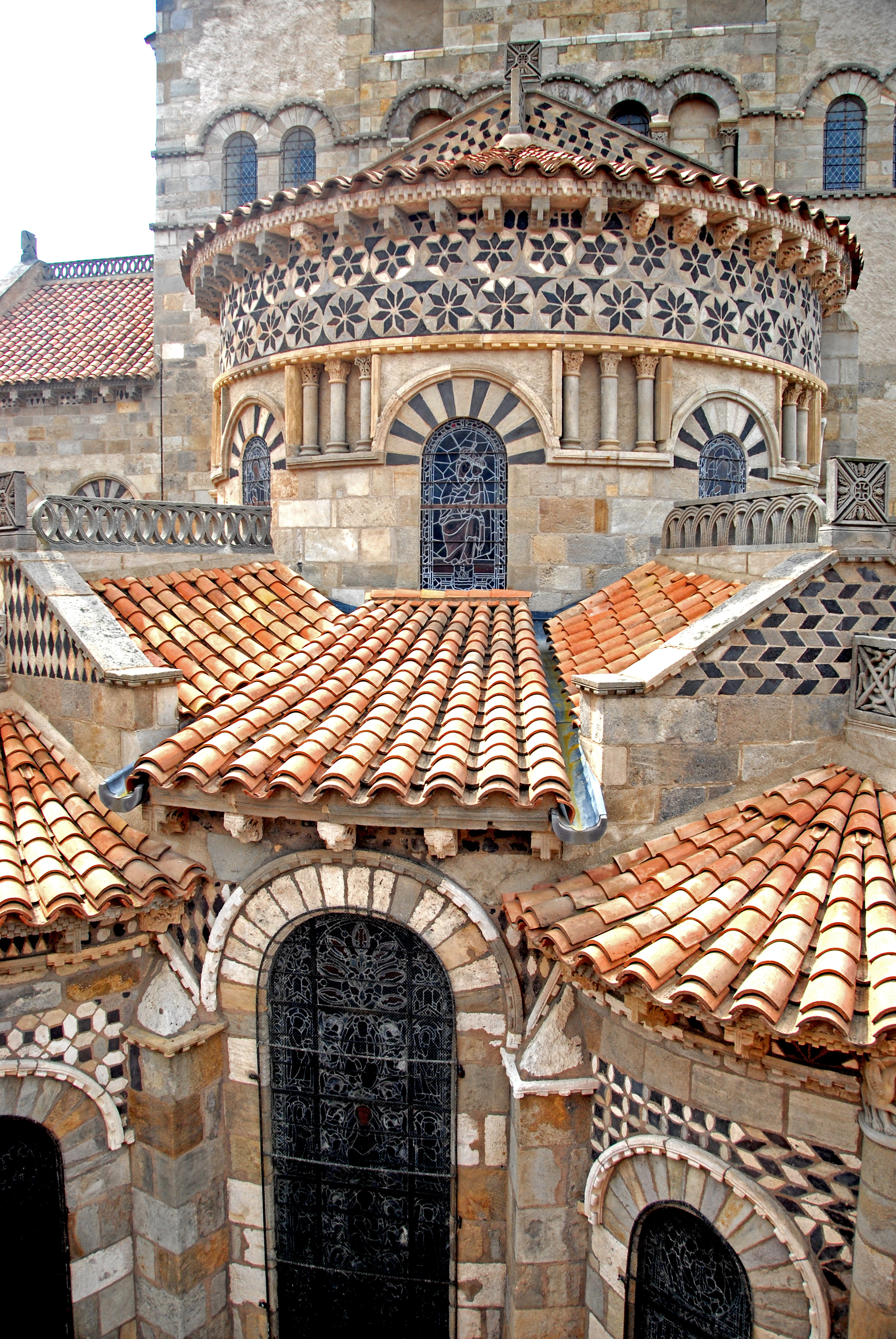
Notre-Dame-du-Port, Clermont-Ferrand. Le chevet avec ses mosaïques.
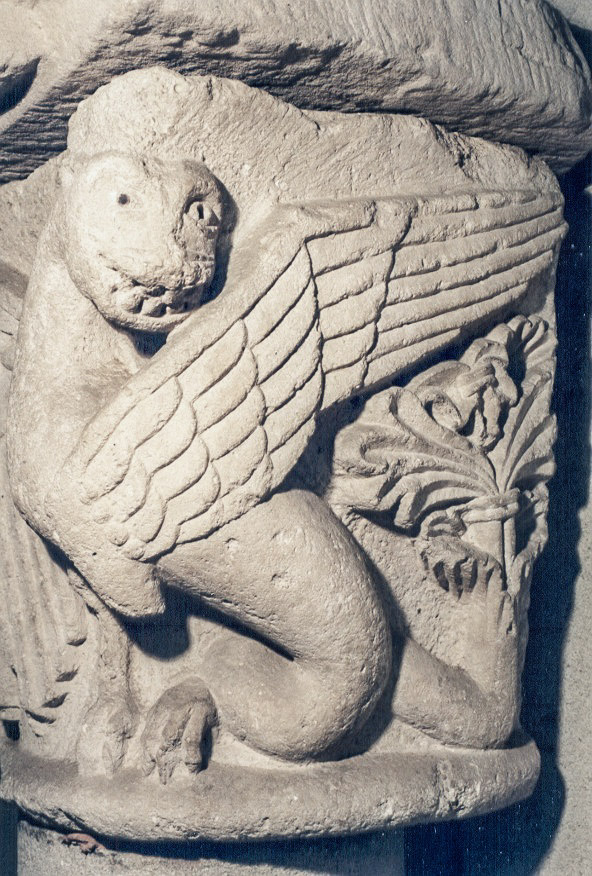
Chapiteau de l'abbaye de Mozac.
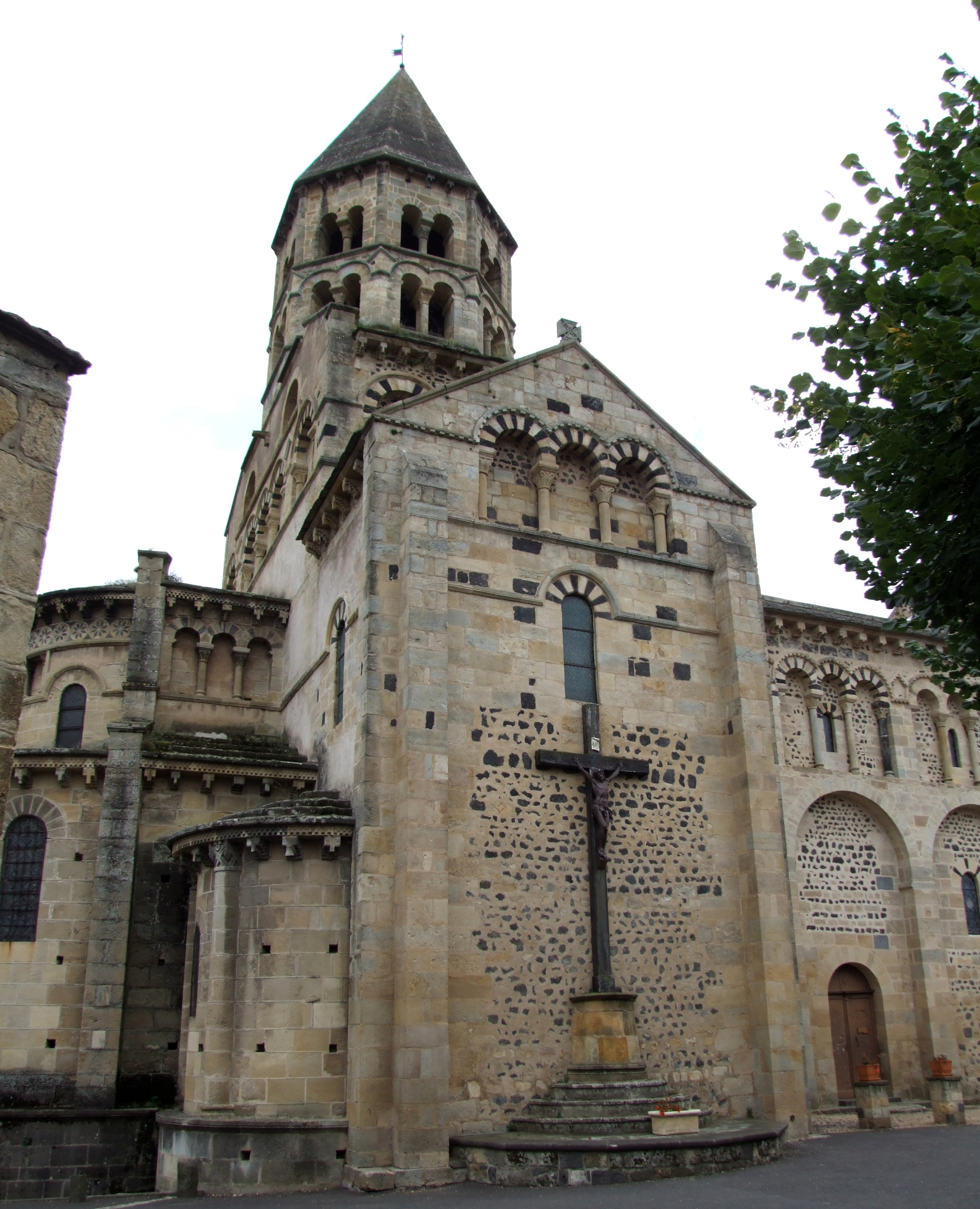
Église Notre-Dame de Saint-Saturnin.
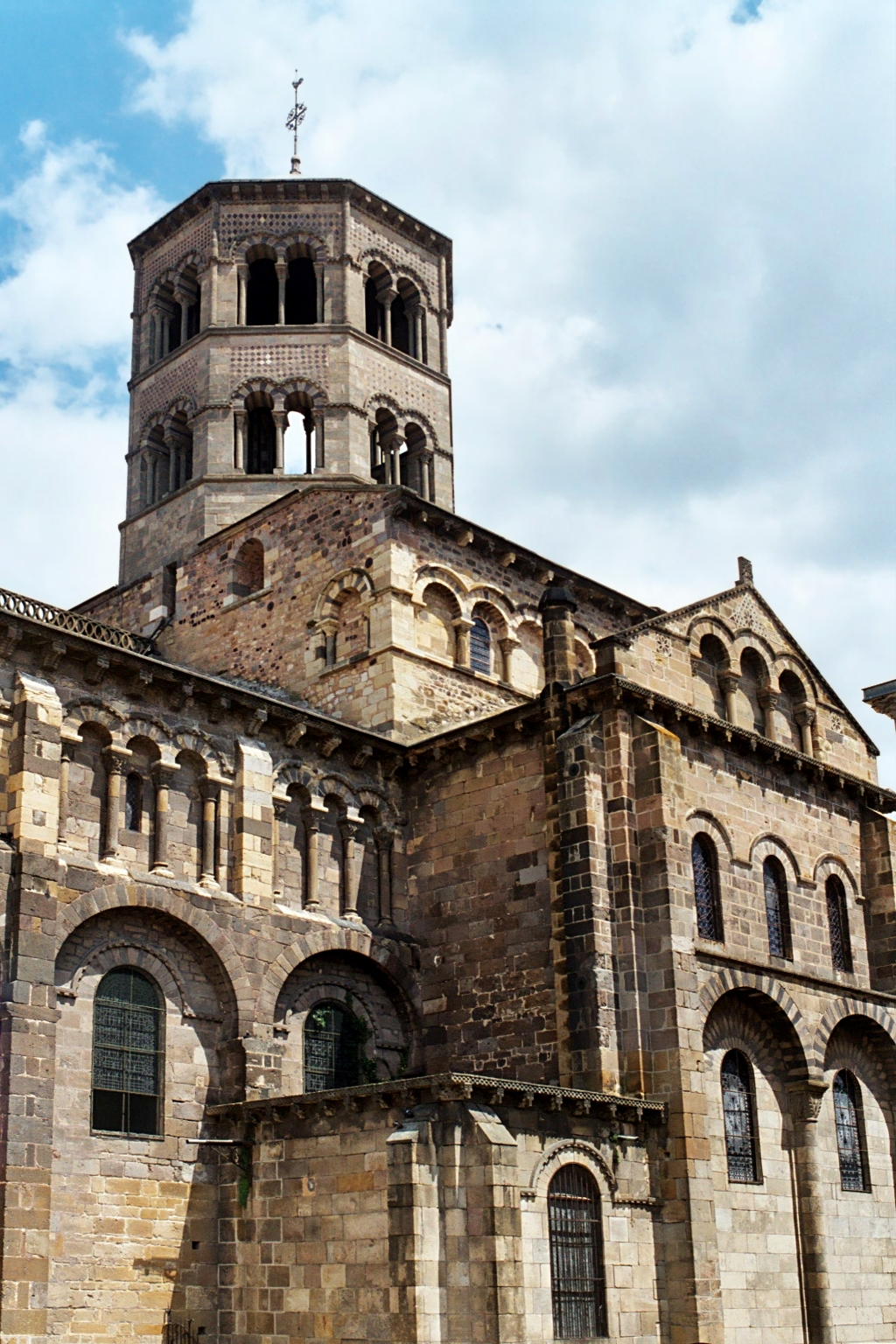
Église Saint-Austremoine d'Issoire.
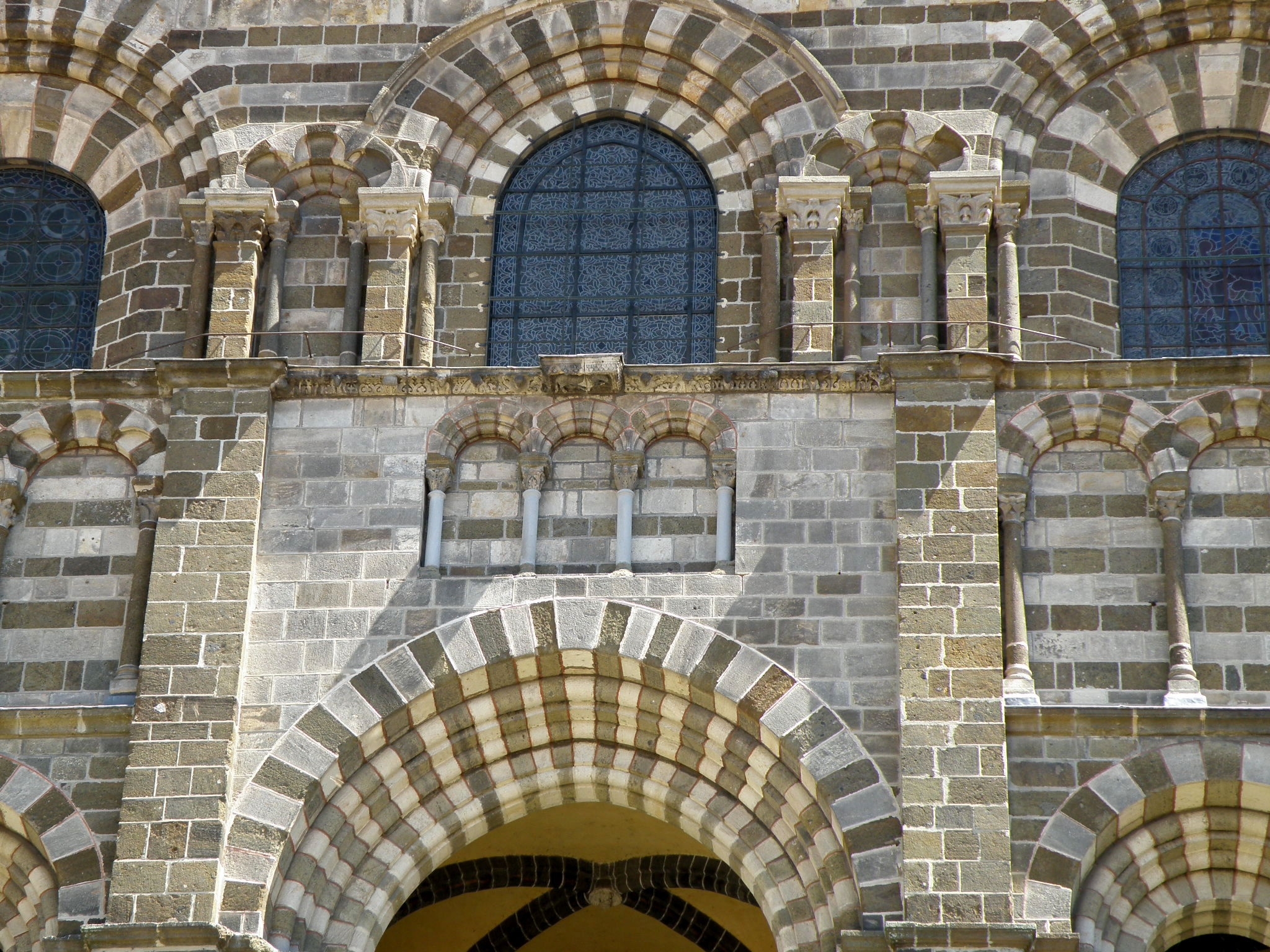
Notre-Dame du Puy-en-Velay. Façade occidentale.
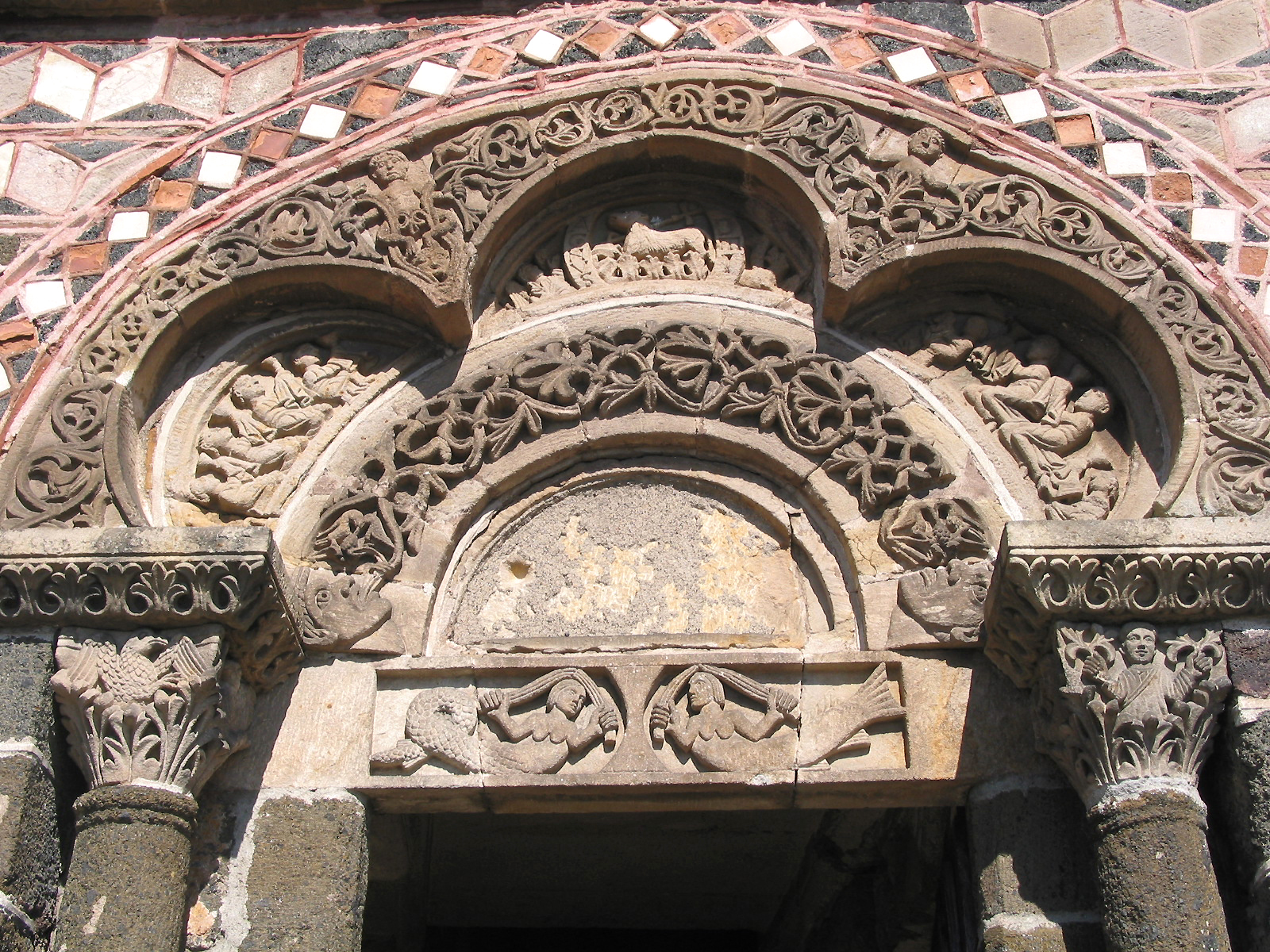
Église Saint-Michel d'Aiguilhe. Arc polylobé.

### Le bassin ligérien

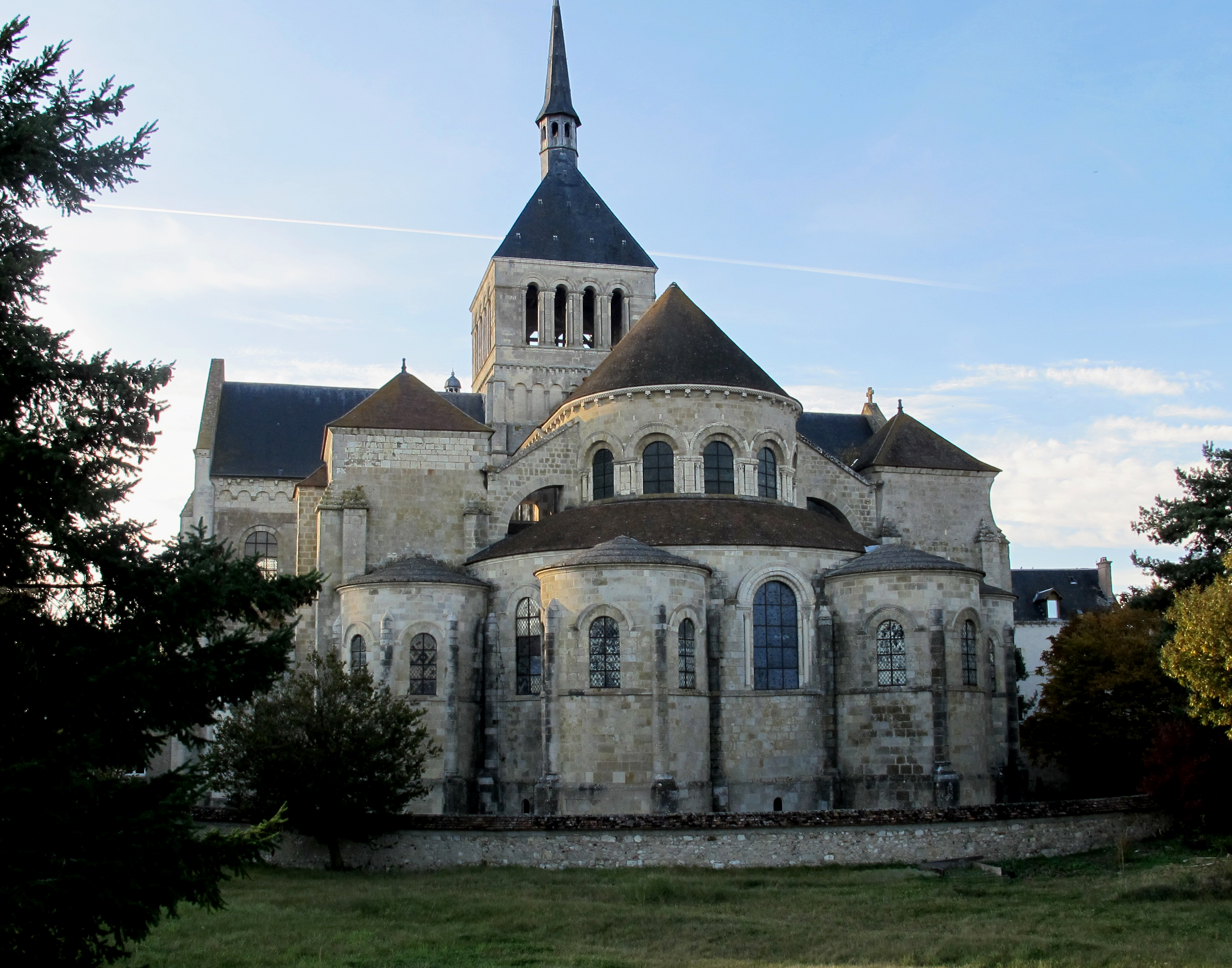
Saint-Benoît-sur-Loire.

Sites romans du bassin de la Loire :
- Abbaye de Saint-Benoît-sur-Loire : La plupart est romane, mais le Claire-voie et les voûtes de la nef sont gothiques.
- Église Notre-Dame de Cunault, église-halle, art roman sauf les trois travées plus occidentales (du Gothique angevin)
- Abbaye Notre-Dame de Fontevraud – Les coupoles sans nervures sur la nef marquent la veille du Gothique angevin (Eugène Viollet-le-Duc : « style ogival Plantagenet »)[60]
- Basilique Saint-Martin de Tours
- Abbatiale Saint-Pierre de Méobecq.

### Le Poitou
L'architecture romane poitevine se caractérise fréquemment par l'absence de tympan ainsi que par des décorations à motif géométrique ou végétal autour des portes ; les églises sont souvent de type « halle » : les collatéraux ont la même hauteur que le vaisseau central.
Dès le Xe siècle, l’architecture romane expérimente de nouvelles techniques de construction qui font merveille dans les sanctuaires régionaux jalonnant les chemins de Saint-Jacques-de-Compostelle. La sculpture, en particulier, bénéficie pleinement de la plasticité de la pierre calcaire et de la lumière intense, deux atouts indiscutables de la région.
Le Poitou possède un nombre important de fresques romanes, parmi lesquelles se détachent nettement celle du plafond de l'abbaye de Saint-Savin-sur-Gartempe. Reconnues en 1983 par l'UNESCO, André Malraux les considéraient comme la « Chapelle Sixtine de l'art roman ».
En partant vers le sud, et en longeant la vallée de la Gartempe, plusieurs autres édifices remarquables composent la « vallée des fresques ». Il est ainsi possible de découvrir, entre autres l'église Notre-Dame d'Antigny, église Notre-Dame de Montmorillon, la chapelle de Jouhet.
Les départements de la Vienne et des Deux-Sèvres sont parcourus d'édifices romans intéressants, du fait notamment de la position sur les chemins de Compostelle :
- Abbaye de Saint-Savin-sur-Gartempe (Vienne) : église-halle ; connue pour les peintures romanes de son abbatiale
- Église Notre-Dame la Grande de Poitiers : pseudo-basilique ; sa façade sculptée représente de nombreuses scènes bibliques
- Église Saint-Hilaire le Grand, de Poitiers
- Église Saint-Jean de Montierneuf, de Poitiers : base romane, surmontée d'une nef gothique
- Église Saint-Hilaire de Melle (Deux-Sèvres) : église-halle
- Église Saint-Pierre de Melle (Deux-Sèvres) : église-halle
- Église Saint-Pierre de Chauvigny (Vienne)
- Église Saint-Jouin de Marnes (Deux-Sèvres) : Au XIIe siècle les voûtes an berceau de la nef et du déambulatoire sont remplacées par voûtes angevines, et chapelles rayonnantes du même style sont ajoutées.
- Église Saint-Nicolas de Civray (Vienne)
- Abbaye Saint-Pierre d'Airvault (Deux-Sèvres)
- Église Saint-Gervais-Saint-Protais de Civaux (Vienne)
- Abbaye Saint-Junien de Nouaillé-Maupertuis (Vienne)
- Abbaye Saint-Benoît de Quinçay (Vienne)

La ville de Poitiers compte en son sein un grand nombre de témoignages romans. Mais au-delà des grandes villes, c'est la quasi-totalité des villages qui comporte un édifice roman.

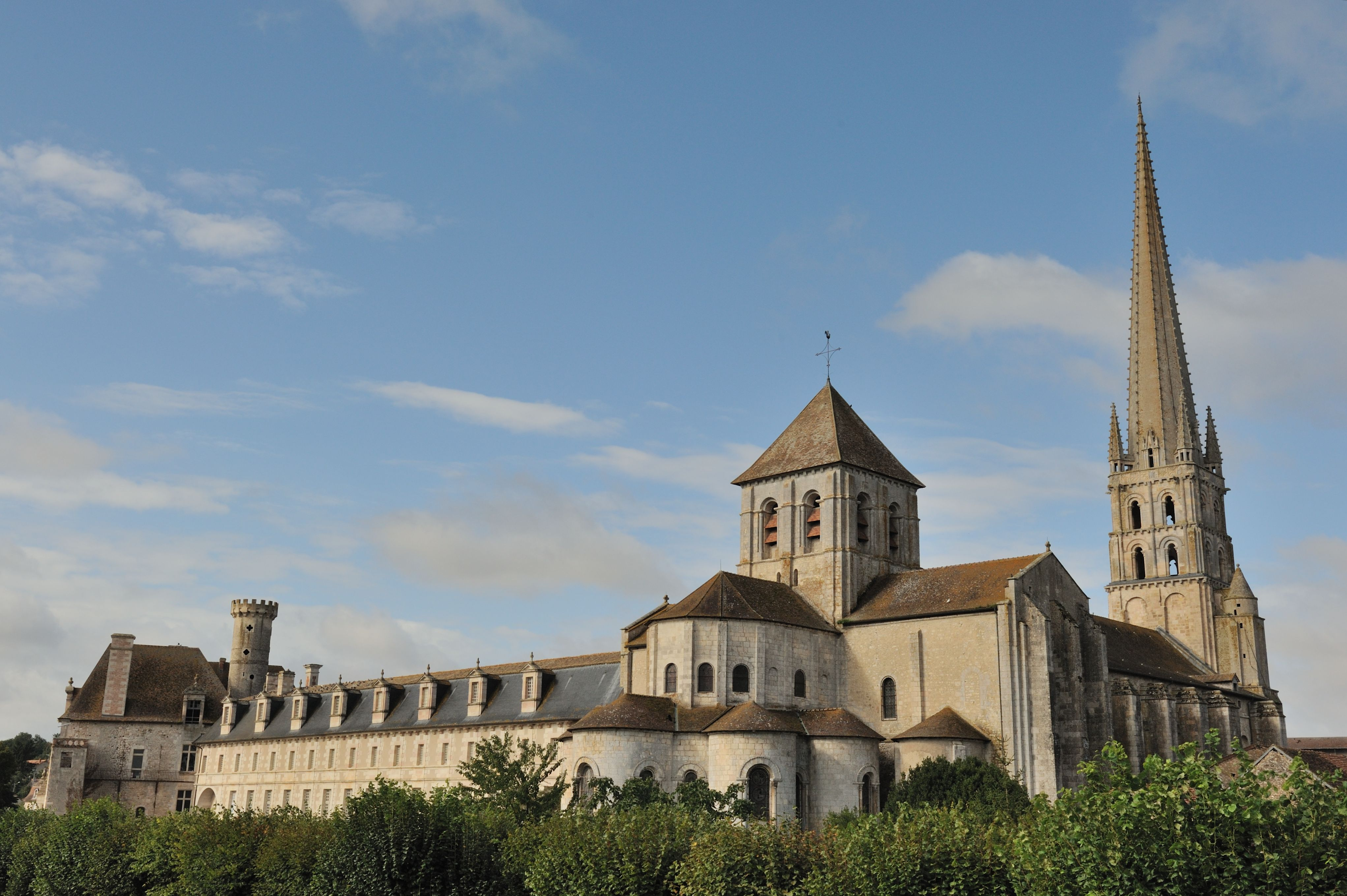
Abbaye de Saint-Savin (Vienne).
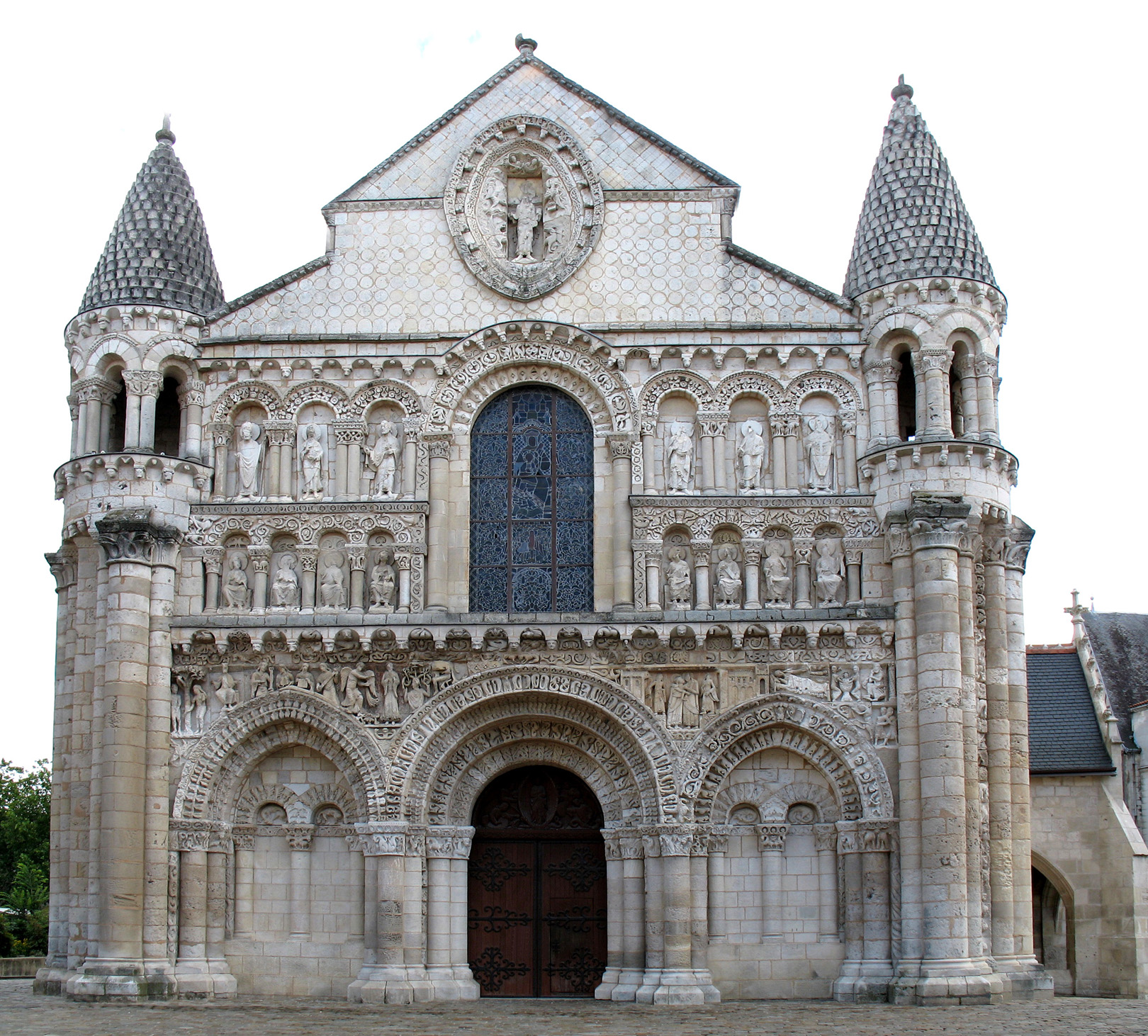
Église Notre-Dame la Grande de Poitiers (Vienne).
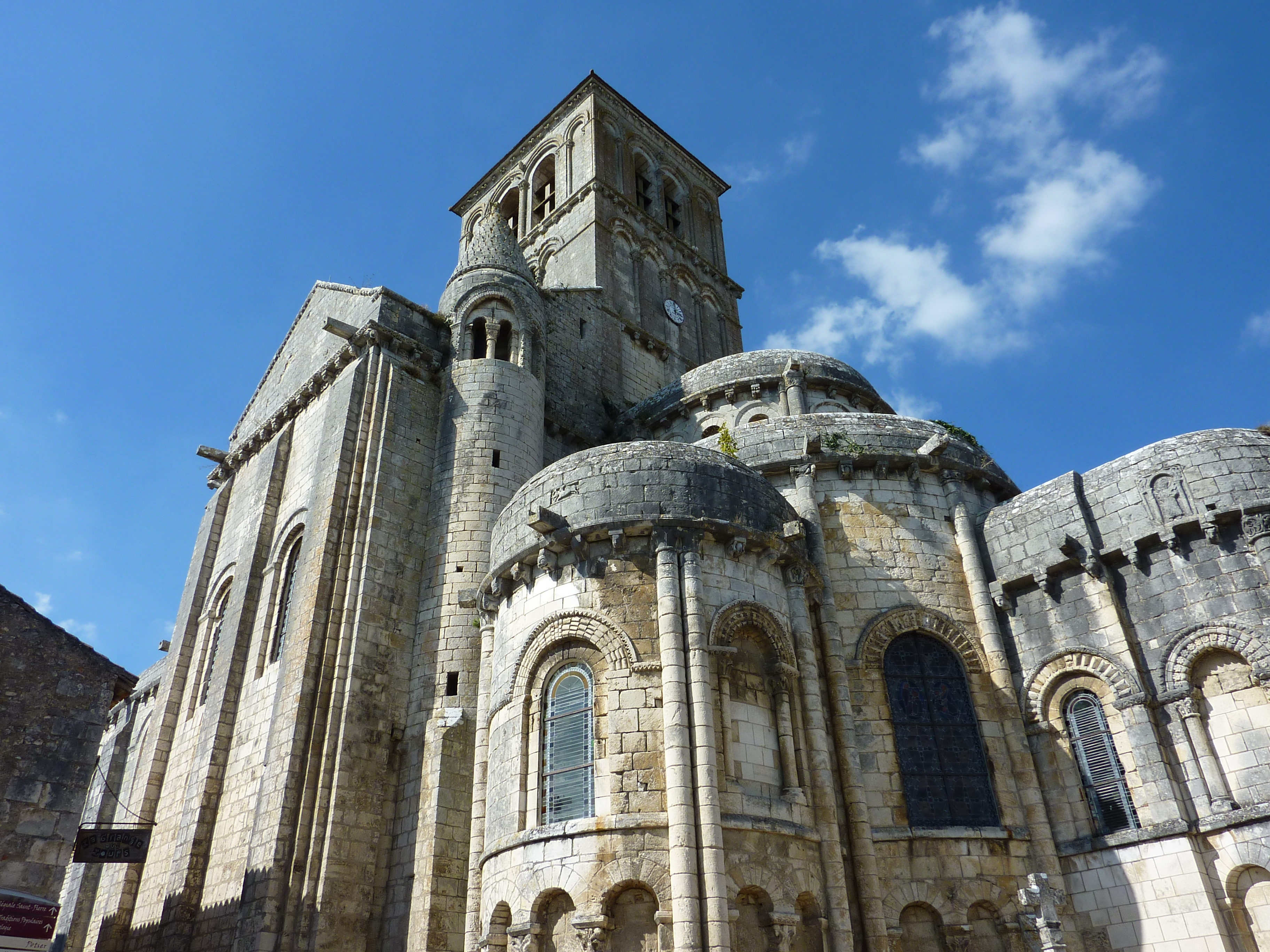
Église Saint-Pierre de Chauvigny (Vienne).
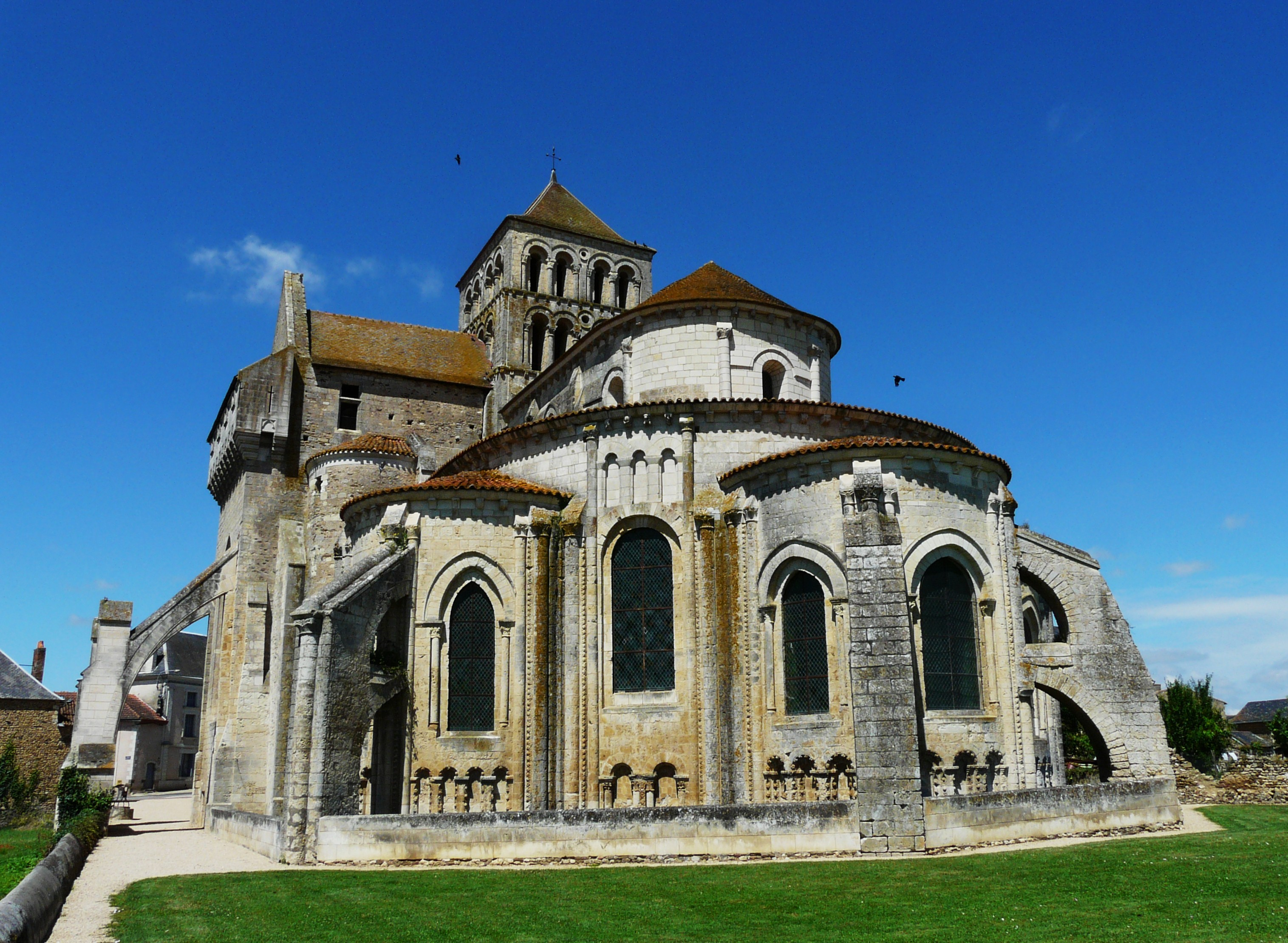
Église de Saint-Jouin-de-Marnes (Deux-Sèvres), avec chapelles et quelques voûtes du gothique angevin.

### L'Angoumois et la Saintonge
En allant vers le sud, le long de la façade Atlantique, les régions d'Angoumois, Saintonge et d'Aunis (actuels départements de la Charente et Charente-Maritime) recèlent de nombreux trésors architecturaux de l'art roman saintongeais.

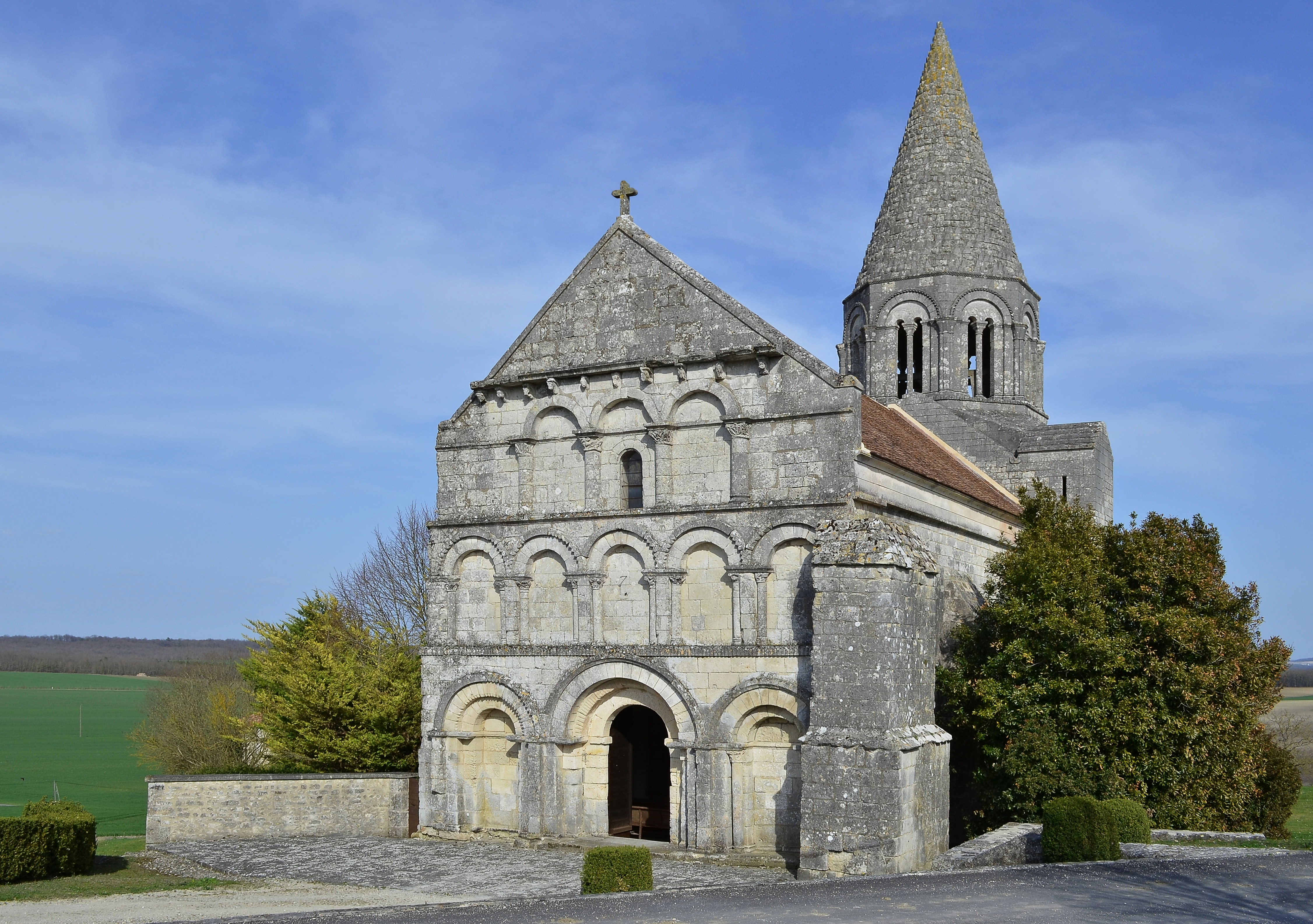
Église Saint-Cybard de Plassac.
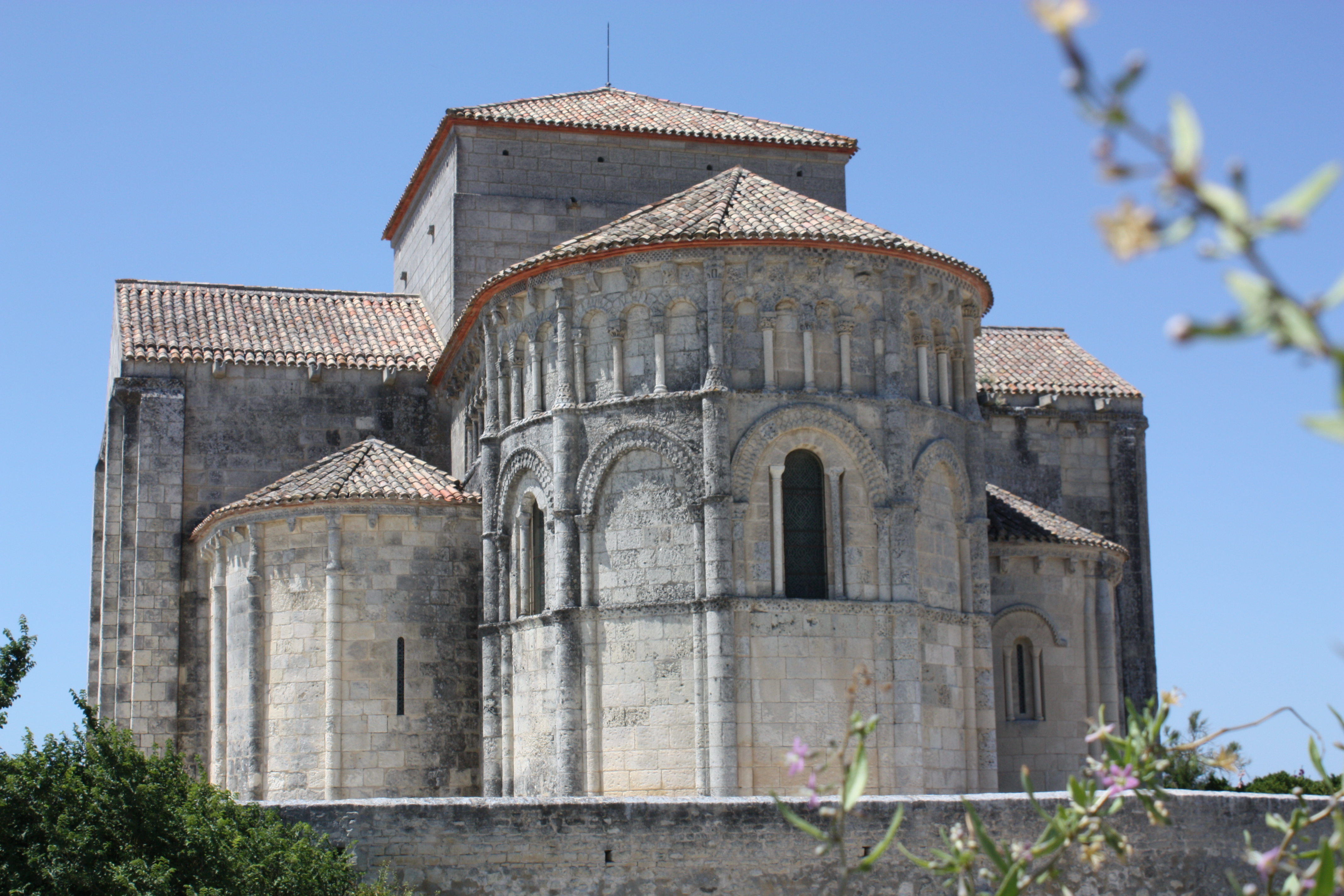
Église Sainte-Radegonde à Talmont-sur-Gironde.

### La Provence

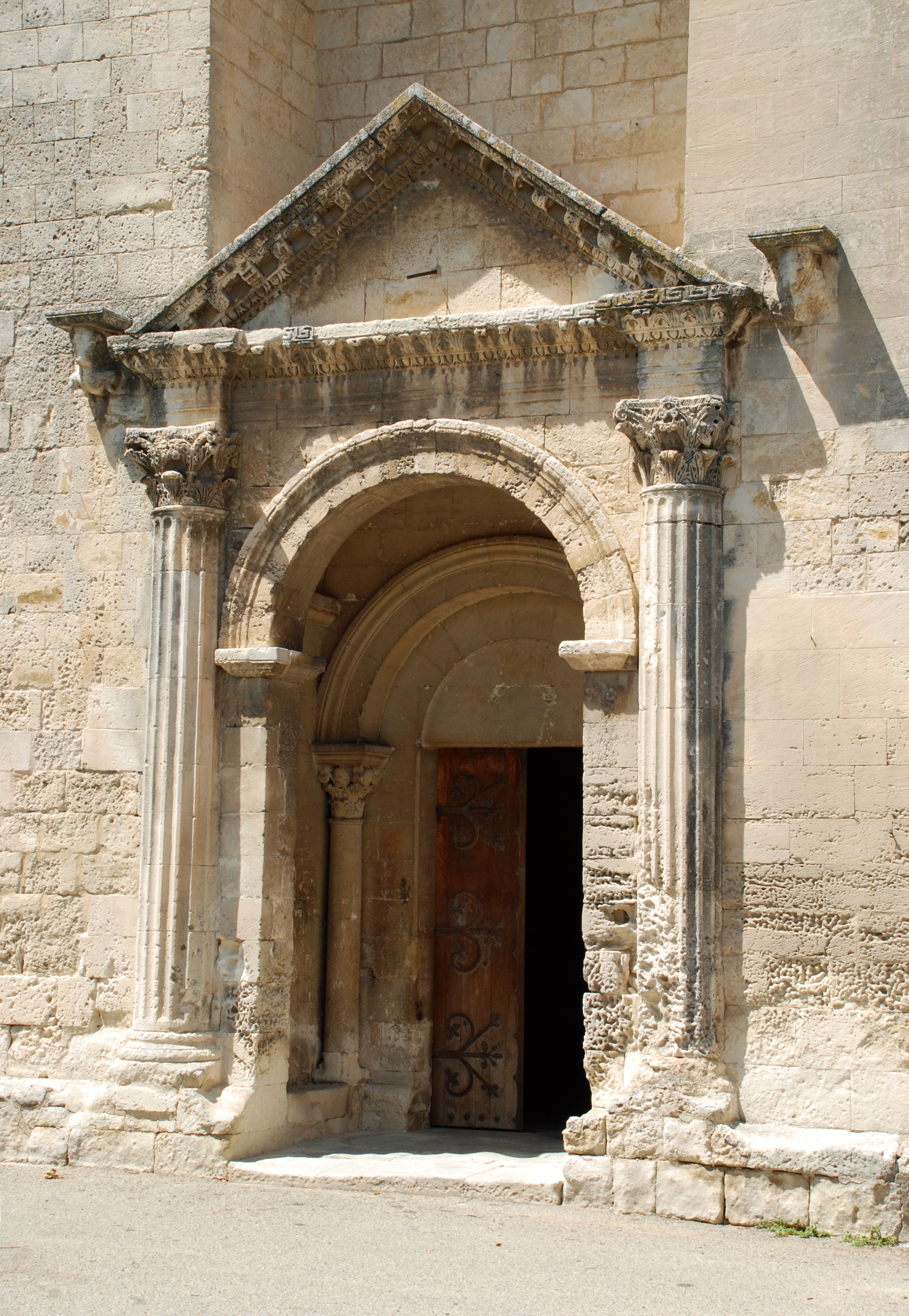
Église de Saint-Restitut, portail à l'antique.

La Provence possède, comme l'Auvergne, le Poitou et la Bourgogne, beaucoup d'édifices romans dont certains figurent parmi les plus célèbres de France.
L'art roman provençal présente comme particularité d'être fortement influencé par l'antiquité romaine par le biais des nombreux vestiges romains subsistant en Provence.
Il a emprunté de nombreuses caractéristiques stylistiques à l'architecture de l'antiquité romaine :
- porches évoquant un arc de triomphe ;
- frontons triangulaires ;
- entablements à l'antique constitué d'une architrave, d'une frise et d'une corniche ;
- colonnes cannelées ;
- pilastres cannelés ;
- chapiteaux à feuilles d'acanthe ;
- divers types de frises ornant corniches, nefs, voussures de portail, oculi, bas-reliefs, etc. ;
  - frises de feuilles d'acanthe ;
  - frises de rinceaux ;
  - frises de palmettes ;
  - frises de grecques (variante de la frise de méandres) ;
  - frises d'oves ;
- bas-reliefs ornés de rinceaux.

La Provence compte également trois abbayes cisterciennes (appelées les « trois sœurs provençales ») qui illustrent à merveille l'art cistercien :
- abbaye de Sénanque
- abbaye de Silvacane
- abbaye du Thoronet

### L'Italie et les influences byzantines et orientales (Vénétie, Pouilles et Sicile)

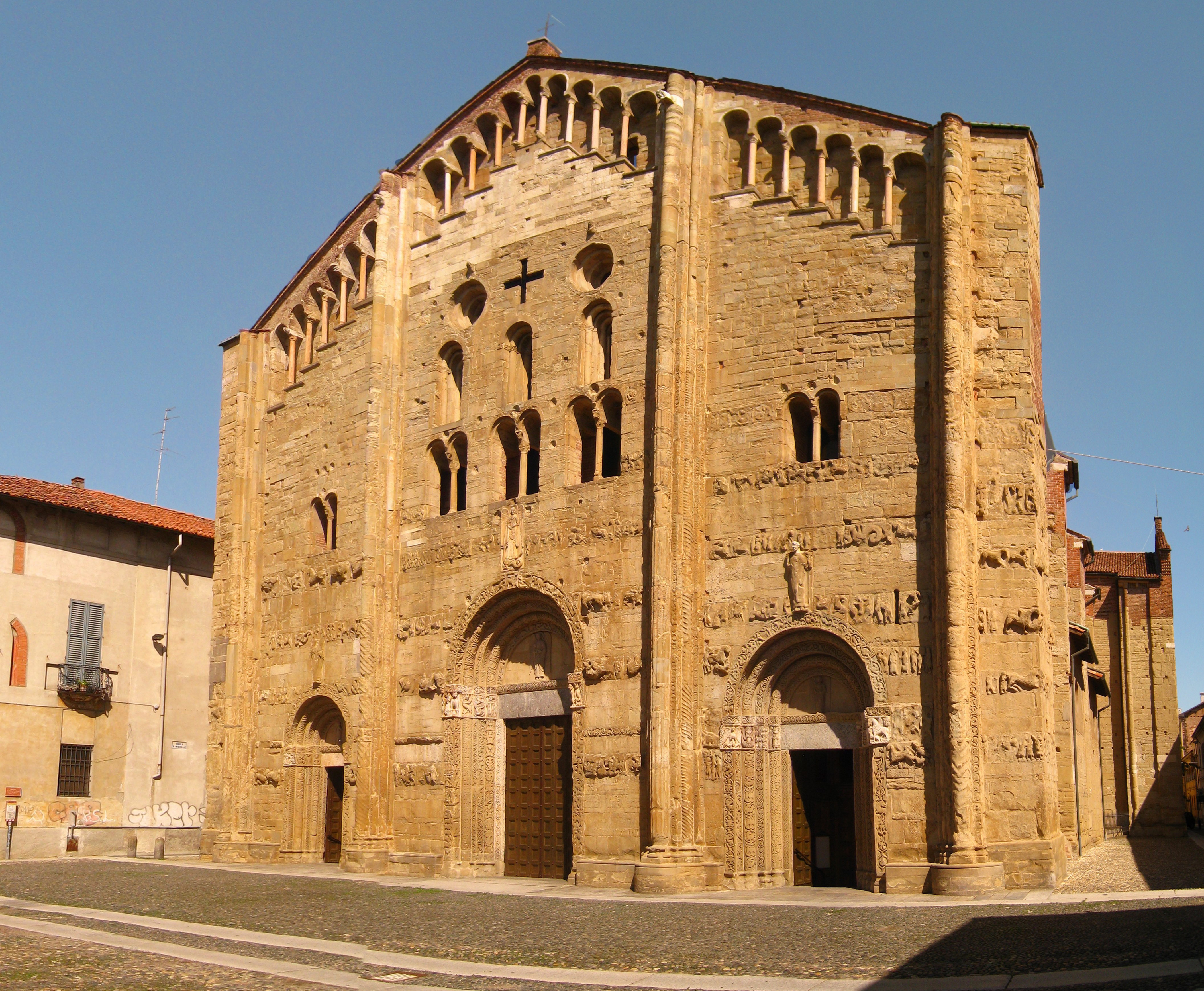
San Michele Maggiore à Pavie.

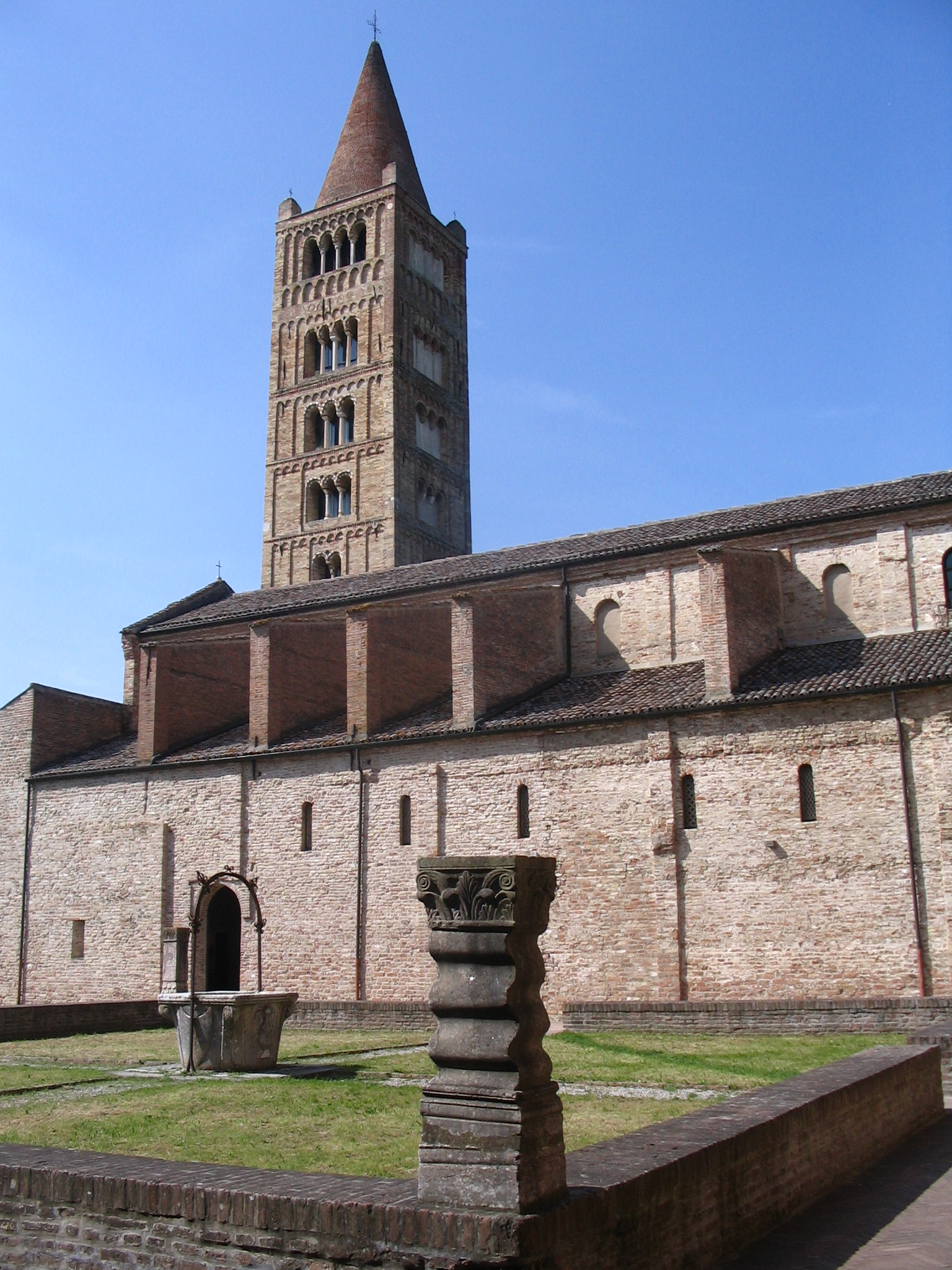
L'abbaye de Pomposa.

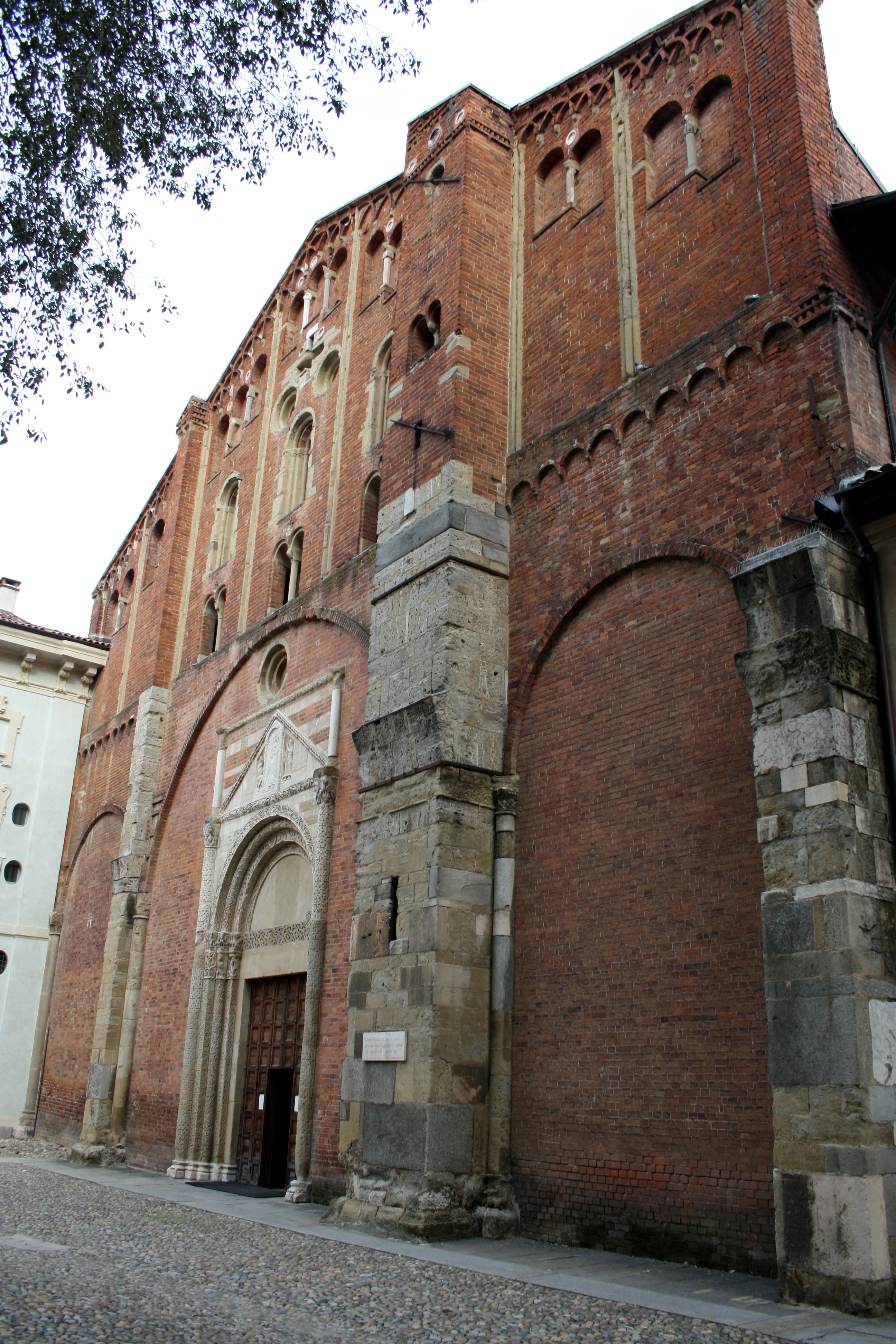
San Pietro in Ciel d'Oro à Pavie.

En Italie, l'héritage classique et paléochrétien se ressent profondément. L'art préroman, création originale dont est issu le style lombard, s'est étendu par la suite à d'autres régions comme la Catalogne ou la Provence. Les édifices romans italiens se distinguent par leur style somptueux et décoratif, et aussi par leur clarté structurelle. Aussi, la maçonnerie de brique de la plaine padane donna l'exemple à l'architecture de briques du nord.

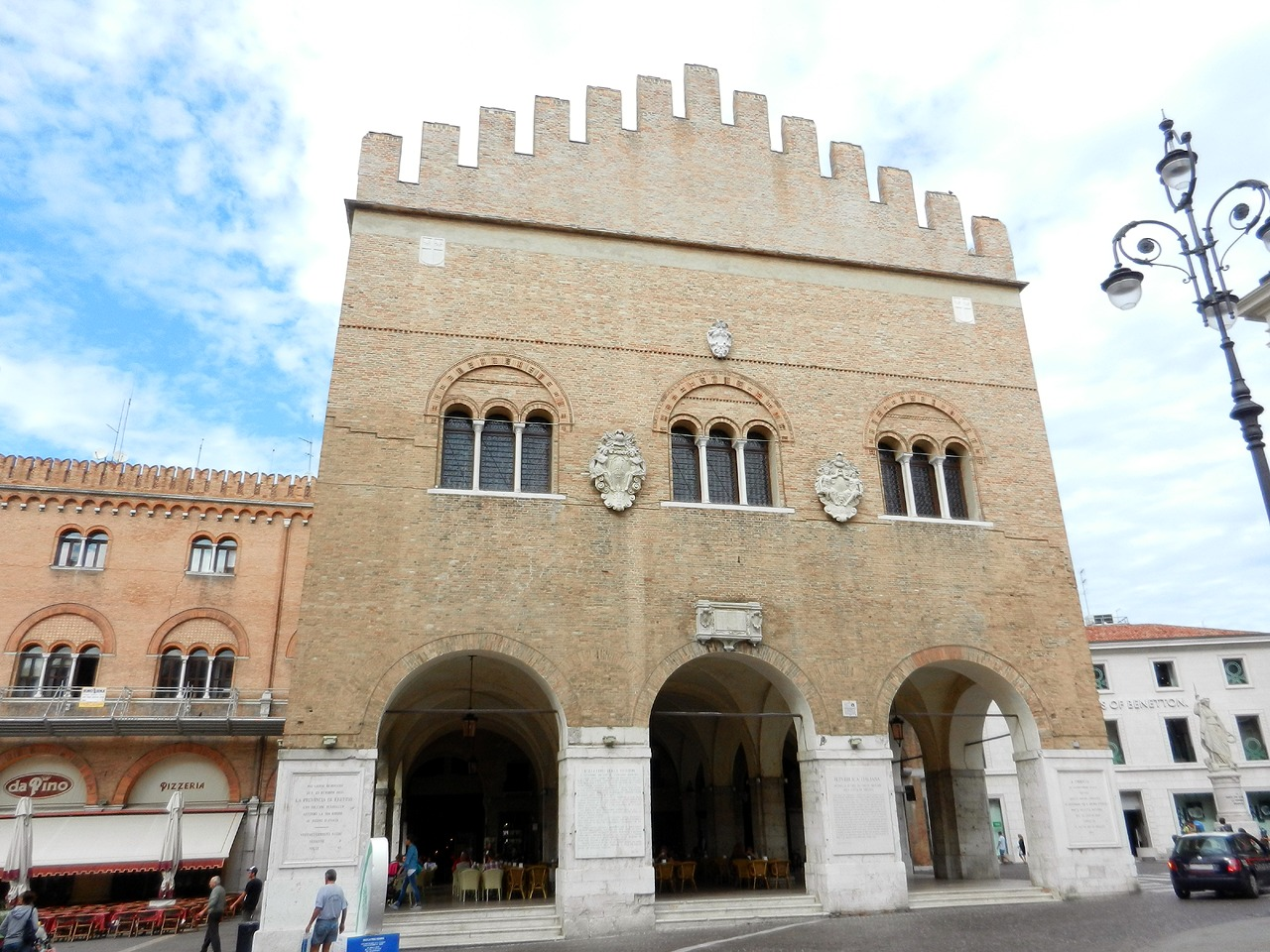
Palazzo dei Trecento à Trévise.

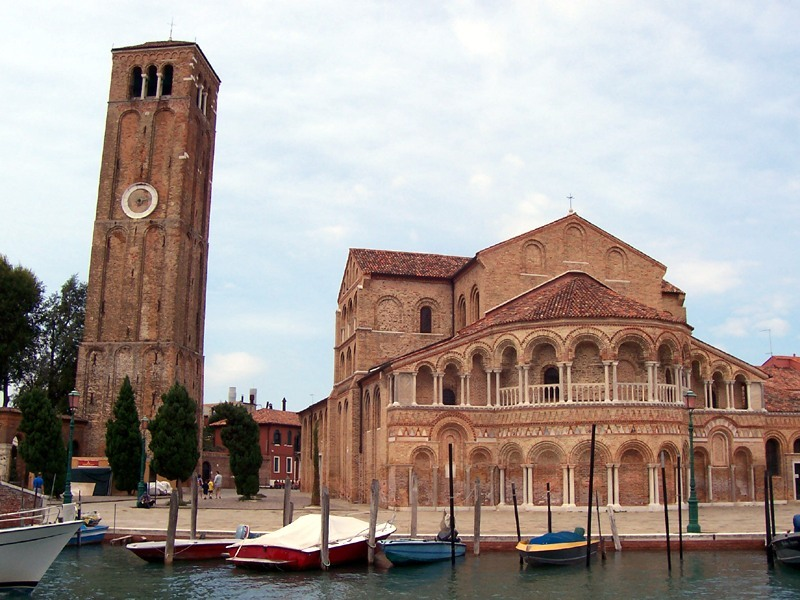
Santi Maria e Donato de Murano.

#### Au nord de l'Appenin
- La cathédrale de Parme
- La basilique Saint-Ambroise de Milan, d'origines paléochrétiennes, mais remaniée au premier quart du XIIe siècle, avec voûtes de croisée d'ogives en plein-cintre[61].
- La basilique Saint-Marc de Venise : Les phases I (1063–1094) et II (XIIIe siècle) sont romano-byzantines. La phase III au XIVe siècle est gothique.
- La basilique Santi Maria e Donato de Murano, origines du VIe siècle, remaniée au XIIe siècle
- L'abbaye de Pomposa, consacrée en 1126
- La basilique San Zeno de Vérone, datant de 1117
- La basilique San Michele Maggiore de Pavie, en pierres
- La basilique San Pietro in Ciel d'Oro de la même ville, en briques
- La cathédrale de Trente
- La cathédrale de Modène, en marbre et en briques, projetée et commencée par les bourgeois de la ville

Comme les villes de l'Italie étaient les plus avancées d'Europe, on y construisit les premiers hôtels de ville, comme ;
- Le Palazzo della Ragione de Vérone (1193–1196), en tuf et en briques, art roman avec des éléments gothiques sporadiques
- Le Palazzo dei Trecento à Trévise.

#### En Toscane

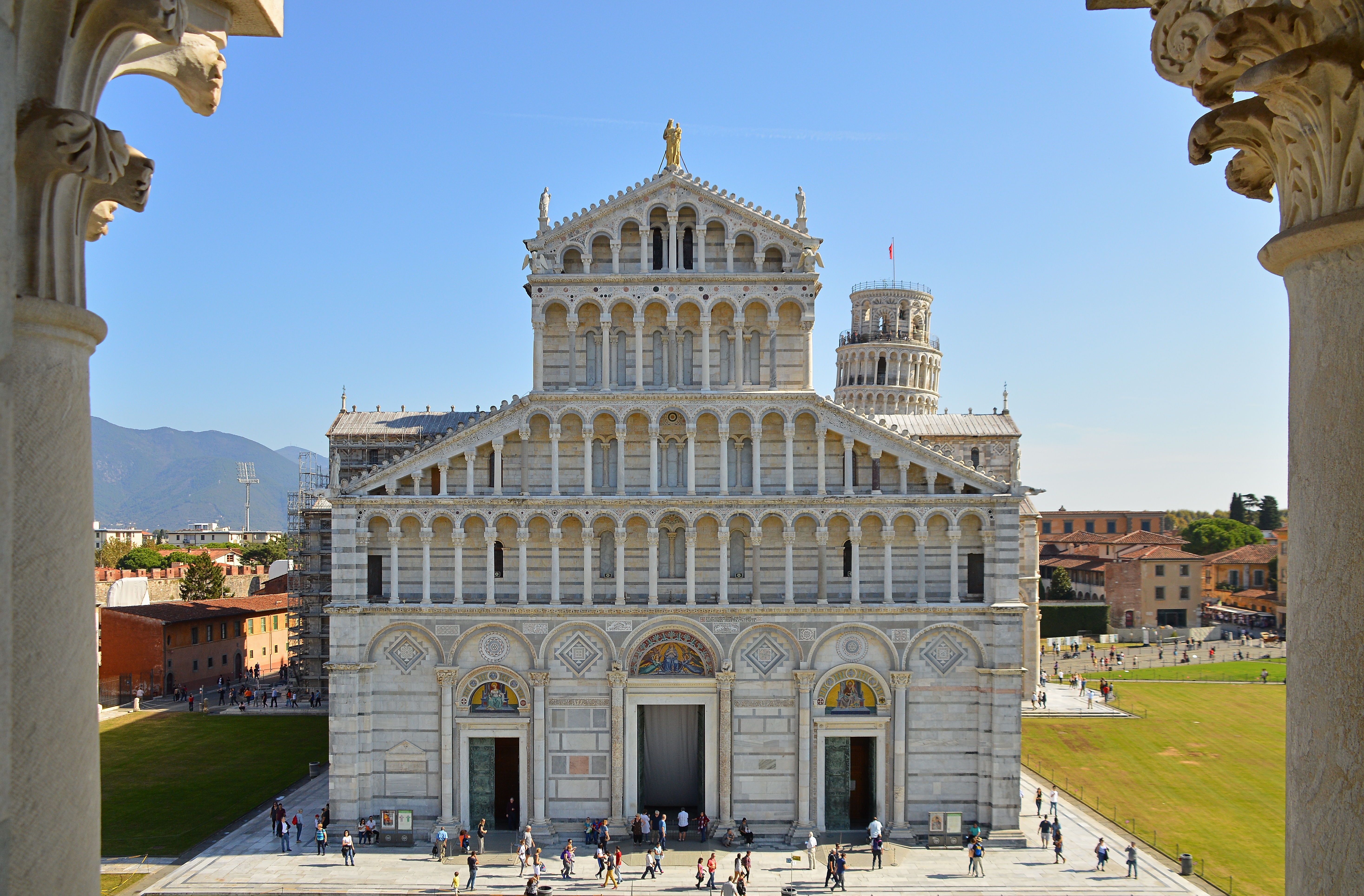
Cathédrale de Pise.

- La basilique San Miniato al Monte de Florence
- La cathédrale de Pise, ensemble exceptionnel qui comprend la cathédrale elle-même, le baptistère et le campanile (la tour penchée de Pise)
- Le Dôme de Pistoie, travaux en art roman construit de 1108 à 1449

#### Dans le sud de l'Italie
- la Basilique San Nicola de Bari (influence lombarde)
- la Cathédrale de Bitonto (consacrée en 1114, plan paléo-chrétien, mais structure presque nord-alpine)
- la Cathédrale de Trani (influence lombarde)
- la Cathédrale de Monreale (arabo-normande)

### Le Saint-Empire romain germanique au nord des Alpes

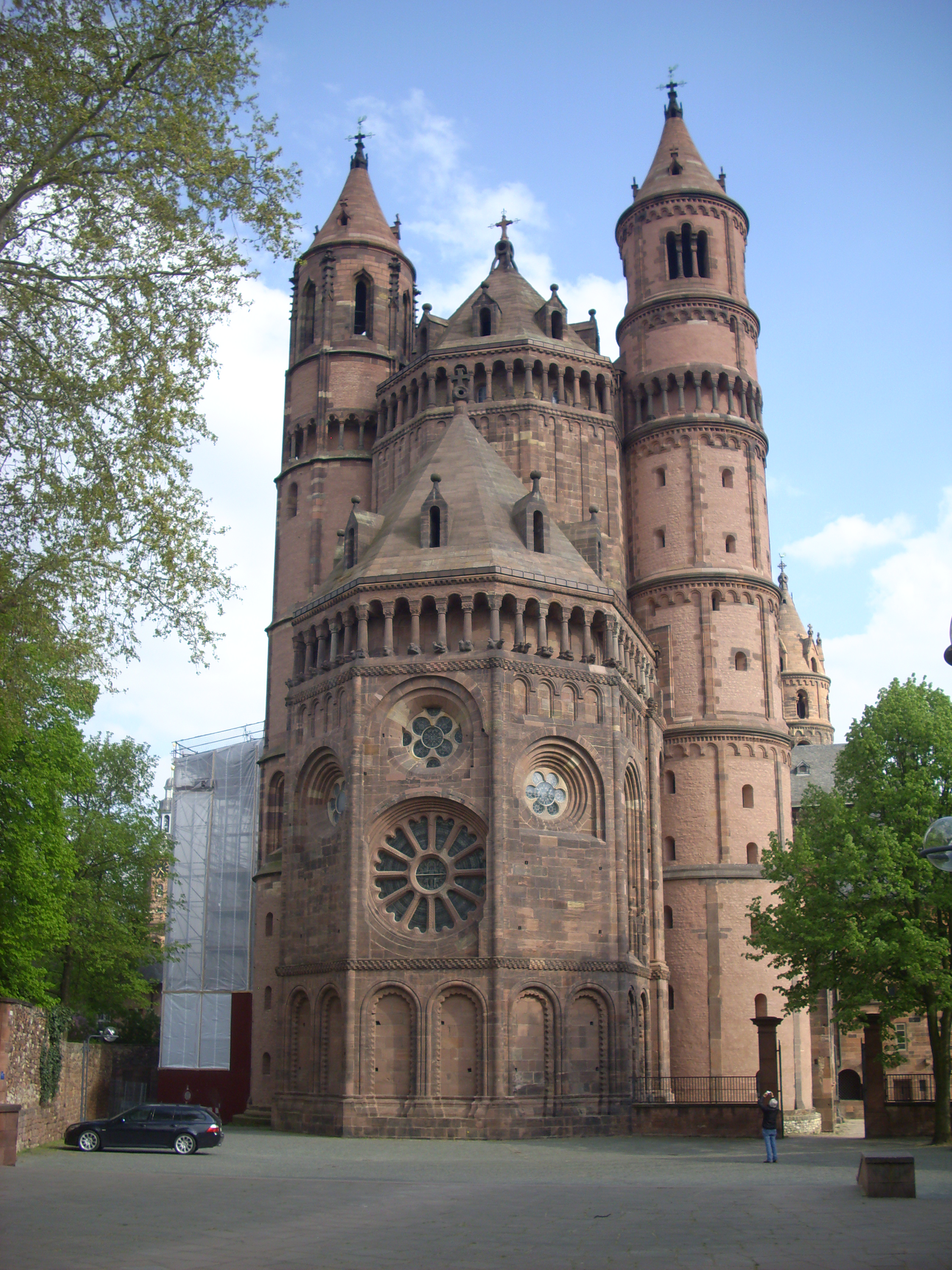
Le chœur occidental de Worms.

En Allemagne, le roman suit les traces de l'art ottonien, créant des grands ensembles monumentaux, dont beaucoup proposent des solutions complètement nouvelles, telles que la double arche ou Westwerk. On peut citer parmi des groupes :

#### Le bassin du Rhin supérieur
Les plus connues sont les trois « cathédrales impériales » romanes:
- La cathédrale de Spire, 1025 – 1061 et agrandie à la volonté de l'empereur Henri IV 1080–1106, mais les voûtes ogivales du transept sont l'œuvre d'une restitution depuis un feu en 1159.
- La cathédrale de Mayence, deux tours escaliers de la précédente, chœur oriental depuis 1100, nef depuis 1130, voûtes 1190–1200.
- La cathédrale de Worms, de 1130 à 1181 (consécration), première voûte ogivale (travée rectangulaire du chœur oriental) environ de 1140, voûtes de la nef peut être depuis la consécration jusqu'à 1200. Le chœur occidental, polygonal à l'intérieur et à l'extérieur, marque la limite des deux premières phases du gothique : Les chœurs, déambulatoires et chapelles gothiques du domaine royal (et environs) français ferment avec des murs ronds jusqu'à 1180, mais depuis de 1185 avec des murs polygonaux.

#### Cologne

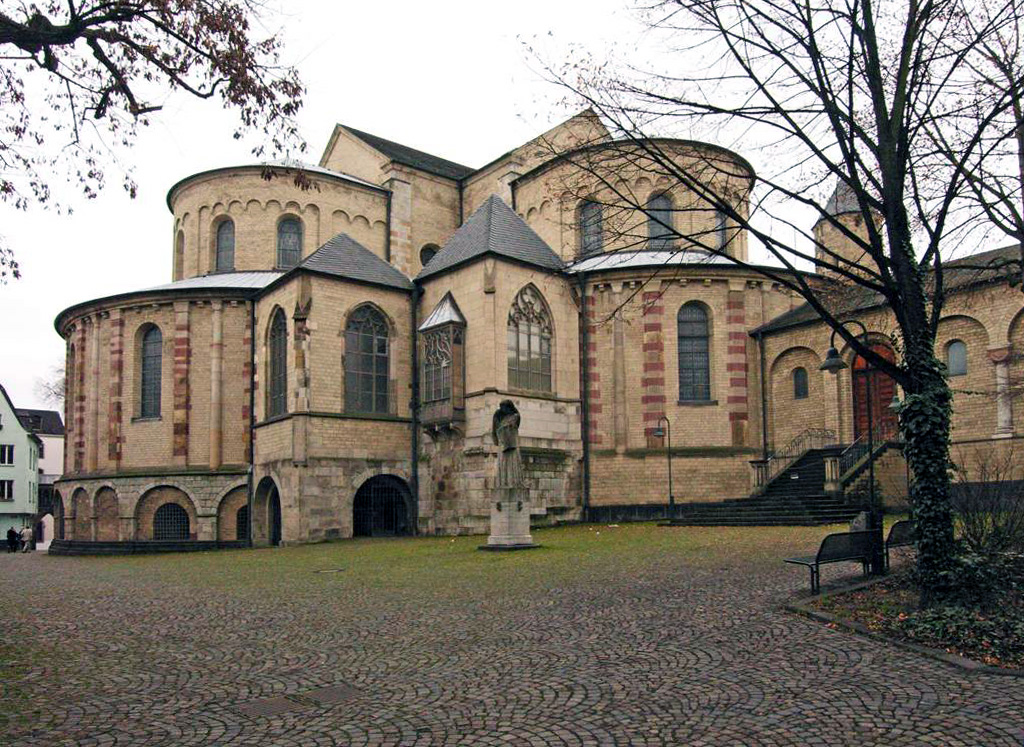
Deux des trois « conches » de Maria du Capitole.

Les « douze grandes églises romanes » de Cologne ne sont pas toutes en art roman. Il y a beaucoup d'éléments gothiques. Une spécialité est les chœurs à « trois conches » de quatre églises, chœur et transept finissent en trois apsides similaires.
- L'église Sainte-Marie-du-Capitole, moité du XIe siècle à 1065, plupart des voûtes XIIe siècle
- L'Saint-Martin-le Grand, 1150, première consécration en 1185 (les trois apsides), achevée en 1211.
- La basilique des Saints-Apôtres, depuis 1150, trois conches environ de 1200
- L'église Saint-André, nef central XIIe siècle, chœur et transept agrandies au XIVe siècle en style gothique, mais encore avec trois conches.

La cathédrale Notre-Dame de Tournai (Belgique), consacrée en 1171, jusqu'à la construction du chœur gothique du 1243–1253, avait trois apsides au modèle de Cologne.

#### Région mosane

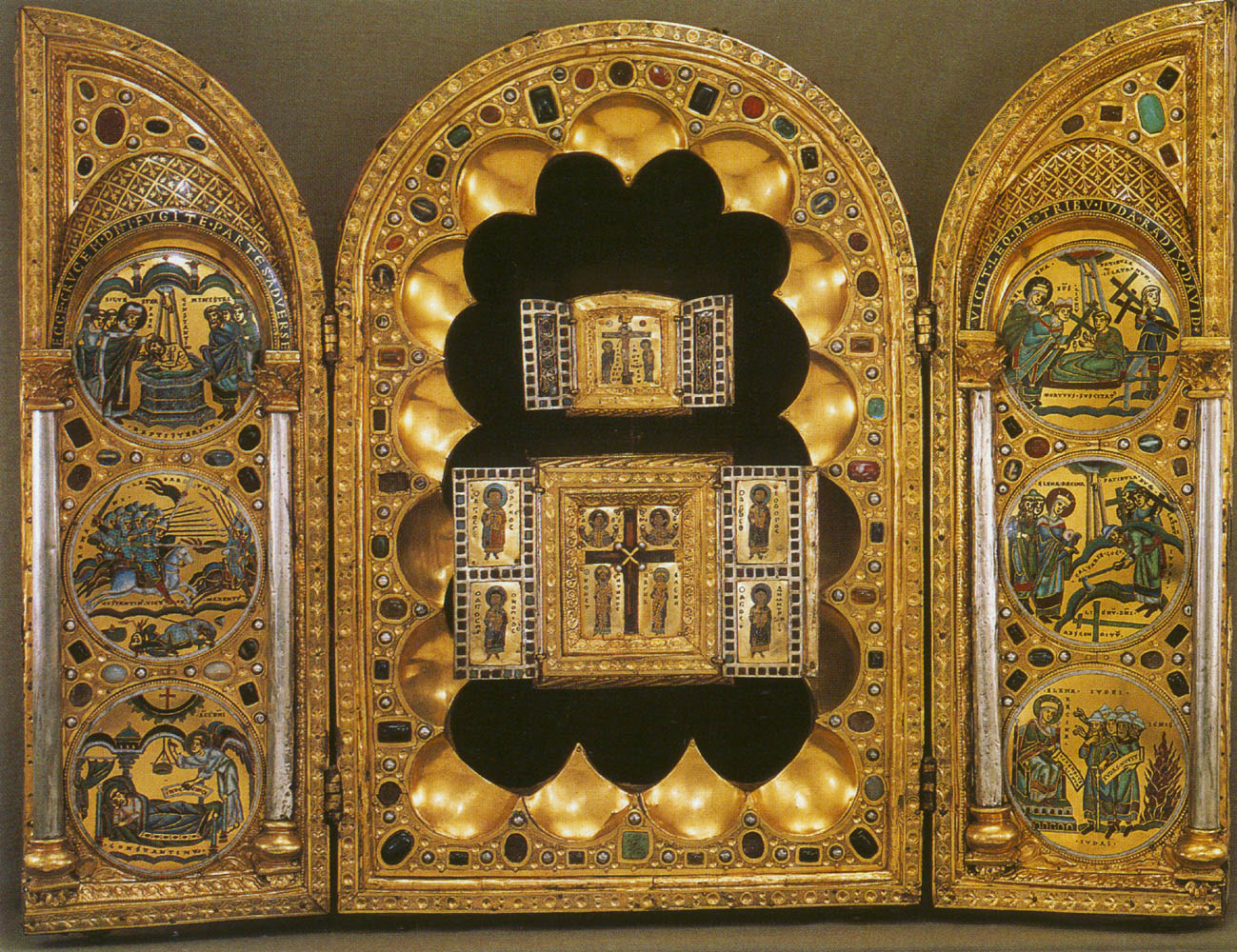
Triptyque de Stavelot, art mosan, Morgan Library, New York.

En France actuelle, la cathédrale Notre-Dame de Verdun (au Moyan Âge souffragant de Trèves) présente toutes les caractéristiques d'un plan roman-rhénan, à savoir : une nef unique encadrée par deux chœurs, eux-mêmes flanqués de deux tours. De ce fait, les portails sont exclusivement latéraux.
L’art mosan est un art roman d'influence carolingienne et ottonienne de la vallée de la Meuse, actif du XIe au XIIIe siècle. La région mosane correspond aux frontières de l'ancien diocèse de Liège, soufragant de Cologne, qui s'étendait principalement dans le territoire de l'actuelle Belgique, mais également sur une partie de la France, des Pays-Bas et de l'Allemagne. Les archevêques de Cologne et Trèves étaient deux des princes électeurs du Saint Empire.
- La basilique Saint-Servais, achevée en 1180, de Maastricht

#### Ailleurs rhénanes
- L'abbaye de Maria Laach (Rhénanie-Palatinat)
- La cathédrale de Trèves, origines paléochrétiennes, 977–1121, façade et chœur occidental avec les premières galeries naines de l'Europe.

#### À l'est du Rhin

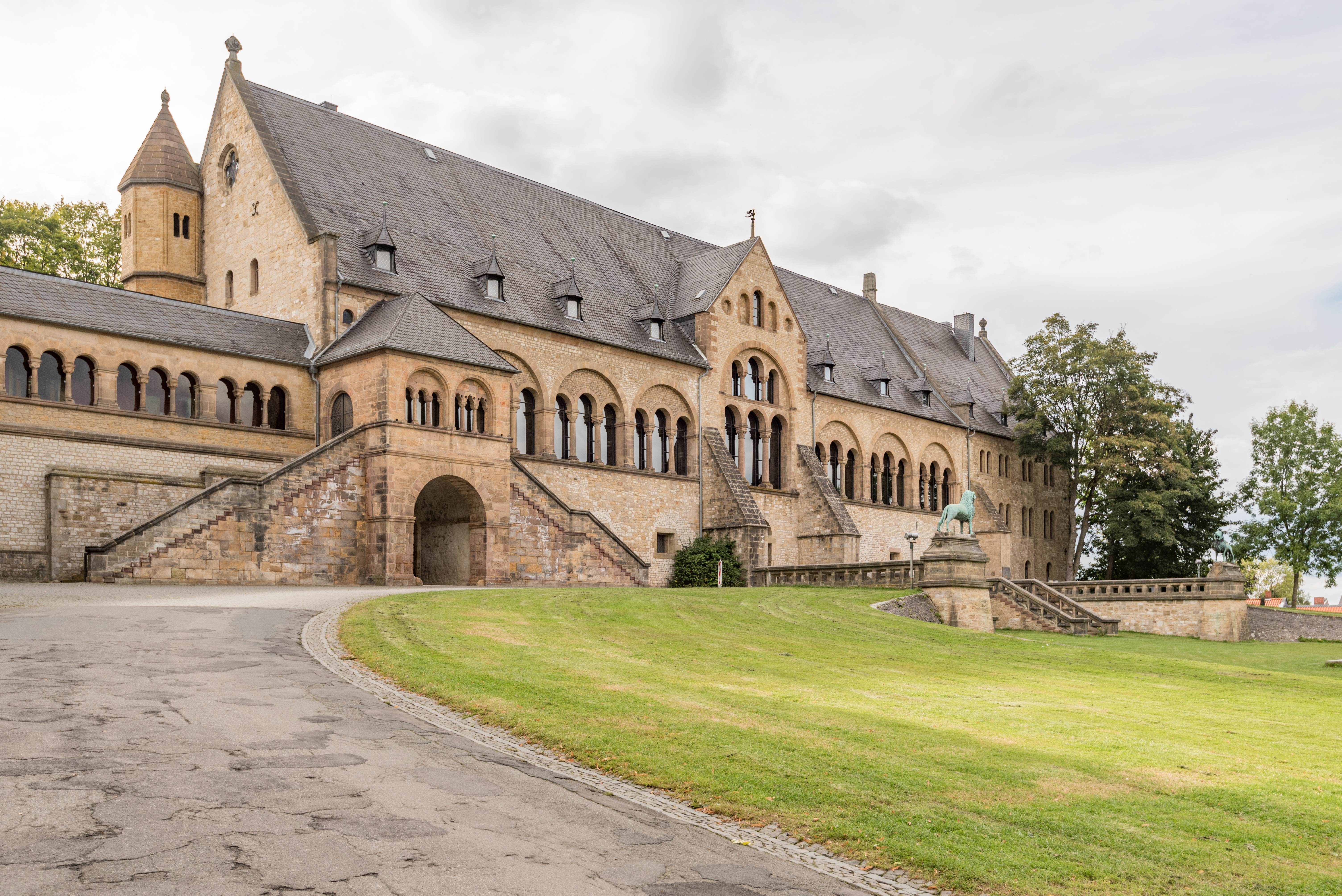
Palais impérial de Goslar.

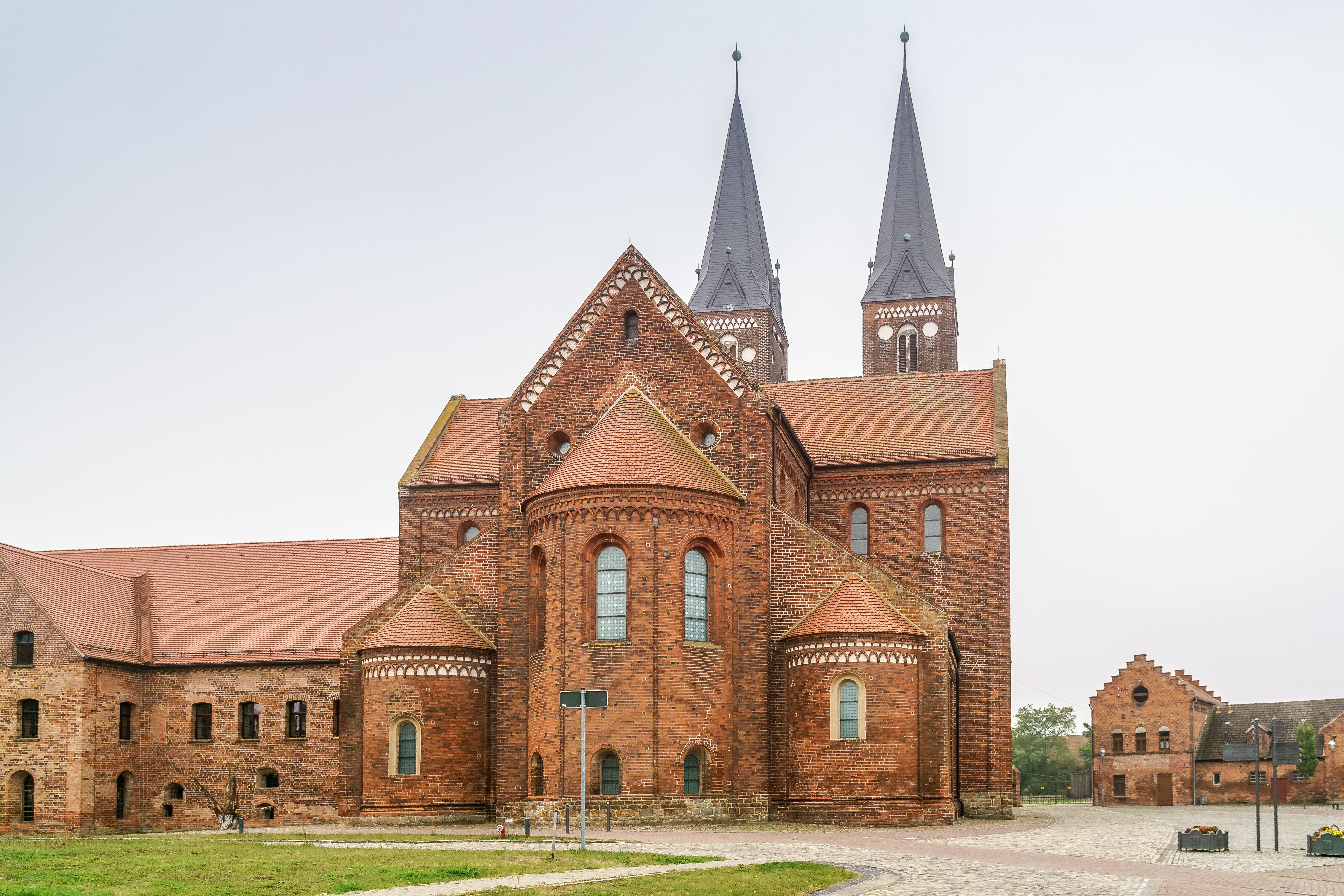
Abbatiale de Jerichow.

Aux cathédrales de Bamberg et de Naumburg, le plan de quarte tours et le cœur de l'édifice est roman-rhénan, mais il y a beaucoup d'ajouts gothiques.
Commençant par la tour de la cathédrale de Verden (de) au modèle italien depuis 1160, en les plaines du nord de plus en plus on utilise la brique.
L'abbatiale de Jerichow (de) en Saxe-Anhalt, est construite depuis 1160, toute en brique. Les tours sont gothiques, de 1256.
Des édifices importantes de l'empire étaient les palaces impériales. Plusieurs son en ruines aujourd'hui. Le palais impérial de Goslar est reconstruit en 1868. Un autre édifice séculier est la Wartbourg, construite comme résidence des comtes de Thuringe, depuis de la Diète de Worms de 1521 la cachette de Martin Luther.

### Europe septentrionale

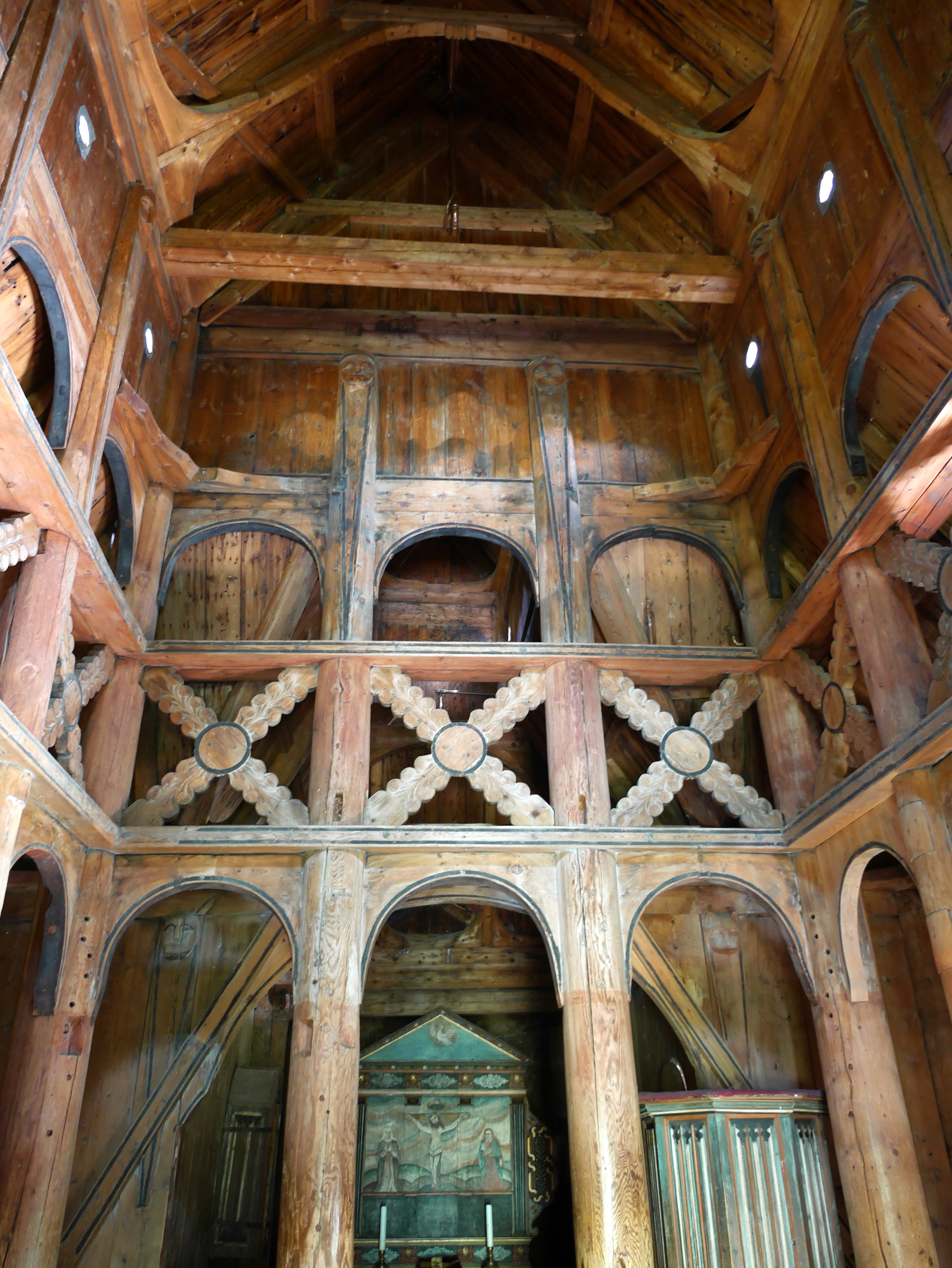
Stavkirke de Borgund, arcades romanes en bois.

Jusqu'à la bataille de Bornhöved (1227), le royaume de Danemark était un pouvoir hégémonial et riche.
Il comprit le sud de la Suède actuelle.
En 1104, l'archidiocèse de Lund est établi et au même temps la construction de la cathédrale de Lund est commencée, suivant exemples rhénanes. Depuis 1658, elle est située en Suède.
Dans la grande péninsule de Jutland, on construisait presque mil églises de granite, souvent petites, mais en maçonnerie de haute qualité.
Depuis 1160 ou 1170, on adopta la maçonnerie en brique :
- L'église Saint-Bendt à Ringsted en Danemark, nécropole des rois danois, depuis 1169, toute en brique
- L'église Notre-Dame de Kalundborg en Danemark, 1170–1200 tout en brique et sur un plan central extraordinaire
- Le château royal de Nyborg

Les intérieurs de quelques des stavkirkes de la Norvège imitent l'architecture contemporaine de pierre romane.

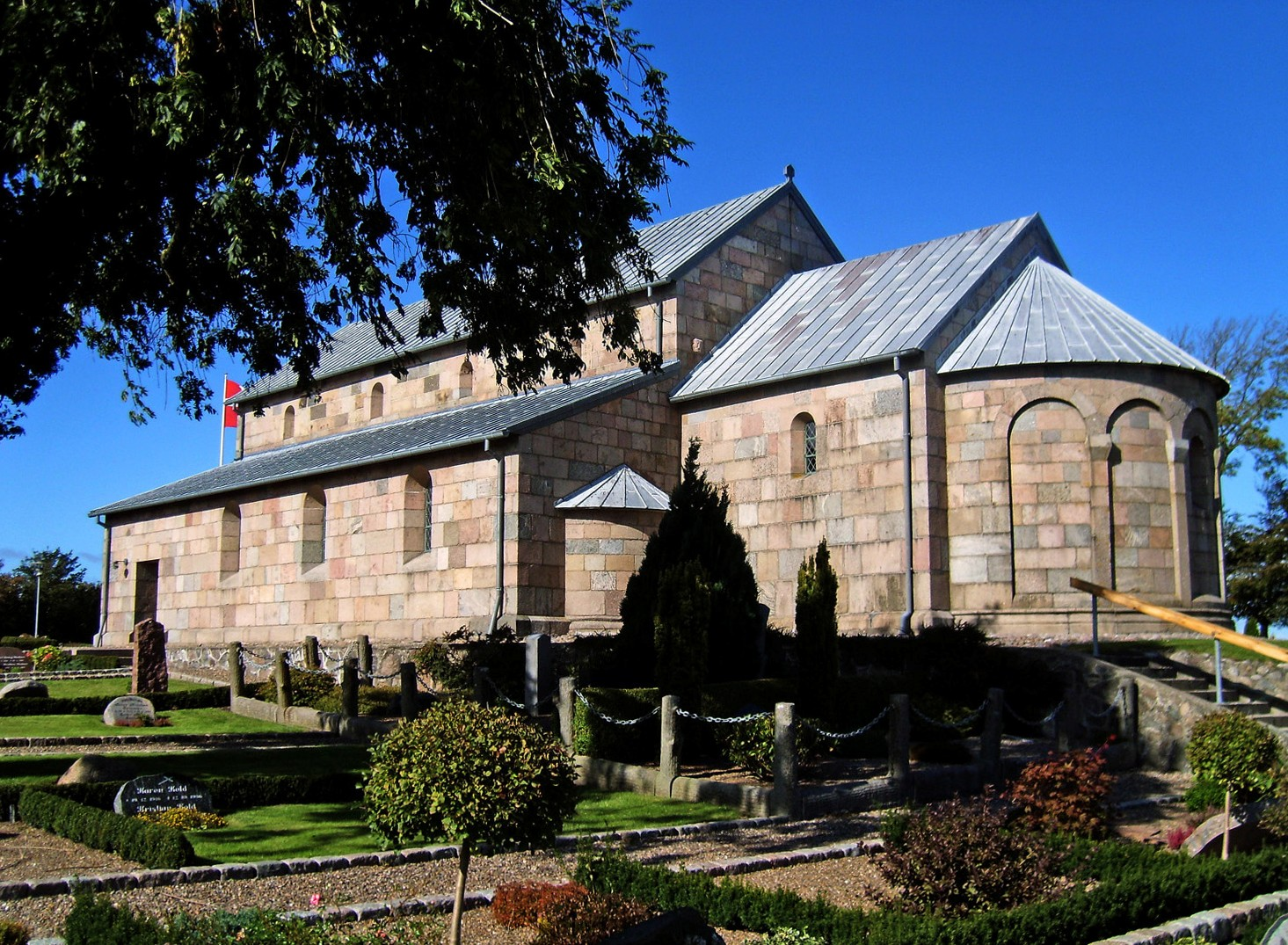
L'église de Skarp Salling, 5 km du Limfjord, art roman en granite.
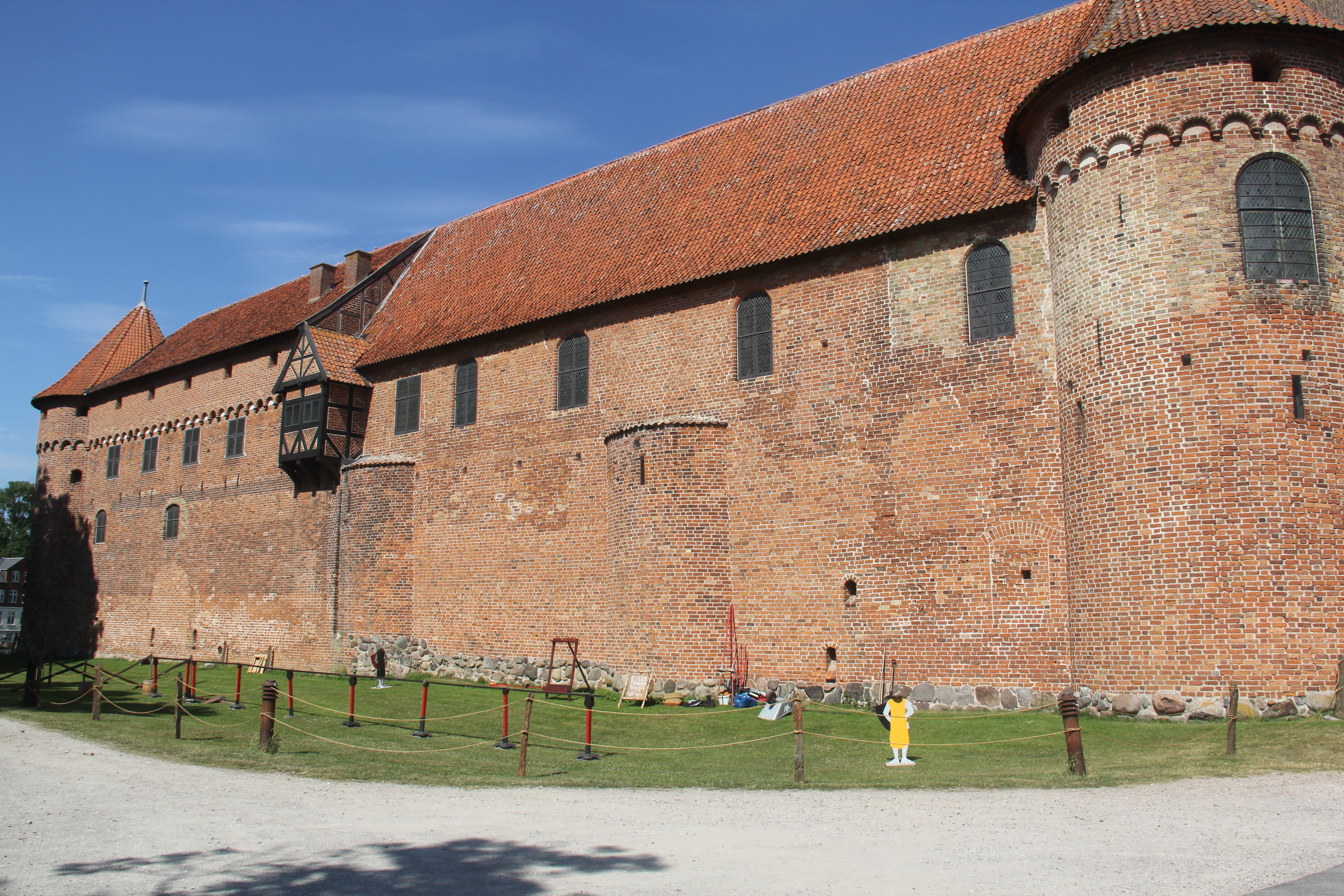
Château de Nyborg.
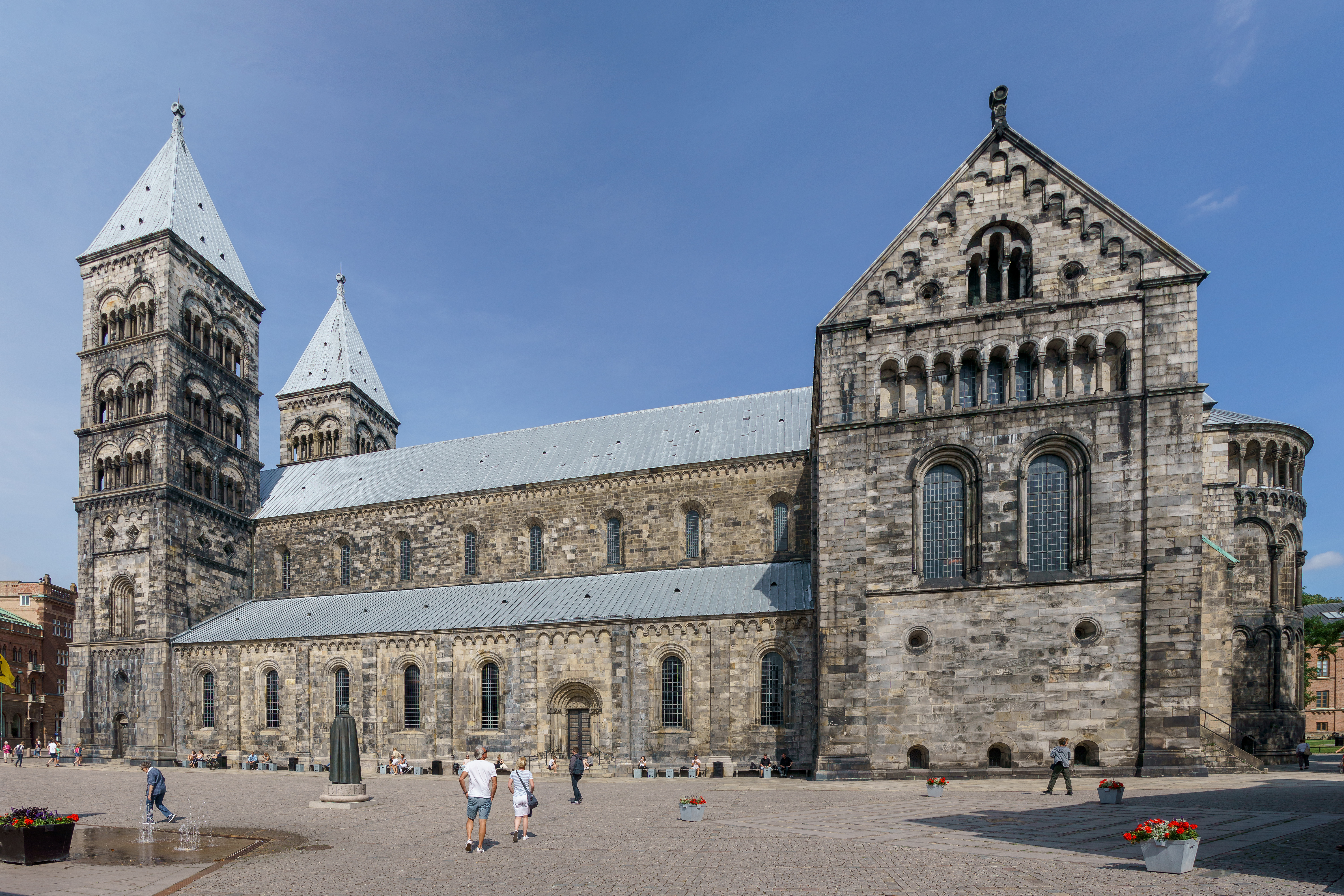
Cathédrale de Lund.

### L'espace slave et la Hongrie
Les premières églises de pierre aux pays slaves souvent étaient rotondes. Aussi des édifices primitives des cathédrales de Gniezno et de Prague étaient rotondes. Mais plus tard plus grandes églises sont érigées, parfois au plan de quatre tours au modèle allemand.

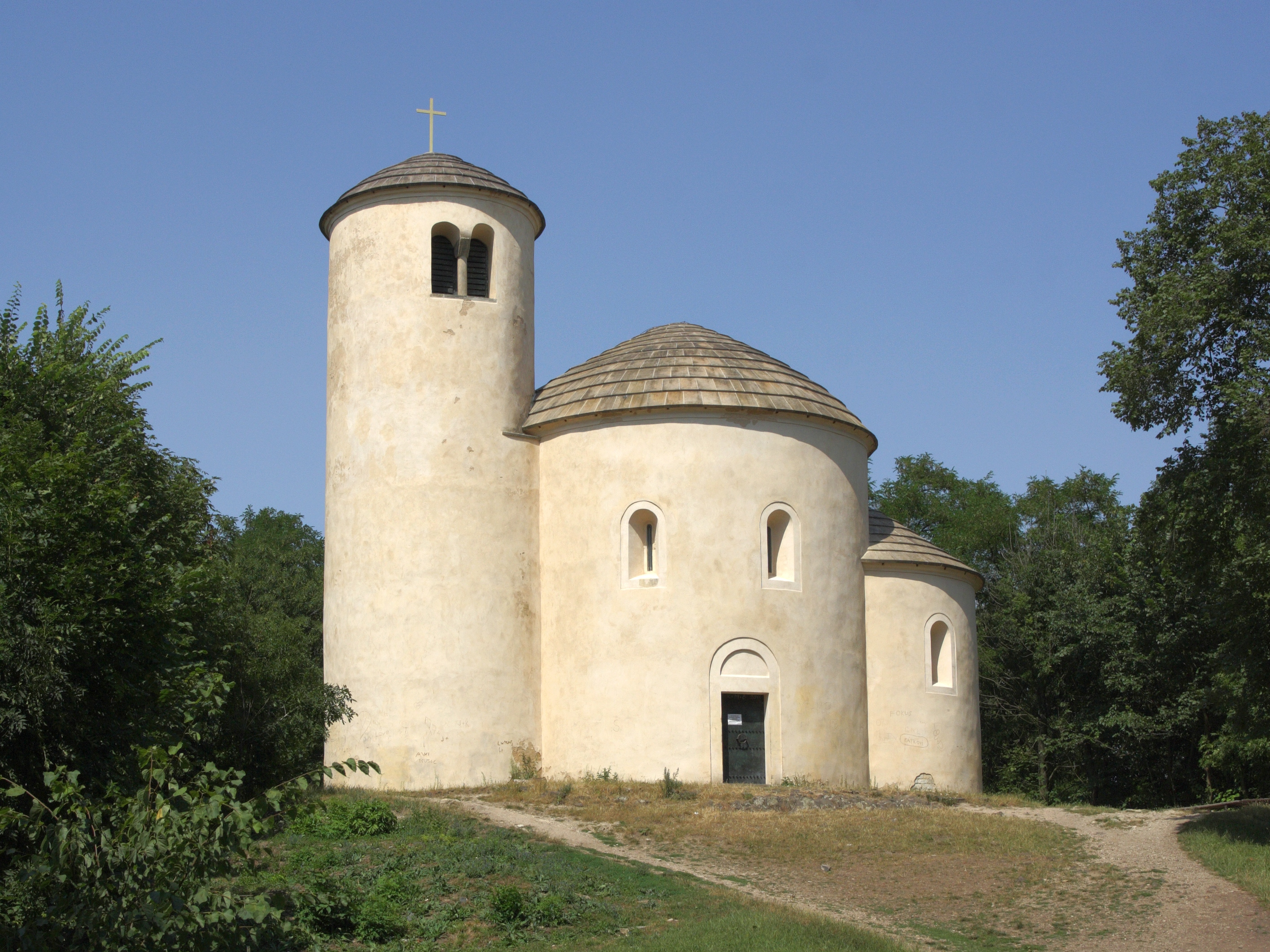
Rotonde Saint-George sur le mont Říp en Bohême.
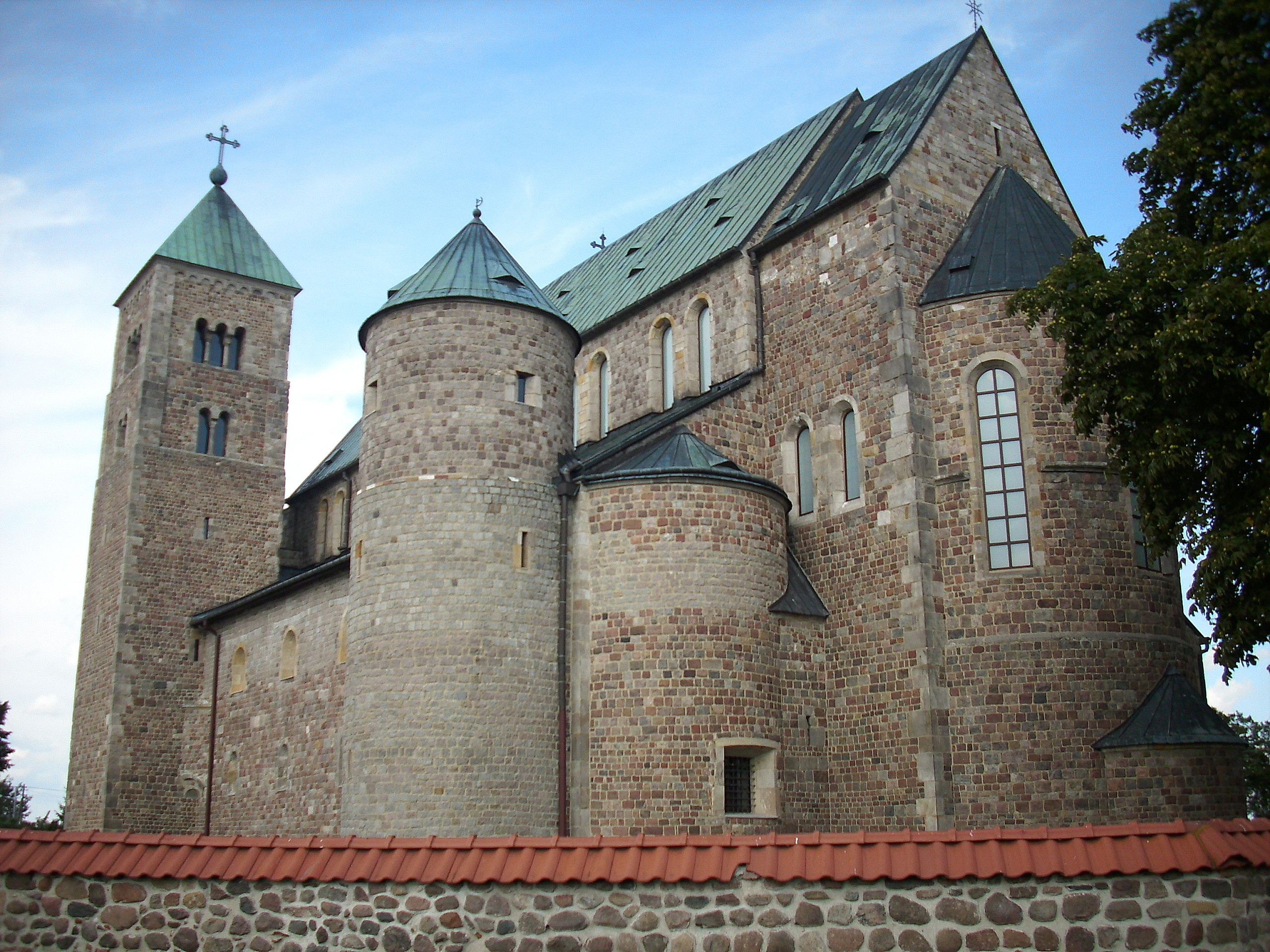
La collégiale de Tum (en) en Pologne.
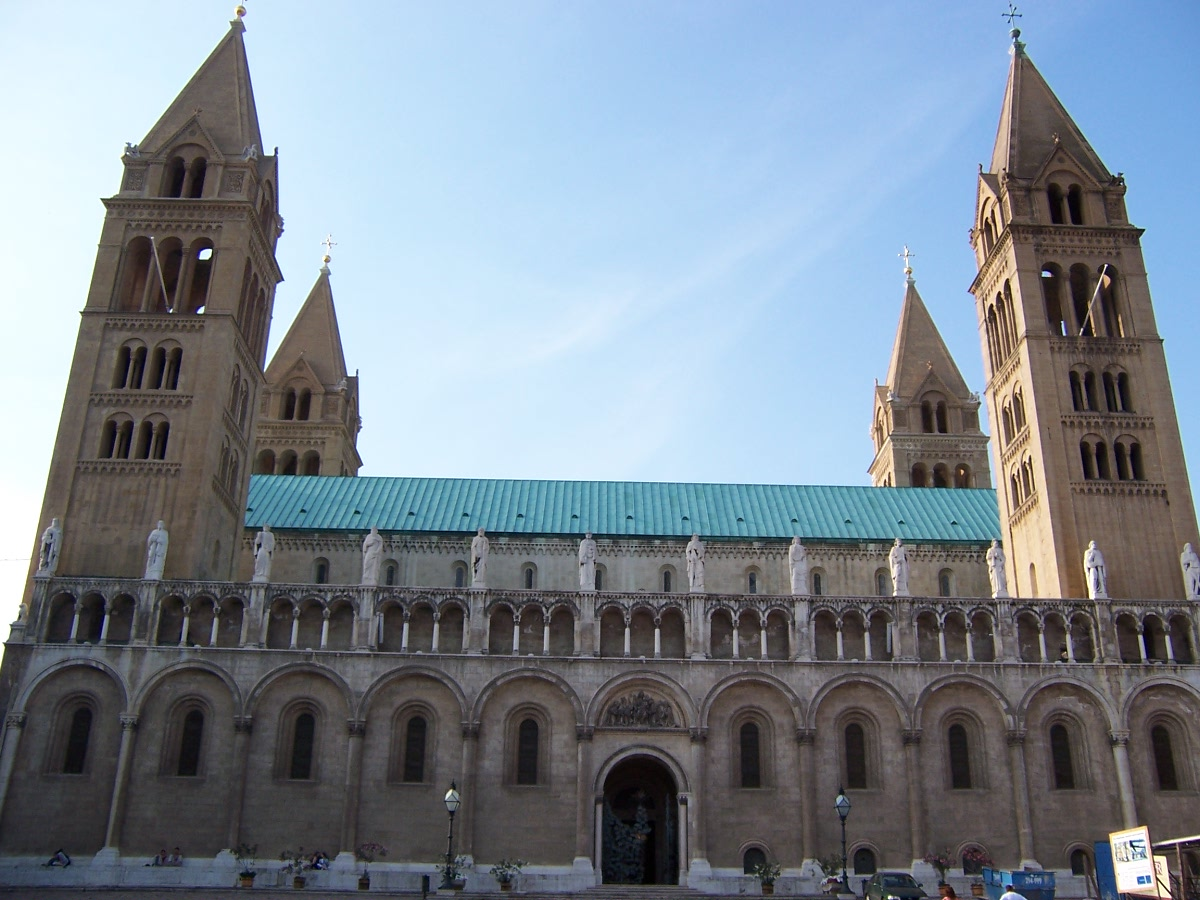
Cathédrale Saint-Pierre-et-Saint-Paul de Pécs, Hongrie , d'architectes italiens au modèle allemand, et diverses reconstructions.

### Art roman en Angleterre

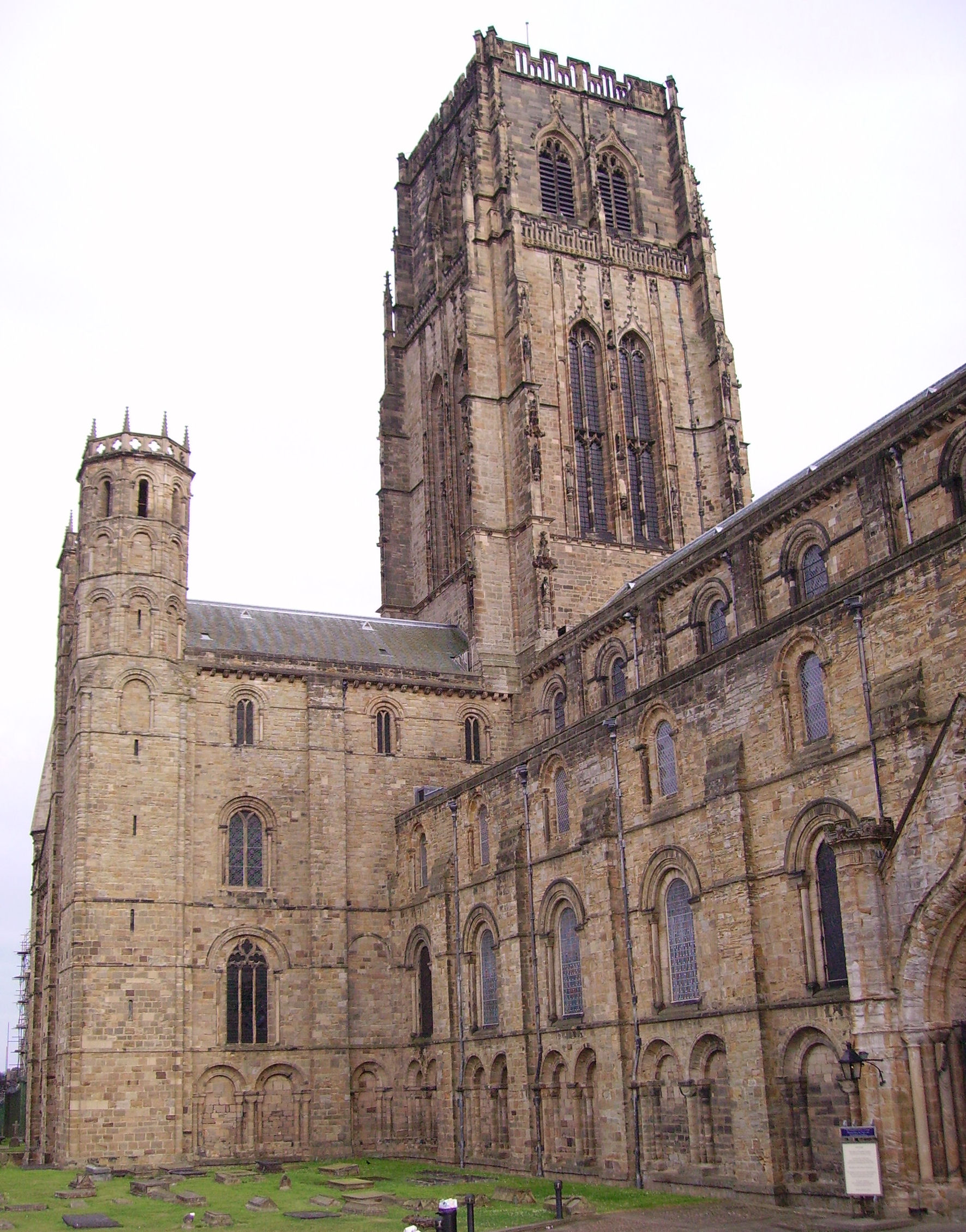
Cathédrale de Durham : nef roman, tour central et transept gothiques.

L'art roman pénètre en Angleterre au XIe siècle à la suite de sa conquête en 1066 par Guillaume le Conquérant. L'architecture normande, d'essence romane, va alors intensément se développer dans toute l’Angleterre et jusqu'en Écosse, avec la fondation de nombreux châteaux, abbayes, cathédrales et de nombreuses églises plus modestes. Il semble que l'abbaye de Westminster ait été construite en un style roman avant l'invasion normande, mais il ne reste plus rien de ce monument primitif entièrement remplacé par le monument gothique actuel.
Le style normand, né en Normandie, s'est donc ensuite développé simultanément en Normandie et en Angleterre. Un style anglo-normand s'est rapidement distingué tandis que le style architectural en Normandie s'est conformé de plus en plus au style roman français plus traditionnel.
Les églises anglaises normandes ont pour caractéristiques des plans exceptionnellement longs, une structure massive (spécialement pour les piliers autour du cœur) et l'utilisation de décoration sculptée géométrique.
La sculpture figurative n'est pas fréquente dans les églises normandes ; quand c'est le cas, il en résulte une fascinante fusion entre les styles typiques romans de l'art anglo-saxon et des éléments celtiques.

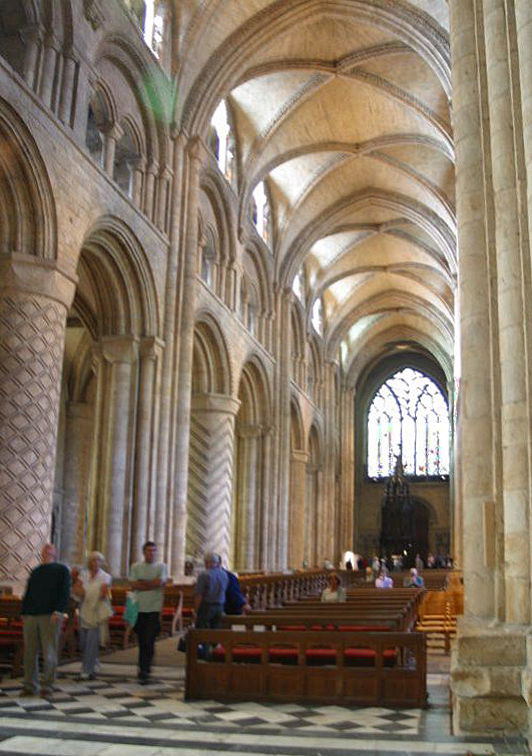
Cathédrale de Durham : ogives et arcs brisés avant du gothique.

Quelques-unes des églises normandes d'Angleterre les plus significatives (certaines ont reçu des rénovations partielles gothiques) :
- Cathédrale de la Sainte-et-Indivisible-Trinité d’Ely (v. 1090)
- Cathédrale de Norwich (v. 1096)
- Cathédrale de Canterbury (v. 1070)
- Cathédrale de Lincoln (v. 1072)
- Cathédrale de Rochester (v. 1077)
- Cathédrale Saint-Alban de Saint Albans (v. 1077)
- Cathédrale de Winchester (v. 1079)
- Abbaye de Tewkesbury (v. 1088)
- Cathédrale de Gloucester (v. 1089)
- Southwell Minster (XIe siècle)
- Cathédrale de Durham (v. 1104), possède une voûte d'époque romane qui préfigure le gothique.
- Cathédrale de Hereford (v. 1107)
- Cathédrale de Peterborough (v. 1118)
- Abbaye de Romsey (1130-1140)

## Thèmes iconographiques généraux

### Représentation de l'enfer
Les chrétiens ont surtout été inspirés par les images des tombes étrusques qui dépeignaient des scènes d'horreur, des démons et des flammes… La mythologie étrusque s'est beaucoup inspirée de la mythologie grecque, et durant les premiers siècles de l'hégémonie chrétienne à Rome, elle a dû survivre en parallèle de la religion monothéiste. Il parait donc naturel que les chrétiens se soient inspirés, consciemment ou non, de ce qu'ils avaient sous les yeux, et surtout de ces dieux étrusques qui représentaient pour eux le paganisme, donc l'incarnation du mal.
- Les tympans romans, à l'entrée des églises, représentent des scènes du Jugement Dernier ou de l'Apocalypse. Beaucoup ont été endommagés pendant les guerres de religion ou la Révolution française. Certains portent encore des traces de polychromie (Conques).

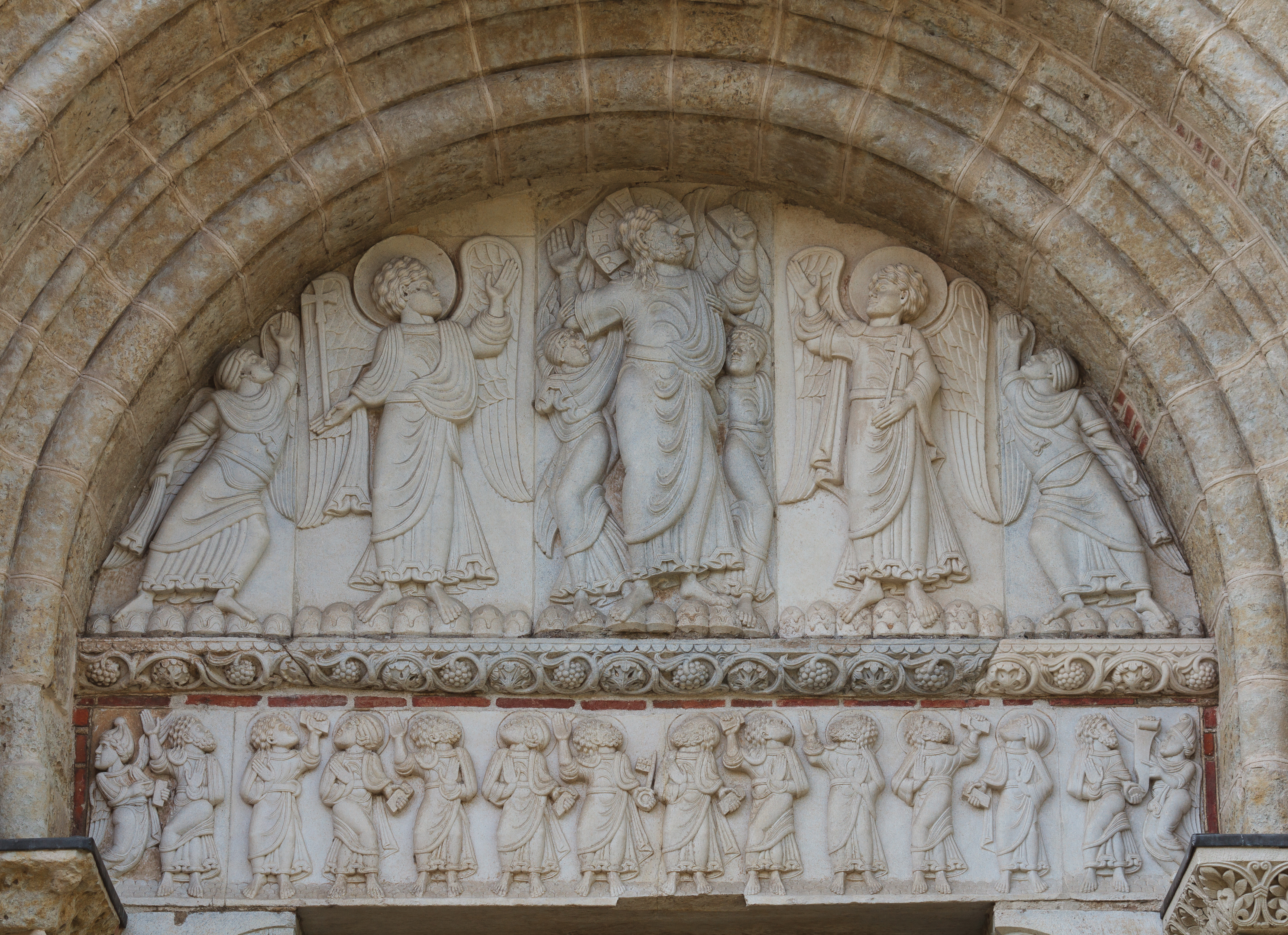
Tympan de la porte Miègeville de la basilique Saint-Sernin, Toulouse.
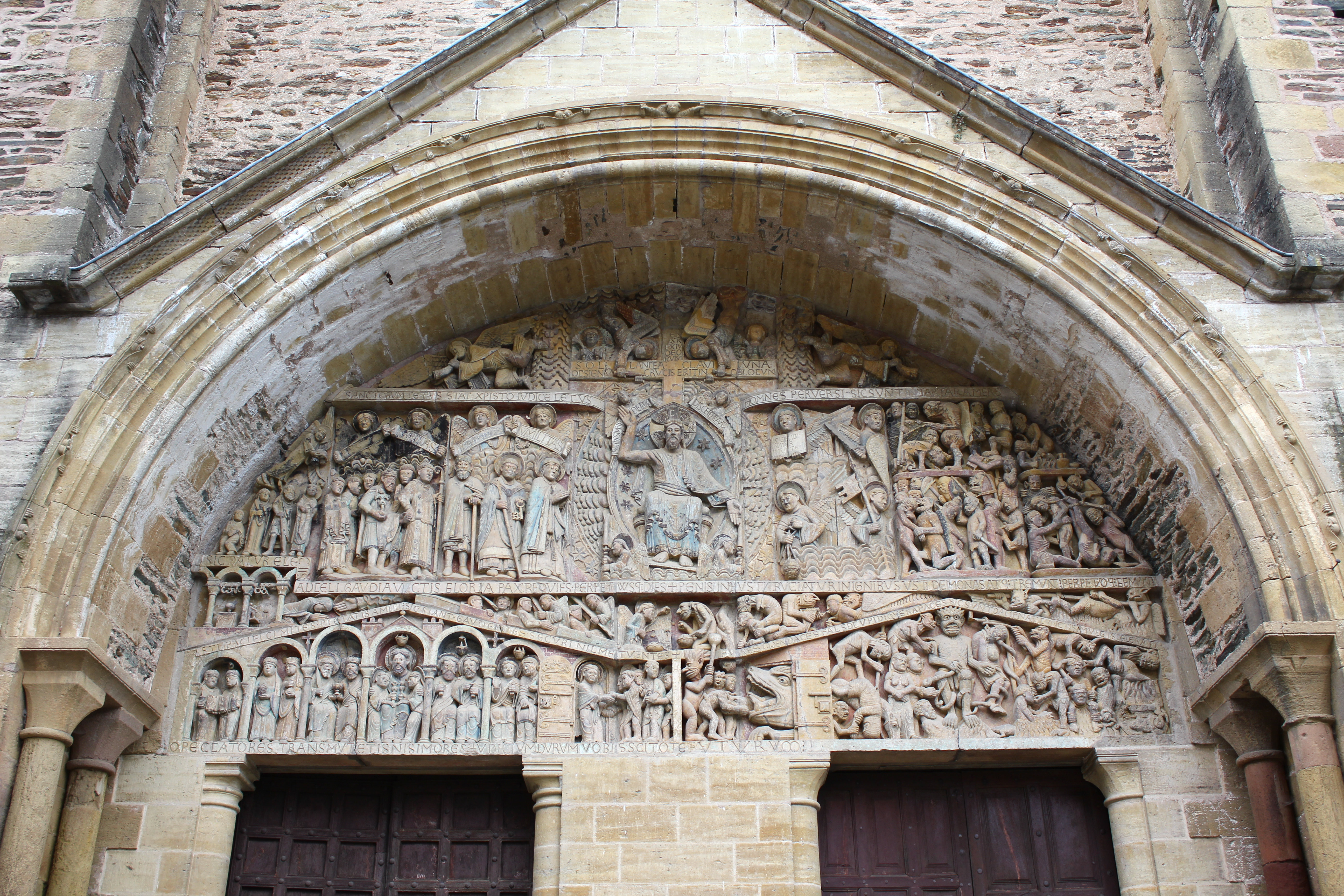
Abbatiale Sainte-Foy de Conques, Aveyron.
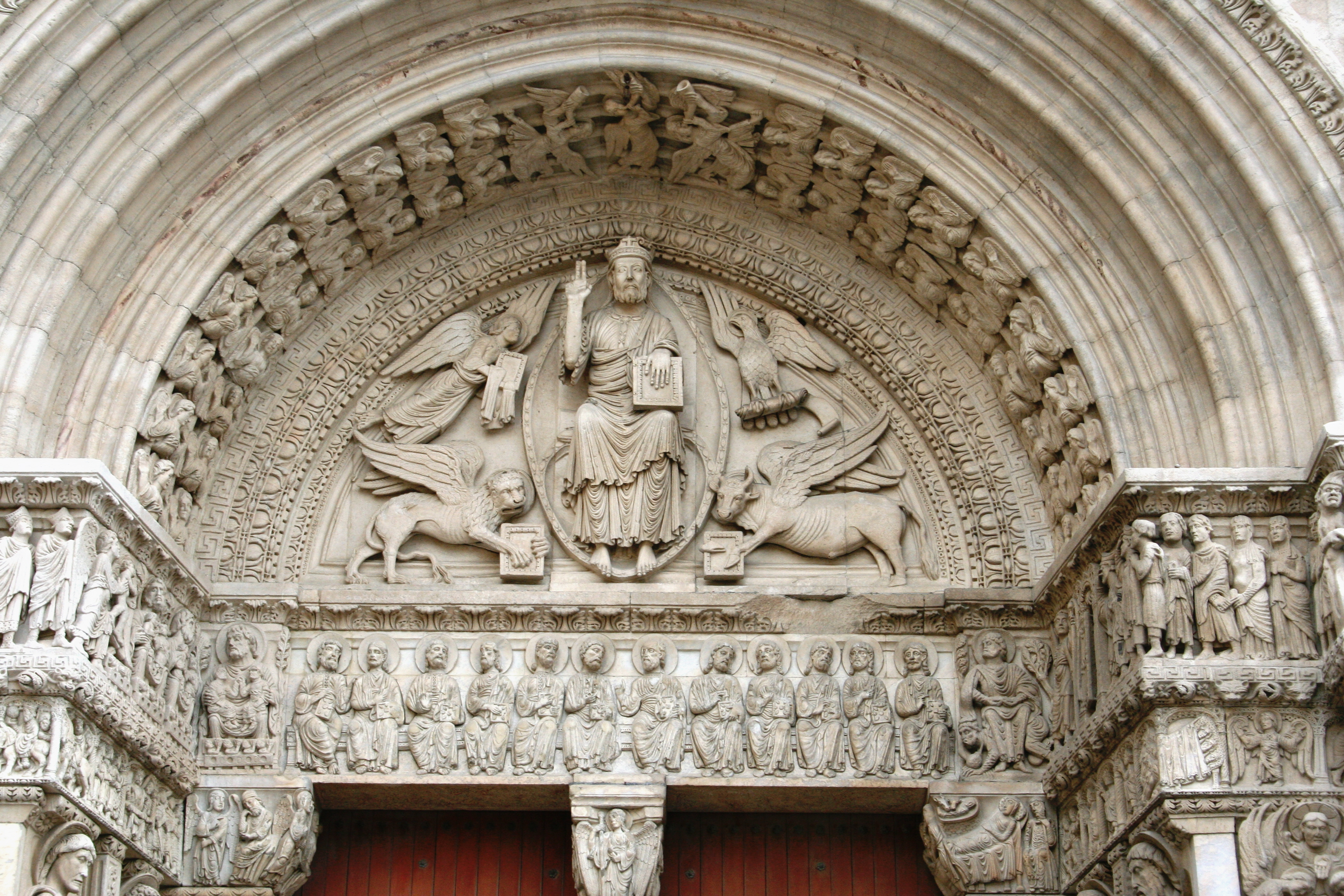
Ancienne cathédrale Saint-Trophime, Arles.

### Scènes bibliques
- Ancien Testament
  - Scènes de la Genèse

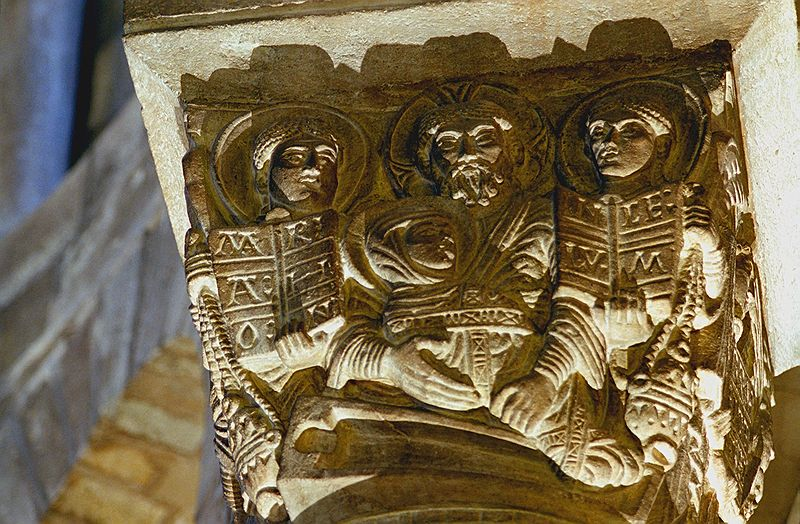
Dormition et Assomption. Notre-Dame du Port, Clermont-Ferrand.

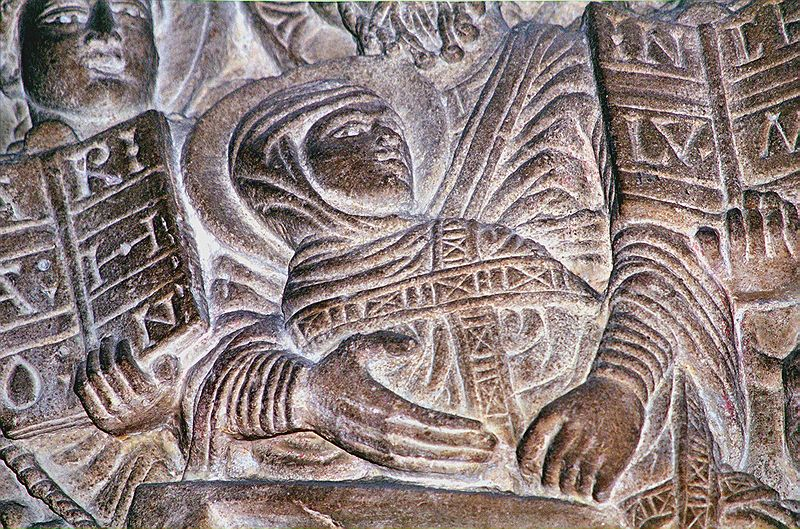
Détail de l'Assomption. Notre-Dame du Port, Clermont-Ferrand.

    - Adam et Ève et la scène de la tentation
    - Caïn et Abel
- Jugement dernier
- Nouveau Testament
  - Nativité
  - Adoration des mages
  - Transfiguration
  - Lazare
  - Remise des clefs à saint Pierre
  - La Cène
  - Passion
  - Crucifixion
  - Résurrection
  - Ascension de Jésus
  - Vie de Marie
  - Dormition et Assomption de la Vierge Marie
  - Vie des Apôtres
- Combat des vices et des vertus
- Scènes d'animaux
- Motifs floraux

## Style néo-roman
Dans le but de retrouver une expression artistique chrétienne supposée plus pure que celle du naturalisme qui apparaît à l'époque gothique, beaucoup d'artistes du XIXe siècle se tournent vers l'art roman. L'école de Beuron en fait ainsi le fondement de son expression artistique.